# نخلة التمر
نَخلة التَمْر أو نَخلة البَلَح أو شجرة البلح أو نخل معروف (الاسم العلمي: Phoenix dactylifera)، هي شجرة تنتمي إلى الفصيلة الفوفلية (النخلية سابقًا)، هي نوع من كاسيات البذور في الفصيلة الفوفلية (النخلية سابقًا)، وتُزرع من أجل ثمارها الحلوة الصالحة للأكل والتي تسمى التمر. تُزرع على نطاق واسع في شمال إفريقيا والشرق الأوسط والقرن الإفريقي وأستراليا وجنوب آسيا وكاليفورنيا. وهي تستوطن في العديد من المناطق الاستوائية وشبه الاستوائية في جميع أنحاء العالم. وتعتبر "نخلة التمر" هي النوع النمطي لجنس النخلة، والتي تشمل تقريبا نحو 12 - 19 نوعًا من أشجار النخيل البرية.
يصل ارتفاع شجرة النخيل إلى 30 مترًا، وتنمو منفردة أو تشكل تكتل عدة سيقان (جذوع) من جذر واحد. وتنمو ببطء، ويمكن أن يصل عمرها إلى أكثر من 100 عام عند رعايتها بشكل صحيح. ثمرتها التمر بيضاوية أسطوانية الشكل، طولها من 3 إلى 7 سنتيمترات، وقطرها حوالي 2.5 سم، ويتراوح لونها من البني الداكن إلى الأحمر الفاتح أو الأصفر، حسب الصنف. تحتوي التمرة على 61% - 68% من السكر من حيث الكتلة عند تجفيفها، ويتم تناولها كوجبات خفيفة حلوة بمفردها أو مع الحلويات.
توجد أدلة أثرية على زراعة التمور في شبه الجزيرة العربية منذ الألفية السادسة قبل الميلاد. ويعتبر التمر "رمزا للزراعة في الواحات ورمزية عالية في الديانة الإسلامية والمسيحية واليهودية".
يتميز التركيب الجيني والتنوع الوراثي لنخيل التمر (Phoenix dactylifera) بتنوع وراثي كبير، حيث أظهرت الدراسات الجينومية الحديثة أن جينوم النخيل يحتوي على حوالي 36-37 ألف جين موزعة على 18 زوجاً من الكروموسومات. وقد مكّن هذا التنوع الوراثي من ظهور أكثر من 2000 صنف مختلف من النخيل حول العالم، تختلف في صفاتها المورفولوجية وخصائص ثمارها. كما أشارت الأبحاث إلى وجود علاقة قوية بين التركيب الجيني للنخلة وقدرتها على تحمل الظروف البيئية القاسية، مثل الجفاف والملوحة العالية

## أصل التسمية

### العربية
جمع نخلة هو نخل أو نخيل أو نخلات. والنخل: التصفية. والانتخال: الاختيار لنفسك أفضله وهو التنخّل أيضًا.
يقول الخليل الفراهيدي في "معجم العين":

ومثل الخليل، يقول أحمد بن فارس في "مقاييس اللغة" عن الانتخال، إلَّا إنَّه يضيف:
أكثر المعجمين العرب يرون أن النَّخْلُ والنَّخِيلُ بمعنى «واحد»، والواحدة نخلة، وهناك من يرى فرقًا في المعنى، خاصة في الاستعمال القرآني، وذلك أن ”نخل“ اسم الجمع لشجرة التمر، بينما ”نخيل“ تعني كل الأشجار المثمرة العاليّة. لكن الدكتور فاضل السامرائي، في كتابه «بلاغة الكلمة في التعبير القرآني»، يرى أن النخل أعم وأشمل من النخيل، لأنه اسم جنس جمعي، وهذا ما قرره علماء اللغة، ويؤيده الاستعمال القرآني.

### اللاتينية
الاسم العام للجنس "نخلة" مشتق من (phoinix) = (φοῖνιξ) أو ((phoinikos) = (φοίνικος، وهي الكلمة الإغريقية لشجرة النخيل التي استخدمها ثاوفرسطس وبلينيوس الأكبر. وعلى الأرجح أنها تشير إما إلى الفينيقيين؛ فينيكس، ابن أمينتور وكليوبول في إلياذة هوميروس؛ أو طائر الفينيق، الطائر المقدس في مصر القديمة.
أما الاسم العلمي للنوع (dactylifera) فهي تعني "حامل التمر" هو اسم لاتيني يتكون من الكلمة المستعارة (dactylus) في اللاتينية من الكلمة الإغريقية: (δάκτυλος) = daktylos التي تعني "تمر" (أيضًا "إصبع")، والكلمة اللاتينية الأصلية (fero)، والتي تعني "حمل". ويأتي الاسم الإنجليزي للفاكهة (عبر الفرنسية القديمة، عبر اللاتينية) من الكلمة اليونانية: (δάκτυλος) التي تعني "إصبع"، بسبب شكل الفاكهة الطويل.

## التاريخ
عرف الإنسان النخيل منذ أقدم العصور وكانت النخلة تسمى (شجرة الحياة) وقد عثر عالم الآثار "زين هارت" في مقبرة في الزريقات في مصر على مومياء من عصر ما قبل التاريخ ملفوفة في حصير من سعف النخيل، كما عثر على نخلة صغيرة كاملة بإحدى مقابر سقارة حول مومياء من عصر الأسرة الأولى حوالي 3200 سنة قبل الميلاد، وكان النخيل من أهم الأشجار التي ازدانت بها الحدائق القديمة مثل حديقة "متن" التي تنتمي إلى عصر الأسرة الرابعة من الفراعنة حوالي 2720 سنة قبل الميلاد ولقد دلت الحفريات التي أجريت في مقابر الفراعنة على عظيم تقديرهم لها حتى أنهم نقشوها على جدران معابدهم.

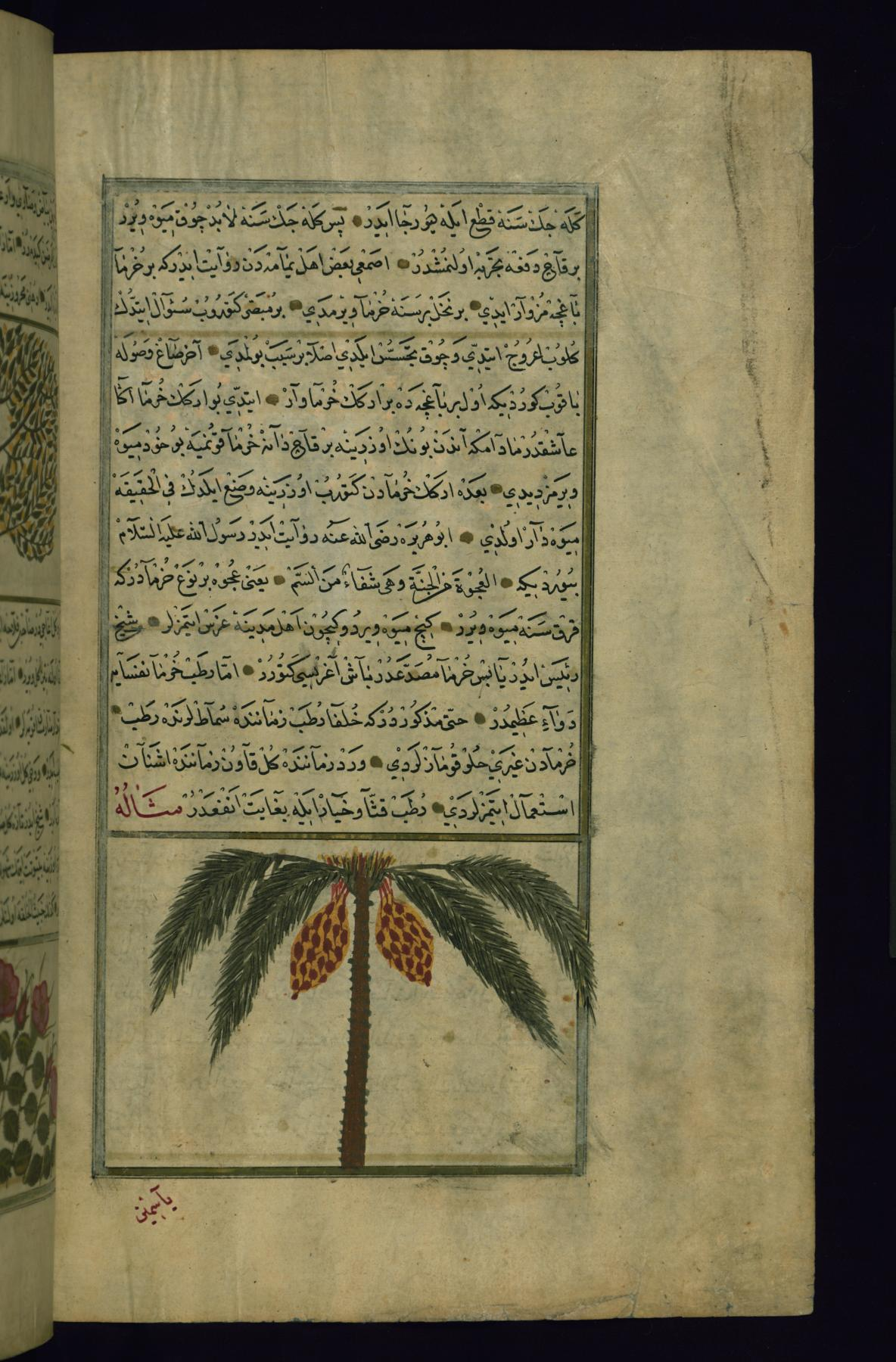
نخلة في كتاب من العهد العثماني لمحمد ابن محمد شاكر 1717م

يدعي عالم النبات الإيطالي "أدواردو بيكاري" بأن موطن النخل الأصلي هو الخليج العربي، بينما يقول العالم الآخر "أوغستان بيرام دو كندول" بأنه ” نشأ نخل التمر منذ عصور ما قبل التاريخ في المنطقة الشبه حارة الجافة التي تمتد من (السنغال) إلى حوض الاندس (الهند)، وتنحصر غالباً بين خطي عرض 15 ْ، 30 ْ. وقد نشاهد نماذج منه مزروعة شمال هذه المنطقة لأسبابٍ غير اعتياديةٍ”. وتعد المناطق التي أشار إليها دو كاندول من أكثف مناطق زرع نخل التمر منذ اكتشافه وإلى الوقت الحاضر.
وأقدم الأمثلة على استخدام نخيل التمر في الشرق الأوسط تأتي من موقعين في منطقة الخليج العربي ويرجع تاريخهما إلى منتصف العصر الهولوسيني. في جزيرة دلما، حوالي 45 كم قبالة ساحل أبو ظبي، الإمارات العربية المتحدة، حيث توجد مستوطنة من العصر الحجري الحديث تسمى (دلما 11)، تتكون من آبار وكومة نفايات خلفت بذرتي تمر متفحمتين يرجع تاريخهما إلى 5290 - 4940 قبل الميلاد و 4810 - 4540 قبل الميلاد على التوالي. الموقع الثاني في منطقة الصبية بالكويت ويعود تاريخها إلى حوالي 5000 قبل الميلاد.
بدأت زراعة نخل التمر في بلاد ما بين النهرين (العراق) نحو 4000 ق.م. وفي مصر حوالي 3000-2000 ق.م.، وفي عصر التوراة كانت النخلة شجرة معروفة في فلسطين، وفينيقيا خصوصاً بصور وصيدا (التي عرفها الإغريق والرومان باسم بلاد النخيل)، وأفاد المؤرخ اليهودي يوسيفوس فلافيوس في القرن الأول الميلادي عن وجود بساتين للنخيل في أريحا حول بحيرة طبريا على جبل الزيتون.

## النشأة
تمت زراعة نخيل التمر في منطقة الشرق الأوسط وشمال إفريقيا منذ آلاف السنين؛ ومع ذلك، لم يتم التحقق من الأصل الفعلي لنخيل التمر، حيث تبين التقارير الصادرة عام 2002 انه تم استخدامها في زمن بلاد الرافدين منذ عام 4000 قبل الميلاد، ومن قبل المصريين ربما خلال 3000 - 2000 قبل الميلاد. ربما كان نخيل التمر الأفريقي (Phoenix reclinata) أو نخيل التمر الهندي (Phoenix sylvestris) أو أن كلاهما سلف لنخيل التمر.
ويعتقد البعض أن نخل التمر نشأ نتيجة طفرة وراثية بين نخلة الكناري (Phoenix canariensis) والنخلة الحرجية (Phoenix sylvestris)،أو أن نخيل التمر نشأ من أصل بري ولكن نتيجة لتأقلمها مع الظروف البيئية وتدخل الإنسان في عمليات الانتخاب والتحسين ساعدت في الحصول على تمور النخيل الحالية.
استبعدت الدراسات المستقلة الآن إمكانية أن تكون المجموعة المستأنسة من نخيل التمر هو نتاج تهجين بين نوعين بريين من جنس النخل (Phoenix) وتم إثبات هوية السلف. وقد أثبتت دراسة وراثية لجنس النخل، أن "نخلة التمر" بعيدة بدرجة كافية عن قريباتها من نفس الجنس بحيث لا يكون أي من هذه الأنواع هو السلف البري ومن المرجح أن أشجار النخيل تم تدجينها من مجموعة برية من نفس النوع. وقد دعمت دراسة لاحقة هذه الفرضية. في 2017 قدم "جروس-بالثازارد" مع بعض العلماء أدلة على أن مجموعات نخيل التمر الغير مزروعة والتي تنمو في المناطق المعزولة من جبال الحجر في عمان هي مجموعات برية وليست أشجار نخيل برية مهملة. وقد قدم هذا أقوى دعم حتى الآن على أن بقايا مجموعة السلف البري لأشجار النخيل المستأنسة لا تزال موجودة حتى يومنا هذا وتوفر فرصًا جديدة لدراسة سلف المحصول.
يمكن العثور على أدلة قديمة على وجود أشجار النخيل البرية في غرب آسيا على هيئة بقايا نباتية أثرية تعود إلى العصر الهولوسيني. وقد عثر على حبوب لقاح عمرها أكثر من 50 ألف سنة وسيليكا نباتية عمرها حوالي 46 ألف سنة تعود إلى نخيل التمر في كهف شاندر في العراق. وكذلك في العراق تم استرجاع سيليكا نباتية تعود إلى نخيل التمر من رواسب يرجع تاريخها إلى حوالي 10000 سنة قبل الميلاد. أسفرت التنقيب في بلاد الشام عن ساق محترقة عمرها حوالي 19000 عام وحوالي 49 - 69 ألف سيليكا نباتية نُسبت إلى نخلة التمر، استنادًا إلى كونها الشجرة الوحيدة التي تنمو في المنطقة اليوم. ومع ذلك، لا يمكن تحديد هذه الاكتشافات رسميًا على مستوى الأنواع نظرًا لعدم وجود معايير تشخيصية للتمييز بين الأنواع. كما أنه تم العثور على سيليكا نباتية للنخيل في جبل الفاية، الإمارات العربية المتحدة، في رواسب يرجع تاريخها إلى حوالي 125 ألف سنة مضت، على الرغم من أنه من غير الواضح ما إذا كانت تنتمي إلى نخيل التمر أو نخيل الغضف (Nannorrhops ritchiana). في جنوب غرب المملكة العربية السعودية، تم اكتشاف سيليكا نباتية للنخيل يرجع تاريخها إلى حوالي 80 ألف سنة مضت؛ قد يكون من الممكن أن تعزى هذه الرواسب إلى نخيل التمر، ولكن ندرة هذه الرواسب في المجموعة قد تشير إلى نقلها لمسافات طويلة عن طريق الرياح. في أفريقيا، تكاد تكون بقايا نخيل ما قبل العصر الحجري الحديث معدومة. الدليل الوحيد موجود في واحة الخارجة المصرية، حيث تم العثور على بذور متفحمة وأوراق متحجرة من نخيل رواسب العصر البليستوسيني؛ ومع ذلك، لم يتم تأريخ سوى الرواسب، وعمر بقايا النخل غير معروف، وقد تمثل هذه المواد بقايا ملوثة أحدث.

### الجينوم
نُشرت مسودة جينوم لنخلة التمر (صنف الخلاص) في عام 2011، تلتها مجموعات جينومية أكثر اكتمالاً في عامي  and 2019. 2013 و2019. وقد استخدمت الدراسة اللاحقة تقنية التسلسل الطويل القراءة. وقد تمكن الباحثون من رسم خريطة للجينات الخاصة بلون الفاكهة ومحتوى السكر مع إصدار مجموعة الجينوم المحسنة هذه. كما أعاد باحثو جامعة نيويورك أبو ظبي تسلسل جينومات لعدد من أصناف التمور لتطوير أول خريطة تعدد أشكال النوكليوتيدات المفردة لجينوم نخيل التمر في عام 2015.
نخلة التمر هي أول عضوة في رتبة الفوفليات وفصيلة الفوفلية وتتوفر لها مسودة تسلسل جينوم. والنباتات أحاديات الفلقة الأخرى (طائفة الزنبقانية) التي يتوفر لها تسلسل جينوم هي في الأساس الأعشاب (رتبة القبئيات). تم إنشاء شجرة الحياة التفاعلية من أرقام التصنيف في المركز الوطني لمعلومات التقانة الحيوية:
|  | ذرة شامية (Zea mays) |
|  | |
|  | ذرة بيضاء (Sorghum bicolor) |
|  | |
|  | \| \| أرز أسيوي (Oryza stiva) \| \| \| \| \| \| دنبان ثنائي السنابل (Brachypodium distachyon) \| \| \| \| \| \| قمح طويل (Lophopyrum elongatum) \| \| \| \| |
|  | |
|  | نخلة التمر (Phoenix dactylifera) |
|  | |
|  | أرز أسيوي (Oryza stiva) |
|  | |
|  | دنبان ثنائي السنابل (Brachypodium distachyon) |
|  | |
|  | قمح طويل (Lophopyrum elongatum) |
|  | |

|  | أرز أسيوي (Oryza stiva)                       |
|  |                                               |
|  | دنبان ثنائي السنابل (Brachypodium distachyon) |
|  |                                               |
|  | قمح طويل (Lophopyrum elongatum)               |
|  |                                               |

|  | بفرة (Manihot esculenta) |
|  | |
|  | حور شعري الثمار (Populus trichocarpa) |
|  | |
|  | \| \| لوتس جيكوبي (Lotus jacobaeus) \| \| \| \| \| \| فول الصويا (Glycine max) \| \| \| \| \| \| فصة برميلية (Medicago truncatula) \| \| \| \| |
|  | |
|  | رشاد أذن الفأر (Arabidopsis thaliana) |
|  | |
|  | ببايا (Carica papaya) |
|  | |
|  | لوتس جيكوبي (Lotus jacobaeus) |
|  | |
|  | فول الصويا (Glycine max) |
|  | |
|  | فصة برميلية (Medicago truncatula) |
|  | |

|  | لوتس جيكوبي (Lotus jacobaeus)     |
|  |                                   |
|  | فول الصويا (Glycine max)          |
|  |                                   |
|  | فصة برميلية (Medicago truncatula) |
|  |                                   |

|  | بفرة (Manihot esculenta) |
|  | |
|  | حور شعري الثمار (Populus trichocarpa) |
|  | |
|  | \| \| لوتس جيكوبي (Lotus jacobaeus) \| \| \| \| \| \| فول الصويا (Glycine max) \| \| \| \| \| \| فصة برميلية (Medicago truncatula) \| \| \| \| |
|  | |
|  | رشاد أذن الفأر (Arabidopsis thaliana) |
|  | |
|  | ببايا (Carica papaya) |
|  | |
|  | لوتس جيكوبي (Lotus jacobaeus) |
|  | |
|  | فول الصويا (Glycine max) |
|  | |
|  | فصة برميلية (Medicago truncatula) |
|  | |

|  | لوتس جيكوبي (Lotus jacobaeus)     |
|  |                                   |
|  | فول الصويا (Glycine max)          |
|  |                                   |
|  | فصة برميلية (Medicago truncatula) |
|  |                                   |

|  | ذرة شامية (Zea mays) |
|  | |
|  | ذرة بيضاء (Sorghum bicolor) |
|  | |
|  | \| \| أرز أسيوي (Oryza stiva) \| \| \| \| \| \| دنبان ثنائي السنابل (Brachypodium distachyon) \| \| \| \| \| \| قمح طويل (Lophopyrum elongatum) \| \| \| \| |
|  | |
|  | نخلة التمر (Phoenix dactylifera) |
|  | |
|  | أرز أسيوي (Oryza stiva) |
|  | |
|  | دنبان ثنائي السنابل (Brachypodium distachyon) |
|  | |
|  | قمح طويل (Lophopyrum elongatum) |
|  | |

|  | أرز أسيوي (Oryza stiva)                       |
|  |                                               |
|  | دنبان ثنائي السنابل (Brachypodium distachyon) |
|  |                                               |
|  | قمح طويل (Lophopyrum elongatum)               |
|  |                                               |

|  | بفرة (Manihot esculenta) |
|  | |
|  | حور شعري الثمار (Populus trichocarpa) |
|  | |
|  | \| \| لوتس جيكوبي (Lotus jacobaeus) \| \| \| \| \| \| فول الصويا (Glycine max) \| \| \| \| \| \| فصة برميلية (Medicago truncatula) \| \| \| \| |
|  | |
|  | رشاد أذن الفأر (Arabidopsis thaliana) |
|  | |
|  | ببايا (Carica papaya) |
|  | |
|  | لوتس جيكوبي (Lotus jacobaeus) |
|  | |
|  | فول الصويا (Glycine max) |
|  | |
|  | فصة برميلية (Medicago truncatula) |
|  | |

|  | لوتس جيكوبي (Lotus jacobaeus)     |
|  |                                   |
|  | فول الصويا (Glycine max)          |
|  |                                   |
|  | فصة برميلية (Medicago truncatula) |
|  |                                   |

|  | بفرة (Manihot esculenta) |
|  | |
|  | حور شعري الثمار (Populus trichocarpa) |
|  | |
|  | \| \| لوتس جيكوبي (Lotus jacobaeus) \| \| \| \| \| \| فول الصويا (Glycine max) \| \| \| \| \| \| فصة برميلية (Medicago truncatula) \| \| \| \| |
|  | |
|  | رشاد أذن الفأر (Arabidopsis thaliana) |
|  | |
|  | ببايا (Carica papaya) |
|  | |
|  | لوتس جيكوبي (Lotus jacobaeus) |
|  | |
|  | فول الصويا (Glycine max) |
|  | |
|  | فصة برميلية (Medicago truncatula) |
|  | |

|  | لوتس جيكوبي (Lotus jacobaeus)     |
|  |                                   |
|  | فول الصويا (Glycine max)          |
|  |                                   |
|  | فصة برميلية (Medicago truncatula) |
|  |                                   |

|  | ذرة شامية (Zea mays) |
|  | |
|  | ذرة بيضاء (Sorghum bicolor) |
|  | |
|  | \| \| أرز أسيوي (Oryza stiva) \| \| \| \| \| \| دنبان ثنائي السنابل (Brachypodium distachyon) \| \| \| \| \| \| قمح طويل (Lophopyrum elongatum) \| \| \| \| |
|  | |
|  | نخلة التمر (Phoenix dactylifera) |
|  | |
|  | أرز أسيوي (Oryza stiva) |
|  | |
|  | دنبان ثنائي السنابل (Brachypodium distachyon) |
|  | |
|  | قمح طويل (Lophopyrum elongatum) |
|  | |

|  | أرز أسيوي (Oryza stiva)                       |
|  |                                               |
|  | دنبان ثنائي السنابل (Brachypodium distachyon) |
|  |                                               |
|  | قمح طويل (Lophopyrum elongatum)               |
|  |                                               |

|  | بفرة (Manihot esculenta) |
|  | |
|  | حور شعري الثمار (Populus trichocarpa) |
|  | |
|  | \| \| لوتس جيكوبي (Lotus jacobaeus) \| \| \| \| \| \| فول الصويا (Glycine max) \| \| \| \| \| \| فصة برميلية (Medicago truncatula) \| \| \| \| |
|  | |
|  | رشاد أذن الفأر (Arabidopsis thaliana) |
|  | |
|  | ببايا (Carica papaya) |
|  | |
|  | لوتس جيكوبي (Lotus jacobaeus) |
|  | |
|  | فول الصويا (Glycine max) |
|  | |
|  | فصة برميلية (Medicago truncatula) |
|  | |

|  | لوتس جيكوبي (Lotus jacobaeus)     |
|  |                                   |
|  | فول الصويا (Glycine max)          |
|  |                                   |
|  | فصة برميلية (Medicago truncatula) |
|  |                                   |

|  | بفرة (Manihot esculenta) |
|  | |
|  | حور شعري الثمار (Populus trichocarpa) |
|  | |
|  | \| \| لوتس جيكوبي (Lotus jacobaeus) \| \| \| \| \| \| فول الصويا (Glycine max) \| \| \| \| \| \| فصة برميلية (Medicago truncatula) \| \| \| \| |
|  | |
|  | رشاد أذن الفأر (Arabidopsis thaliana) |
|  | |
|  | ببايا (Carica papaya) |
|  | |
|  | لوتس جيكوبي (Lotus jacobaeus) |
|  | |
|  | فول الصويا (Glycine max) |
|  | |
|  | فصة برميلية (Medicago truncatula) |
|  | |

|  | لوتس جيكوبي (Lotus jacobaeus)     |
|  |                                   |
|  | فول الصويا (Glycine max)          |
|  |                                   |
|  | فصة برميلية (Medicago truncatula) |
|  |                                   |

|  | ذرة شامية (Zea mays) |
|  | |
|  | ذرة بيضاء (Sorghum bicolor) |
|  | |
|  | \| \| أرز أسيوي (Oryza stiva) \| \| \| \| \| \| دنبان ثنائي السنابل (Brachypodium distachyon) \| \| \| \| \| \| قمح طويل (Lophopyrum elongatum) \| \| \| \| |
|  | |
|  | نخلة التمر (Phoenix dactylifera) |
|  | |
|  | أرز أسيوي (Oryza stiva) |
|  | |
|  | دنبان ثنائي السنابل (Brachypodium distachyon) |
|  | |
|  | قمح طويل (Lophopyrum elongatum) |
|  | |

|  | أرز أسيوي (Oryza stiva)                       |
|  |                                               |
|  | دنبان ثنائي السنابل (Brachypodium distachyon) |
|  |                                               |
|  | قمح طويل (Lophopyrum elongatum)               |
|  |                                               |

|  | بفرة (Manihot esculenta) |
|  | |
|  | حور شعري الثمار (Populus trichocarpa) |
|  | |
|  | \| \| لوتس جيكوبي (Lotus jacobaeus) \| \| \| \| \| \| فول الصويا (Glycine max) \| \| \| \| \| \| فصة برميلية (Medicago truncatula) \| \| \| \| |
|  | |
|  | رشاد أذن الفأر (Arabidopsis thaliana) |
|  | |
|  | ببايا (Carica papaya) |
|  | |
|  | لوتس جيكوبي (Lotus jacobaeus) |
|  | |
|  | فول الصويا (Glycine max) |
|  | |
|  | فصة برميلية (Medicago truncatula) |
|  | |

|  | لوتس جيكوبي (Lotus jacobaeus)     |
|  |                                   |
|  | فول الصويا (Glycine max)          |
|  |                                   |
|  | فصة برميلية (Medicago truncatula) |
|  |                                   |

|  | بفرة (Manihot esculenta) |
|  | |
|  | حور شعري الثمار (Populus trichocarpa) |
|  | |
|  | \| \| لوتس جيكوبي (Lotus jacobaeus) \| \| \| \| \| \| فول الصويا (Glycine max) \| \| \| \| \| \| فصة برميلية (Medicago truncatula) \| \| \| \| |
|  | |
|  | رشاد أذن الفأر (Arabidopsis thaliana) |
|  | |
|  | ببايا (Carica papaya) |
|  | |
|  | لوتس جيكوبي (Lotus jacobaeus) |
|  | |
|  | فول الصويا (Glycine max) |
|  | |
|  | فصة برميلية (Medicago truncatula) |
|  | |

|  | لوتس جيكوبي (Lotus jacobaeus)     |
|  |                                   |
|  | فول الصويا (Glycine max)          |
|  |                                   |
|  | فصة برميلية (Medicago truncatula) |
|  |                                   |

يحتوي جينوم نخل التمر على 18 زوجًا من الكروموسومات، ويشير التحليل إلى حجم الجينوم يبلغ حوالي 658 مليون زوج قاعدي. وتم إنشاء جيل تسلسل دي نوفو (De novo) تالي لجينوم نخيل التمر على أمل أن المناطق الجينية الداخلية سيكون بها عدد قليل من التكرارات الكبيرة، كما هو الحال في الجينومات الصغيرة المماثلة للمحاصيل أحادية الفلقة الأخرى، مثل الأرز والذرة.

## التوزيع الجغرافي
تتواجد أشجار النخيل في كل من العالم القديم (الشرق الأدنى وشمال أفريقيا) والعالم الجديد (القارة الأمريكية) حيث تزرع التمور تجارياً وبكميات كبيرة. يمتد حزام التمور من وادي السند في الشرق إلى المحيط الأطلسي في الغرب. ولكي نحصل على صورة واضحة عن التوزيع الجغرافي لنخيل التمر، فمن الجدير أن ننظر إليه من الجوانب التالية:
- حسب خطوط العرض.
- حسب الارتفاع.
- عدد أشجار النخيل في العالم.

## الوصف
يصل ارتفاع النخلة إلى 30 متراً، وتنمو منفردة أو تشكل تكتل عدة سيقان (جذوع) من جذر واحد. تنمو ببطء، ويمكن أن يصل عمرها إلى أكثر من 100 عام عند رعايتها بشكل صحيح. لديها جذور تنفسية. يبلغ طول الأوراق (السعف) 4 - 6 أمتار، مع أشواك على العنق، وريشية الشكل، مع حوالي 150 وريقة. يبلغ طول الوريقة 30 سنتيمترًا وعرضها 2 سم. يتراوح طول التاج (رأس النخلة) بالكامل من 6 إلى 10 أمتار.
النخلة من النباتات أحادية الفلقة ذات الساق الواحدة ولها نقطة نمو واحدة داخل الجذع قريبة من قمته وهي لا تملك كمبيوم اسطواني وبالتالي لا يزداد الجذع في السماكة بينما يزداد في الطول ويصل ساق النخلة إلى حوالي 24 م. الأوراق ريشية مركبة طول الواحدة يتراوح بين 240 -370 سم والوريقات تكون مضغوطة تتحول تدريجياً إلى أشواك مدببة في قاعدة الورقة. ويحمي سطح الأوراق خلايا متينة الجدر مغطاة بطبقة سميكة من الكوتيكل وتكون الثغور عميقة. يبدأ الإثمار بعمر أربع سنوات تقريباً في الأشجار الناتجة عن فسيلة وبعد 7-10 سنوات في الأشجار البذرية ويستمر مائة سنة.

### الأزهار
نخلة التمر ثنائية المسكن أي أن الأزهار المذكرة والأزهار المؤنثة كل منها موجودة على شجرة، يمكن زراعتها بسهولة من البذور، ولكن 50% فقط من الشتلات ستكون إناثًا وبالتالي تحمل الثمار، وغالبًا ما تكون ثمار التمور من نباتات الشتلات أصغر حجمًا وأقل جودة. لذلك تستخدم معظم المزارع التجارية الفسائل من أصناف كثيفة المحصول. والنباتات المزروعة من الفسائل ستؤتي ثمارها قبل نباتات الشتلات بـ 2-3 سنوات.
وتتواجد الأزهار ضمن غطاء يسمى الإغريض الذي ينشق طبيعياً عن نضج الأزهار. والأغاريض المؤنثة أقل في العرض والنمو.
- الأزهار المؤنثة: ليس لها لون أو رائحة تجذب إليها الحشرات، وتتكون الزهرة من ثلاث كرابل منفصلة، إذا لقحت نمت كربلة واحدة وإلا فتنمو كربلة واحدة أو ثلاث كربلات وتكون ثماراً عديمة البذور لا تنضج طبيعياً، وتظل الأزهار صالحة للتلقيح من 3 إلى 7 أيام.
- الأزهار المذكرة: فيها ستة أسديه عندما تنضج المتوك تخرج حبوب اللقاح الدقيقة، ولها رائحة جميلة وجذابة جداً للنحل. تبدأ الأزهار عادة من مارس وحتى مايو حسب الصنف والعمر والأحوال الجوية.[41]

يتم تلقيح النخلة بشكل طبيعي عن طريق الرياح، ولكن في البستنة التقليدية في البساتين التجارية الحديثة، يتم تلقيحها يدويًا بالكامل. بمساعدة ذكر واحد (فحل)، يمكن أن يقوم بتلقيح ما يصل إلى 100 أنثى. ونظرًا لأن الذكور لا قيمة لها إلا كملقحات، فإنه يتم تقليمها عادةً لصالح النباتات الأنثوية المنتجة للثمار. يتم التلقيح اليدوي بواسطة مزارعين محترفين إما على سلالم، أو باستخدام آلة هوائية، وفي بعض المناطق، يتسلق الملقح الشجرة باستخدام أداة تسلق خاصة تلتف حول جذع الشجرة وظهر المتسلق تسمى التبلية أو "الكر" لإبقائه ملتصقًا بالجذع أثناء التسلق.

### الثمرة

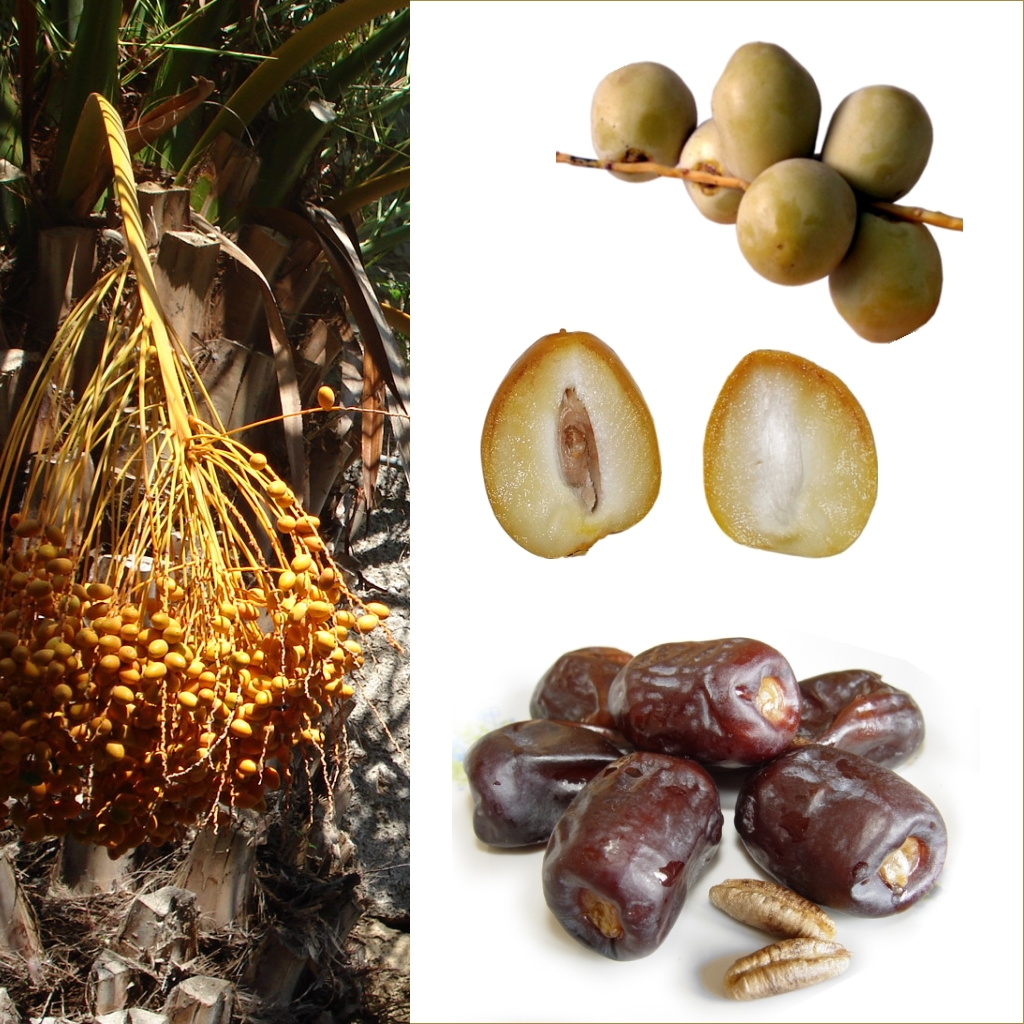
ثمرة النخلة مع مقطع مستعرض لها

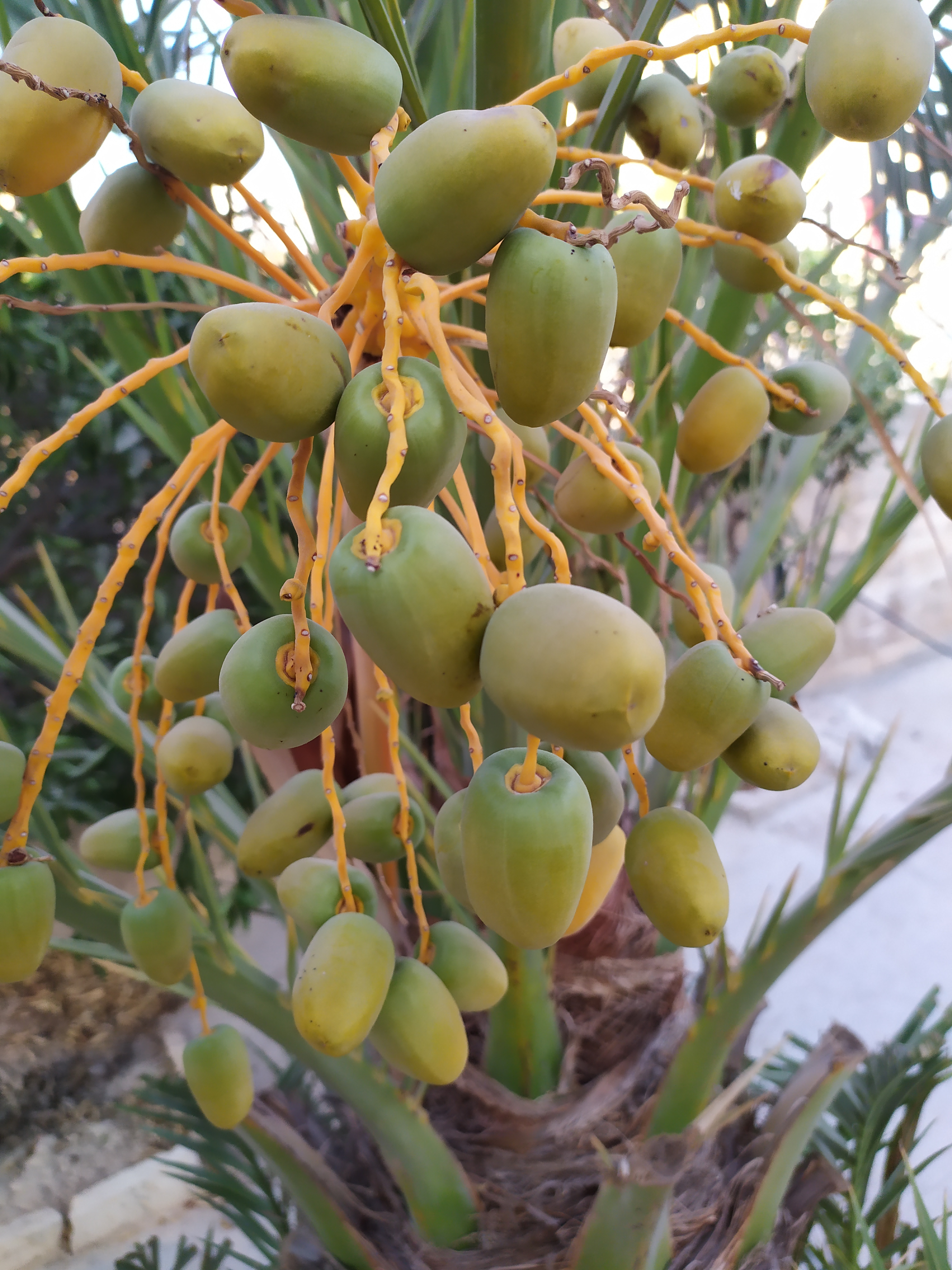
ثمار اشجار النخيل،فلسطين

تعد ثمرة نخيل التمر لبية (Berry)، تكونت من مبيض ناضج، وتحوي نواة واحدة محاطة بغلاف غشائي رقيق هو القطمير (Endocarp)، أما الجزء اللحميّ فيتكون من النسيج الخارجي الذي يعرف بالجلد او القشرة (Exocarp)، والمتركب من البشرة (Epidermis)، سمكها صف واحد من الخلايا، مغطاةً بمادةٍ شمعيةٍ تعرف بالجُليدة او القشيرة (cuticle)، وتليها طبقة تحت البشرة (Hypodermal)، أما الجزء الاخير فتشكّله الخلايا الصخرية، بينما غلاف الثمرة الوسطي (Mesocarp) فيتكون من طبقتين هما: الجدار الوسطيّ الخارجيّ (Outer Mesocarp) والجدار الوسطي الداخلي (Inner Mesocarp) وتوجد بين الطبقتين الخلايا التانينية، ويسمى مجموع القطمير والجلد وغلاف الثمرة الوسطي بجدار الثمرة (Pericarp)، وجدار الثمرة هو الجزء المأكول من الثمرة وتتراوح نسبة من 80 إلى 96 ٪ من الثمرة، أما ما يغطي قاعدة الثمرة ويربطها بشمراخ القنو (العذق) فيعرف بالقمع.
ويتراوح قوام لحم التمر بين اللين او الرطب، وشبه الجاف، والجاف.

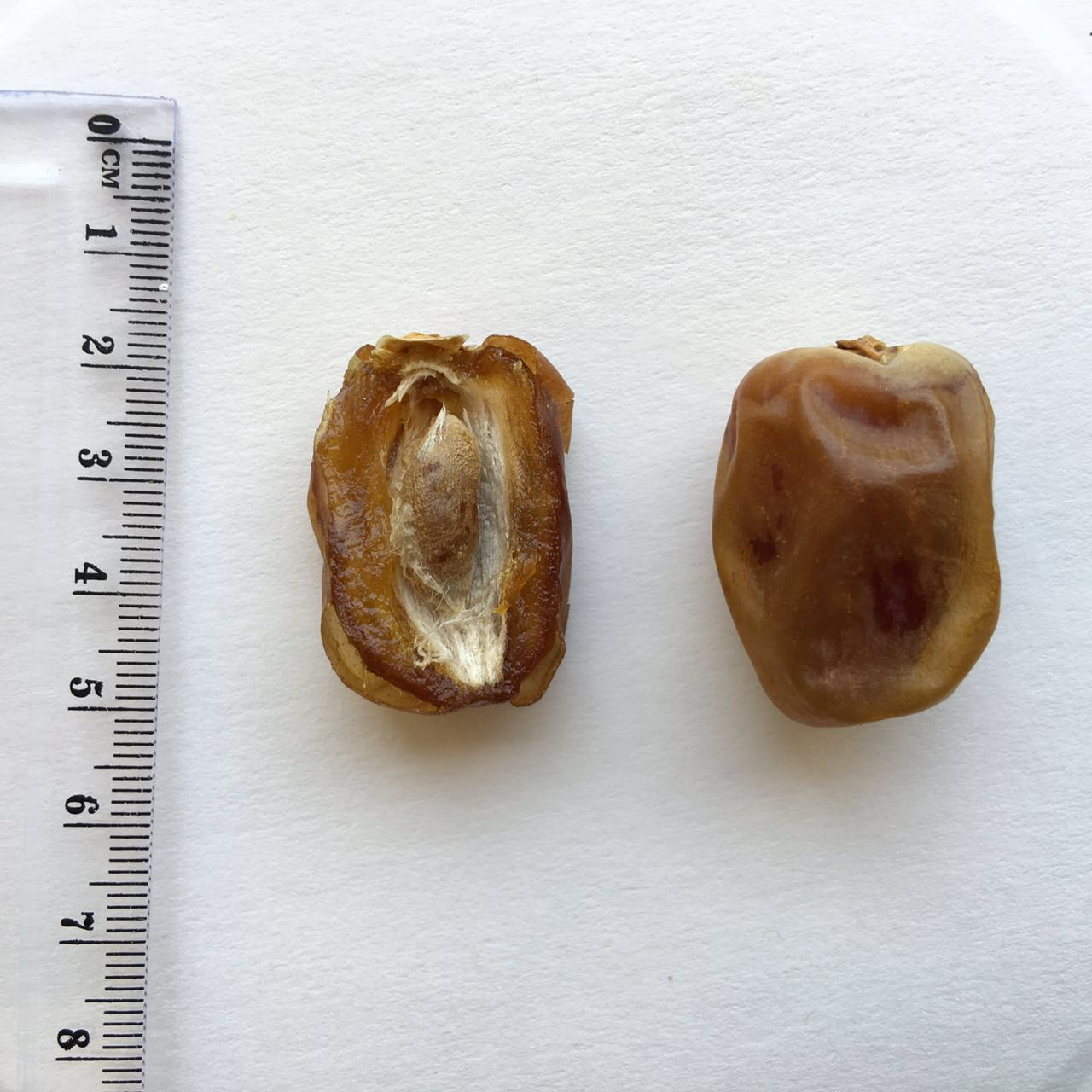
مقطع طوليّ يبين جدار التمرة وهو الجزء المأكول منها
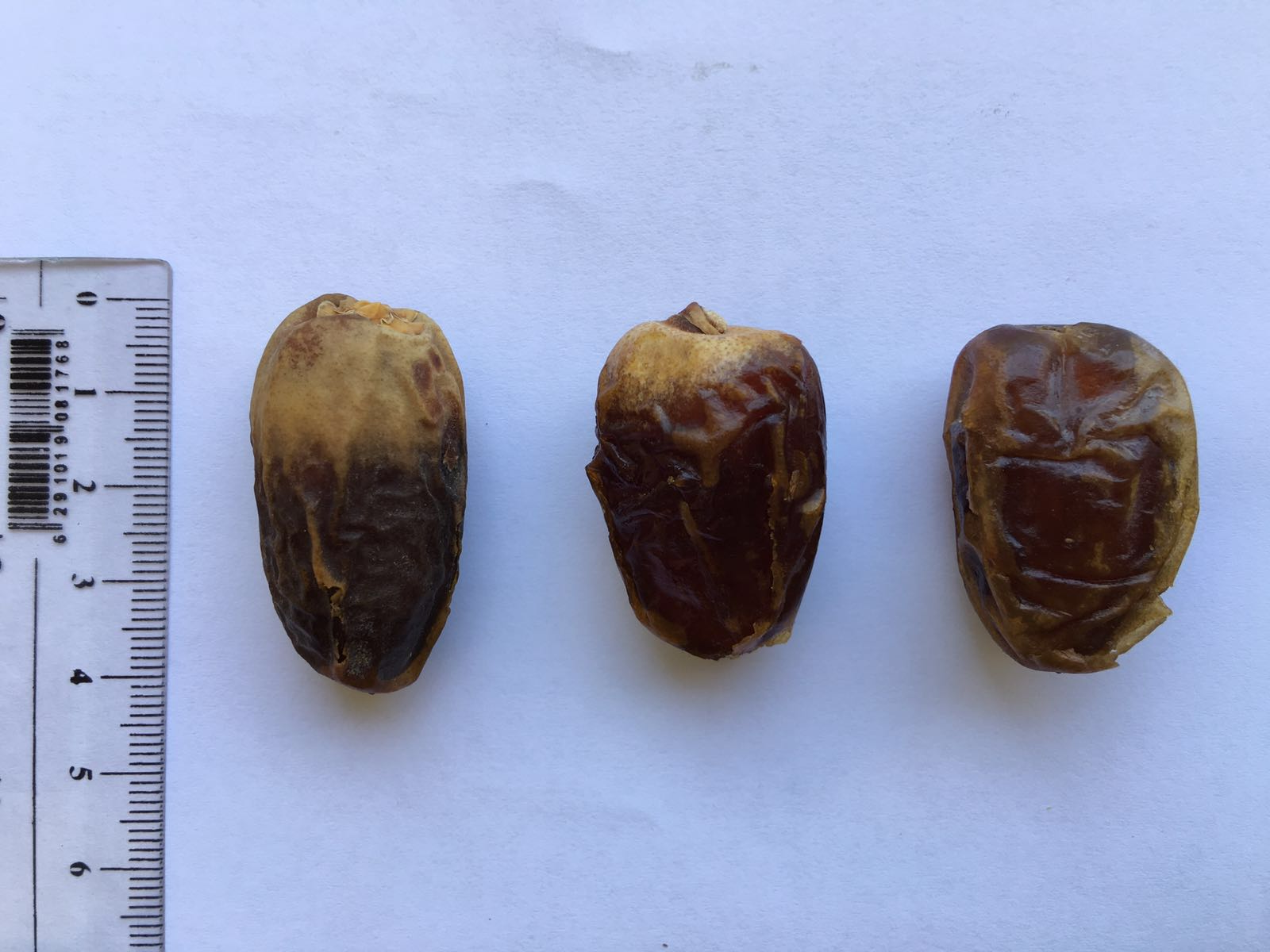
من اليمين، بريم (لين)، وأشرسي (نصف جاف)، (كلاهما من العراق)، وتمرة سودانيّة جافة

### البذرة (النواة)
بذرة نخلة التمر (النواة) جسم صلب يحتل وسط الثمرة، مستطيلة الشكل، مدببة الطرفين بنيّة او رمادية اللون، ولها أسماء عديدة تختلف باختلاف المناطق. تمثل البذرة الجزء غير المأكول، وتتراوح نسبتها من 4٪ إلى 20٪ من إجمالي وزن الثمرة حسب الصنف، وقد تتأثر هذة النسبة بمصدر حبوب اللقاح والعمليات الزراعية. وتتكون النواة من سطحين، وهما: الجانب الظهريّ (Dorsal side) والجانب البطنيّ (Ventral side). فالجانب الظهريّ للبذرة محدب، يحتوي على نقرة منخفضة صغيرة مستديرة، تحدد موضع الجنين، تسمى النقير (Micropyle)، الذي يختلف موقعه حسب الأصناف. فهو في العادة يحتل وسط الظهر ولكن في بعض الأصناف قد يكون أقرب للرأس أو إلى الذنب. يبدأ الإنبات من النقير بخروج الغمد الفَلقيّ (Cotyledonary sheath). أما الجانب البطنيّ للبذرة فيتميز بأخدود (Groove) أو شِق (Furrow)، ويمتد على طول البذرة، ويختلف شكل وعمق الشق باختلاف الأصناف فقد يكون واسعًا أو ضيقًا أو منفرجًا عند النهايتين وضيقًا بالوسط أو يكون غائرًا، أما ذنب البذرة فمدبب أو مستدير تبعًا للصنف، ويوجد في الشق خيط رفيع من نسيج لحمي أبيض يسمى بالفتيل، ويحيط بالبذرة غلاف رقيق يعرف بالقطمير وهو الغلاف الداخلي لجدار الثمرة.

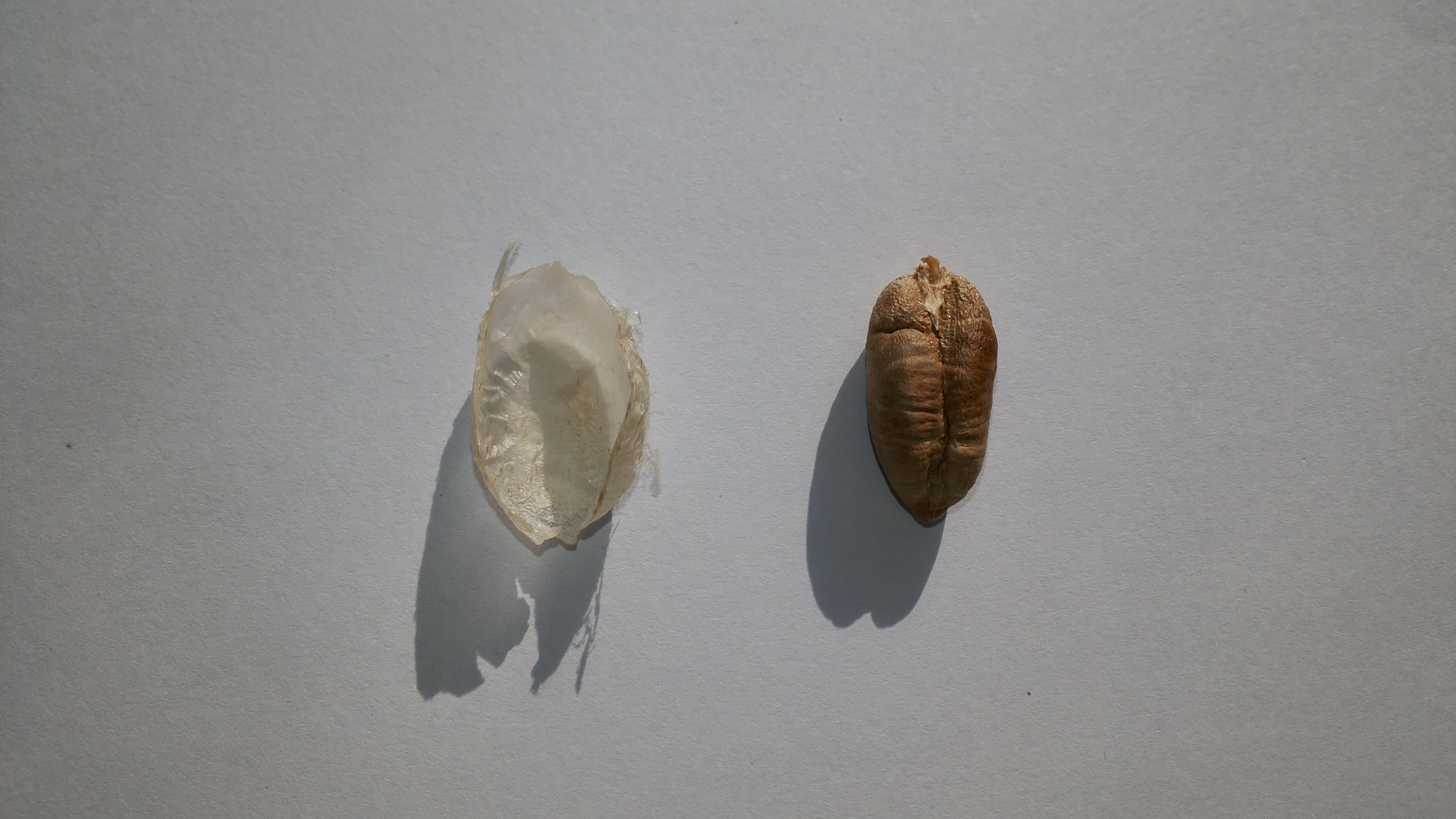
نواة تمرة من نوع سكريّ مع قطميرها
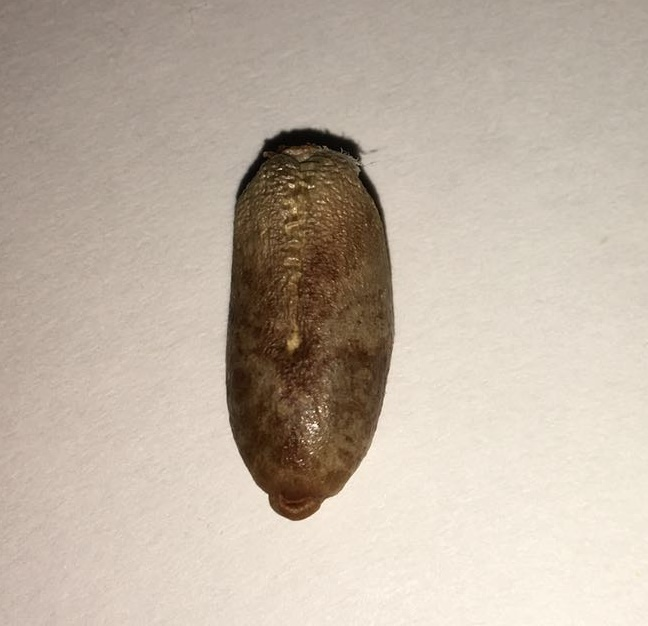
الجانب الظهري مبينًا النقير
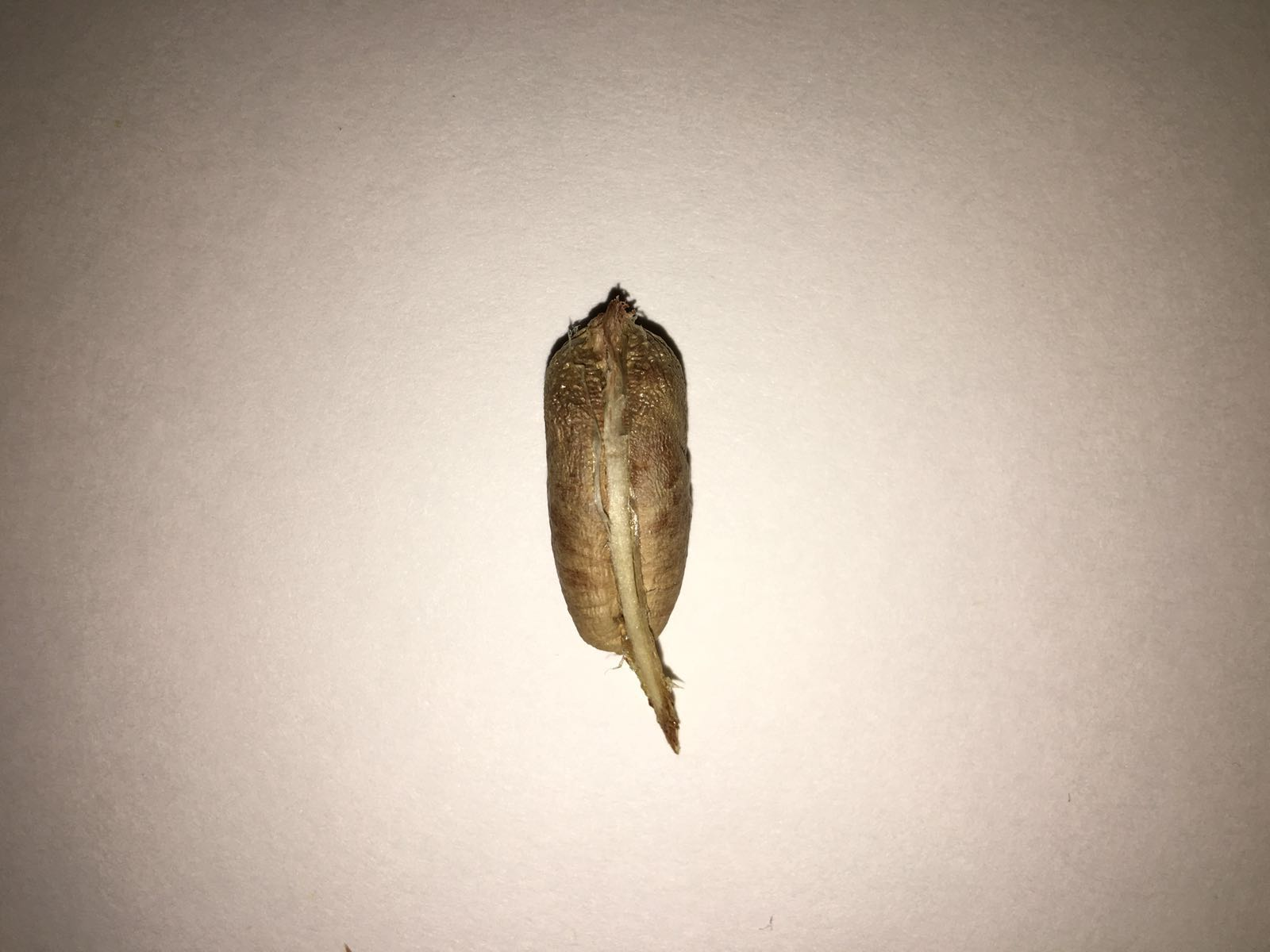
الجانب البطنيّ مع الفتيل

### القمع
القمع (Perianth) وهو ما يغطي قاعدة الثمرة، ويربطها بشمراخ العذق الثمري (ويتكون القمع من بقايا الكأس والتويج Perianth بعد تيبسها وتصلبها)، والقمع متصل بالشمراخ مباشرة وجالس عليه دون فاصل سوى أنسجة ليفيه داخلية كما أن القمع متصل بالثمرة بأنسجة ليفية تربط قاعدة النواة بالقمع. وتستخدم صفات القمع من الشكل واللون والارتفاع أو الانخفاض عن سطح الثمرة في دور الخلال كطريقةٍ للتفريق بين الأصناف، وعند النظر للقمع، يلاحظ أنه متكون من السبلات (الجزء الأعلى)، والبتلات (الجزء الأسفل).

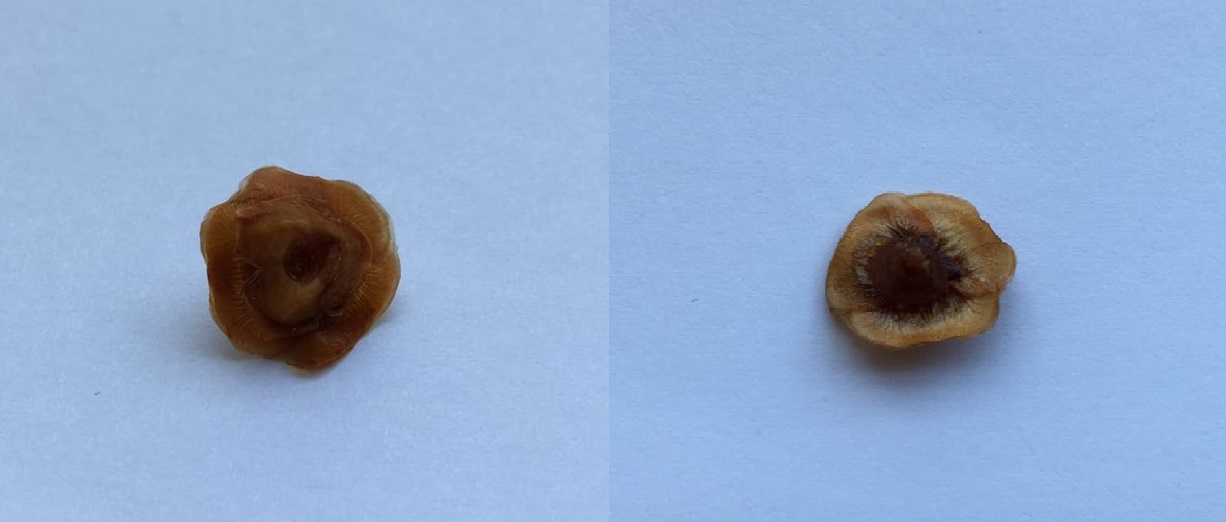
بطن وظهر القمع
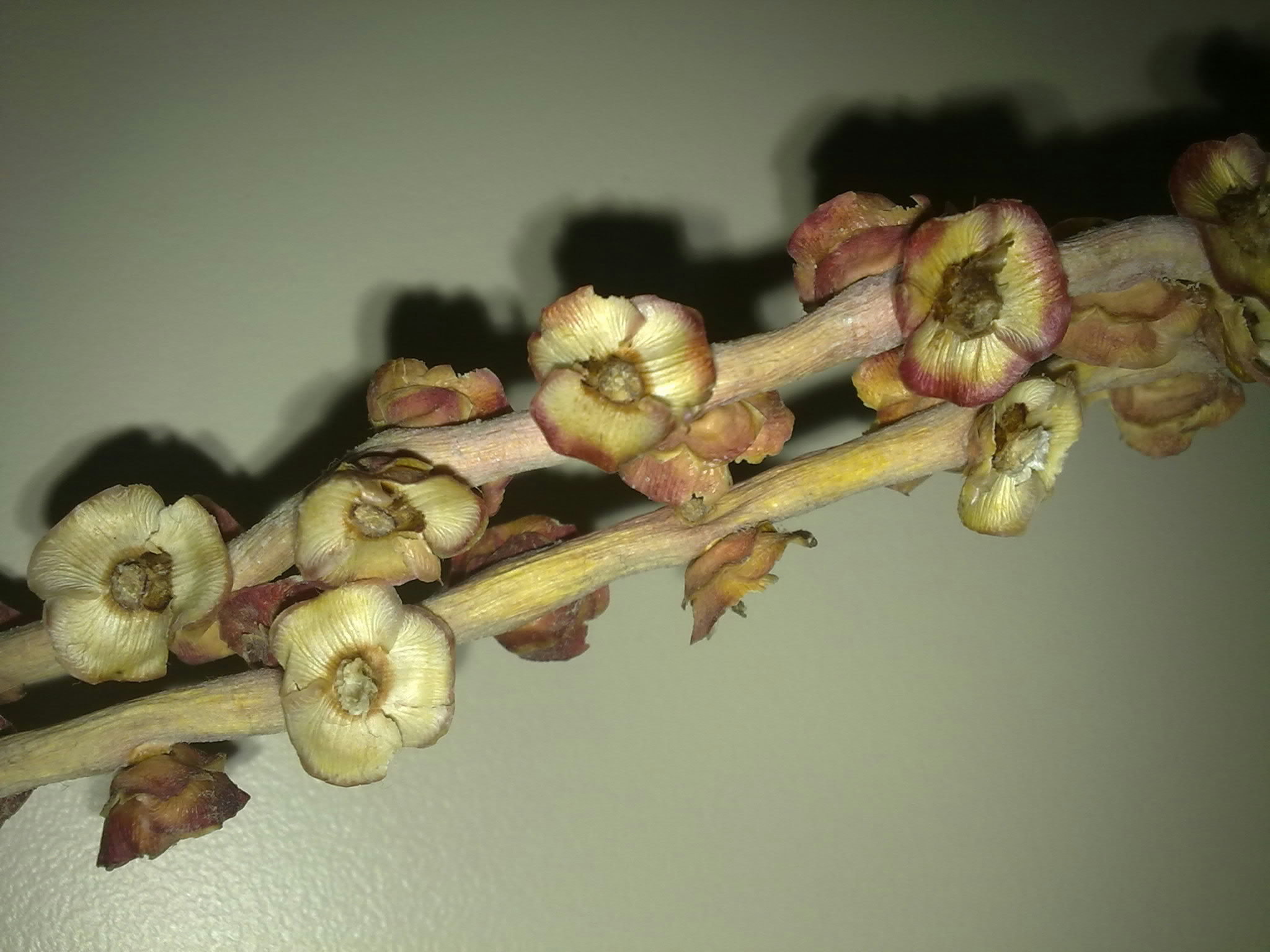
قموع على الشماريخ

## التًّكَاثر
توجد طريقتان للتكاثر:

### التكاثر الجنسي

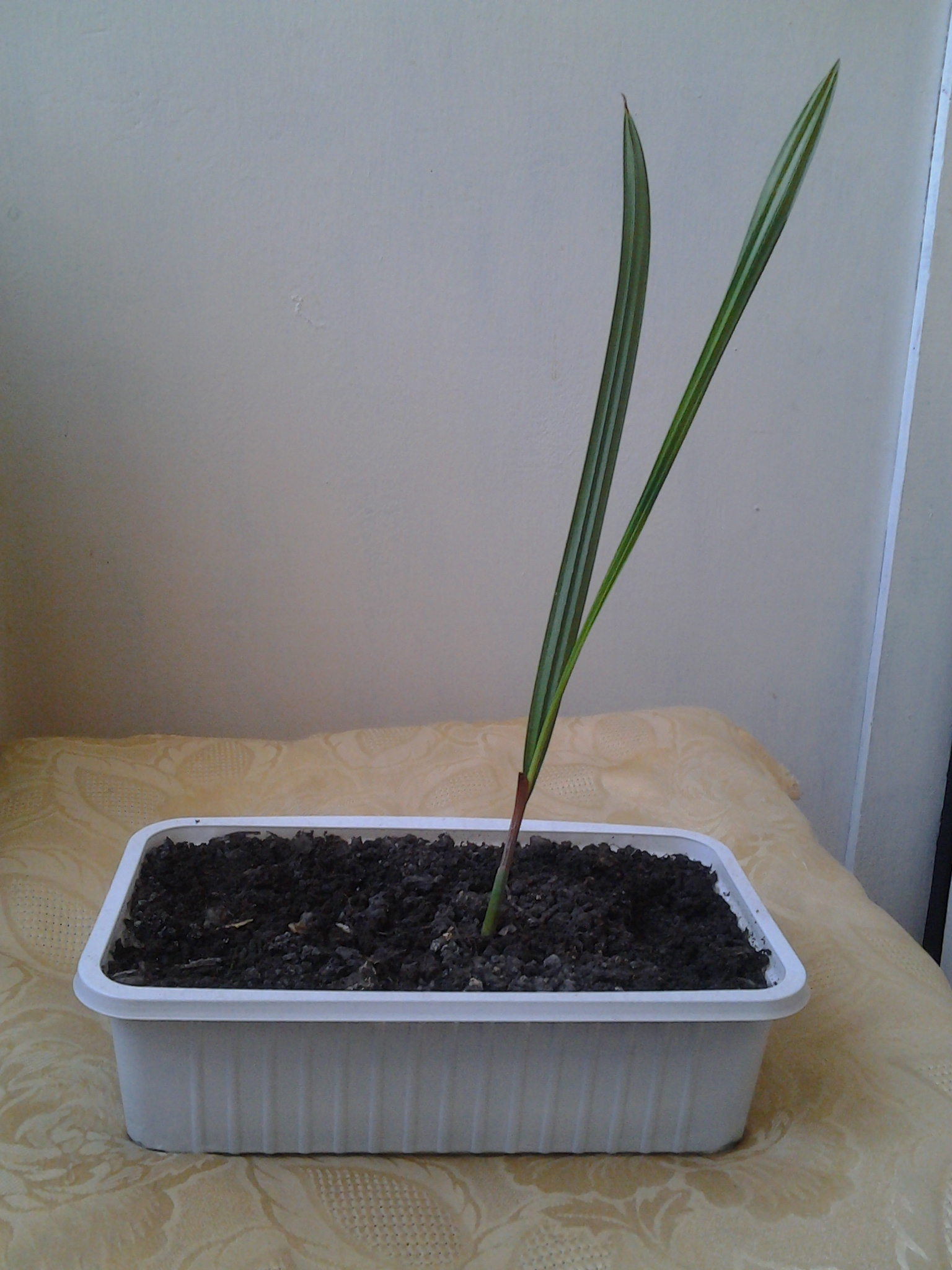
نخلة نابتة من نواة

لا يعتمد حديثًا على الإكثار بالنوى؛ لاحتمالية إنتاجها أصناف مجهولة قد تكون رديئة وغير مجدية اقتصاديًا ولا تنتج ثمارًا إلا بعد ٧ إلى ١٠ سنوات. وأيضًا لاحتمالية نمو أشجار ذكرية غير منتجة للثمار. تتميز هذه الطريقة بسهولتها وقد استعملت بالماضي، وتعد الأصناف التجارية الحالية حصيلة نخلات نمت عرضًا من النوى وتم اكتشافها من قبل المزارعين لميزاتها واستمر على تكثيرها بالفسائل، ثم سميت بأسماء خاصة وعلى مر السنين أصبحت صنفًا مميزًا.
إن إكثار النخيل بالنوى يعطي نصفه فحول (ذكور)، والمتبقي إناث وذلك بسبب التهجين الخلطي (التلقيح الخلطي)، وهذه الإناث غير متشابهة الثمار ويندر الجيد فيها (نسبة الجيد 0.1%)، ولهذا لايميل الزراع للإكثار بالنوى، ويسمى النخل الناشئ من النوى: اللَيّنَة (في القرآن الكريم)، دَقـَل (واحدته دَقَلَة)، وألوَان (واحدها لَون)، وجَمْع، ورِعَال (واحدتها رعلة، ويقال لفحلها الرَاعل)، وخِصَاب (واحدتها خصبة)، ومَجْهَل.

### التكاثر الخضري
بطريقتين:

#### الفسائل
يُعتبر إكثار النخيل بالفسائل الطريقة الأساسية للتكاثر والأكثر شيوعًا لضمان تطابق مواصفات الأشجار الناتجة وخصائصها الوراثية مع الشجرة الأم. والفسائل هي الخلفات التي تخرج حول جذع النخلة الأم وعند وصولها للحجم المناسب ومطابقتها للمواصفات والشروط يتم فصلها عن الأم وتسمى بعد فصلها بالفسيلة ويتم زراعتها بالمشتل المخصص لفسائل النخيل أو في المكان المراد زراعتها به مباشرة ويجب أن يتم الفصل والزراعة في وقت اعتدال درجات الحرارة من السنة، ولا يتم في أشهر الصيف الشديدة الحارة أو أشهر الشتاء الشديدة البرودة ويتم ريها يوميًا أول 45 يوم من الزراعة ثم يتم إبعاد الريات بالتدريج. ويكون العمر المثالي للفسلية ما بين السنتين والأربع وبقطر يصل إلى ٣٠ سم ووزن ٢٠ كيلوجرام. وقبل فصل الفسيلة بشهرين تُنظف قواعدها ويفتح مكان الفصل وتكوم فوقه التربة لمساعدتها بتكوين جذور. وعند فصلها يُكوم سعفها ليغطي قلبها للحماية من أشعة الشمس، ويجب المحافظة على الفسيلة بعد القص من الارتطام لتجنب الشروخ التي قد تؤدي إلى موتها.

#### زراعة الأنسجة

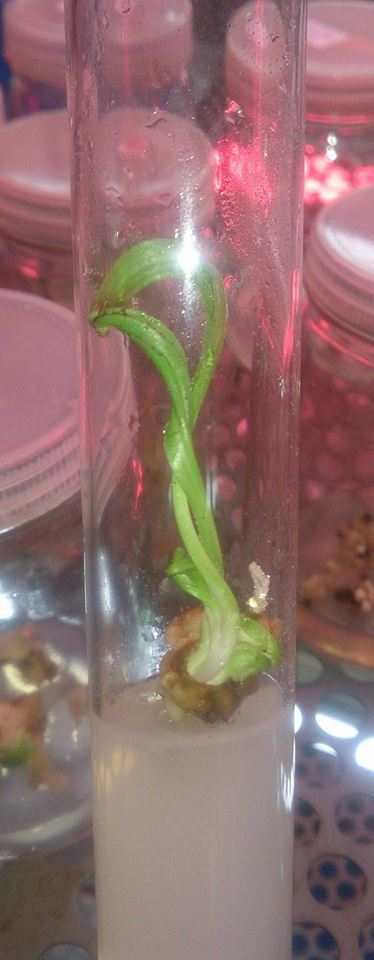
نخلة مستنسخة بتقنية زراعة الأنسجة

إن الإكثار بالفسائل هو الطريقة المثلى لكن الأعداد التي يمكن الحصول عليها من الفسائل قليلة، وخاصة في الأصناف المرغوبة والنادرة، ولذلك تم اللجوء إلى استخدام تقانة زراعة الأنسجة النباتية في الإكثار الخضري للنخيل لغرض توفير أعداد كبيرة من الفسائل وبمدة قصير نسبيًا. وتستعمل معظم أجزاء النخلة في زراعة الأنسجة، فقد تستعمل النواة والسويقة المنفصلة من النبات، والأجزاء الزهرية والورقة والجذور، وكذلك البراعم الإبطيه والقمه النامية، إلا أن الجزء النباتي المستعمل في الإكثار بمعظم المخابر هو قلب الفسيلة أو مايلقب بالقوثه المريستيميه.
يترتب على تطبيق أساليب زراعة أنسجة النخيل مزايا كثيرة بالمقارنة بالأسلوبين التقليدين (الإكثار بالنوى والفسائل)، ومن أهم مزاياها:
- الإكثار من زراعة الشتلات الأنثوية الخالية من الأمراض والآفات، والشتلات ذات القدرة على المقاومة، أو الشتلات الذكورية ذات حبوب اللقاح الأفضل.
- الإكثار من إنتاج أنواع منتقاة من التمور.
- غياب التأثيرات الموسمية في النباتات نظرًا لإمكانية مضاعفتها في ظل ظروف يمكن التحكم فيها داخل المختبر، وعلى مدى العام بأكمله.
- إنتاج نخيل ذا أصل جيني موحد.
- يمكن إكثار شتلات النخيل من أصناف معروفة أو من أصناف ذات أصل بذري.
- ضمان التبادل السهل والسريع لمواد النبات بين مختلف المناطق ضمن الدولة الواحدة، أو بين الدول، دون أن يكون هناك مخاطر من انتشار الأمراض أو الآفات.
- ضمان الجانب الاقتصادي عندما يتضخم الإنتاج.

### التلقيح

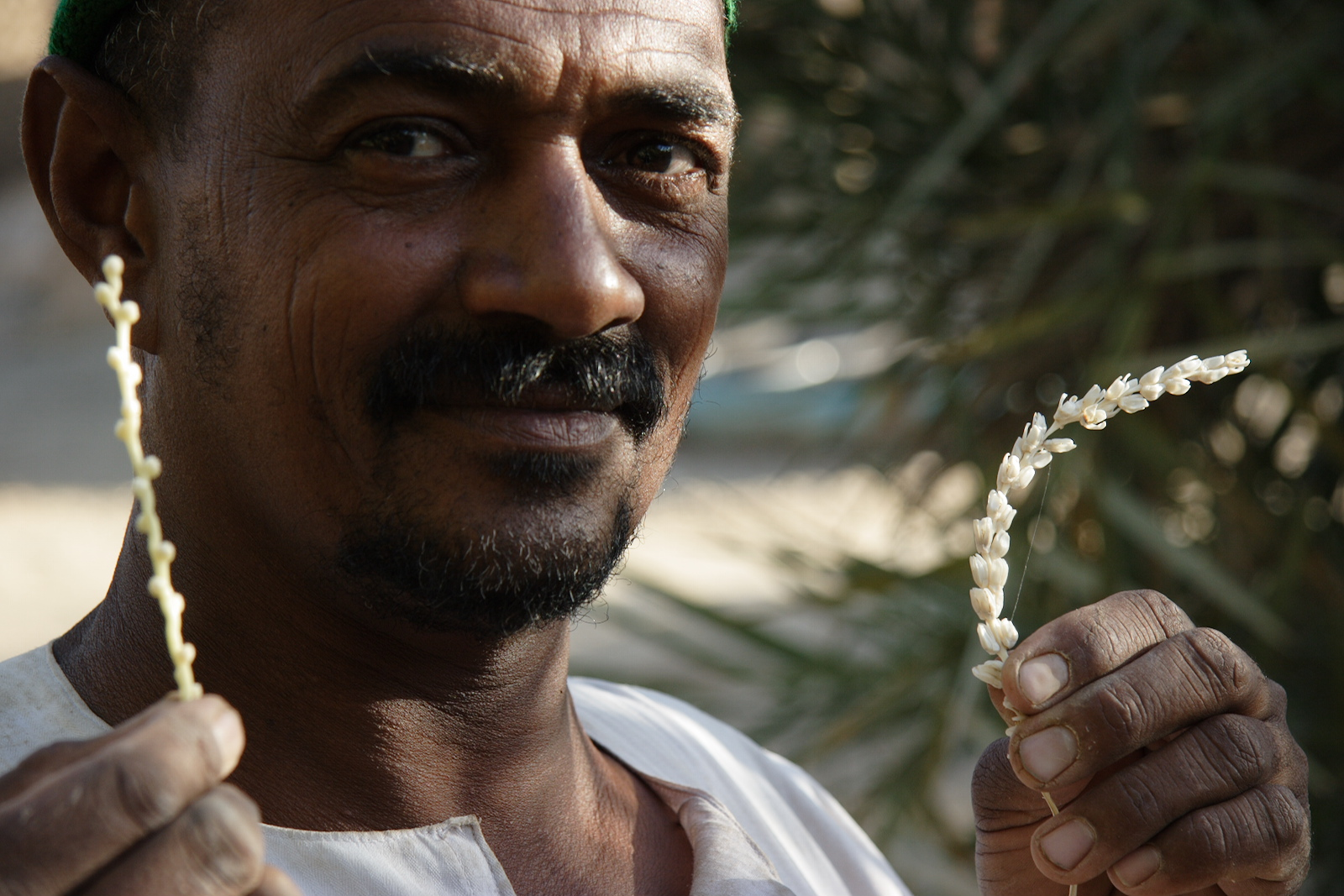
شمراخ إغريض الذكر (يمين)، وشمراخ إغريض الأنثى (يسار)

تشير الدراسات التاريخية إلى أن التلقيح الاصطناعي في نخيل التمر يمارس منذ العصور الأولى كما ورد في اللوحات المسمارية التي تعود إلى القسم الأخير من الألف الثالثة قبل الميلاد في بلاد ما بين النهرين، كما أن مسلة حمورابي أشارت إلى هذا الوضع ولكون نخلة التمر ثنائية المسكن،أحادية الجنس فإن عملية التلقيح فيها تكون خلطيه وتتم بنقل حبوب اللقاح إلى مياسم الأزهار الأنثوية، والتلقيح لا يمكن أن يتم بشكل طبيعي عن طريق الحشرات وذلك لأن أزهار النخيل المؤنثة ليست لها رائحة تجذب الحشرات، ويمكن أن يتم التلقيح طبيعياً عن طريق الرياح ولكن نسبة نجاحه ضعيفة لأن هذا الأمر يتطلب توافر عدد كبير من الأشجار المذكرة (الأفحل) في بساتين النخيل، لذا يجب أن يجرى التلقيح اصطناعياً، وهو إما أن يكون يدوياً، أو آلياً.

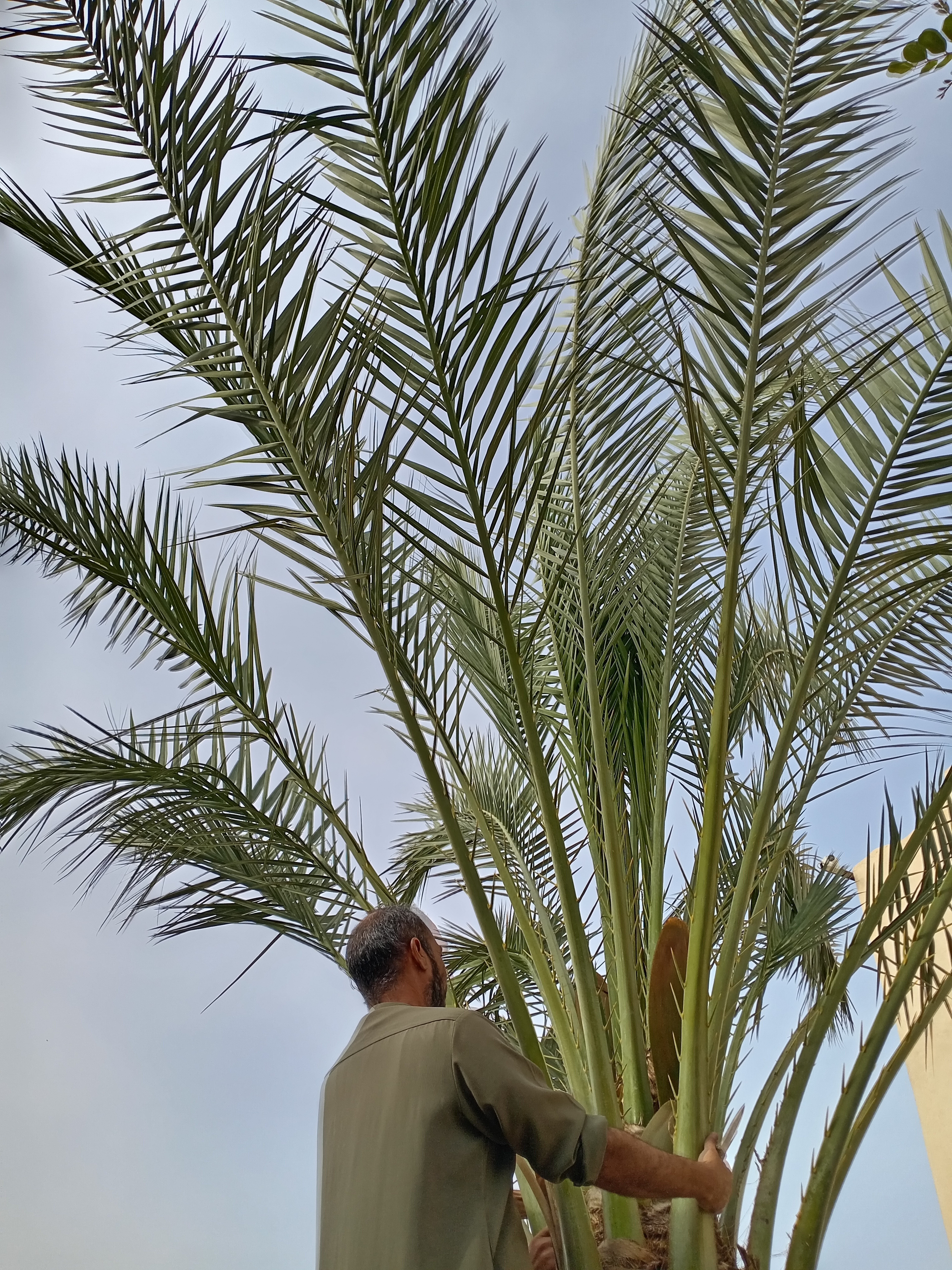
رجل يقوم بتلقيم نخيل التمر في الأردن 2025

يتم التلقيح طبيعيا بواسطة الرياح التي تحمل حبوب اللقاح الجافة الخفيفة من الذكور إلى الإناث القريبة منها، إلا أنه في هذه الحالة يجب توفر عدد من الذكور مناسب لعدد الإناث وموزعة بين النخيل الإناث، لذلك يعتبر التلقيح الطبيعي غير اقتصادي، وبما أن النجاح التام في إنتاج المحصول يتوقف على عملية التلقيح وإتمام الإخصاب فقد قام الفلاح منذ زمن قديم بعملية التلقيح الصناعي، وهناك نقوش آشورية توضح عملية التلقيح الصناعي وذكرها حمورابي في شريعته وكان احد الطقوس السومرية وأقدم ذكر واضح لعملية التلقيح الصناعي ما أشار إليه الكتاب اليونانيين هيرودوت وثاوفرسطس وبلينيوس.
لو ترك النخل يتكاثر بالنوى وبأبعاد متقاربة بين النخل لوجد أن عدد الأفحل (الذكور) يساوي تقريبًا عدد الإناث، ولتوفر كميات كبيرة من غبار الطلع تكفي لتلقيح الإناث بمساعدة الريح. وتوجد طريقتان للتلقيح: يدويّة وآليّة.
فاليدويّة تتضمن ارتقاء (صعود) المُلقّح للنخلة حاملًا معه الطلعة الذكرية (مقسمة إلى شماريخ أو لا حسب البلد) ويقوم بنفضها (هزها) (ولا يتم النفض في بعض البلدان العربية) فوق الطلعة الأنثوية، ثم يقوم بوضع عدة شماريخ (يتراوح عددها من 3 - 40 شمراخ حسب النوع والبلد) في وسط الطلعة الأنثوية المنفلقة (التي إنفلق غلافها)، وتُشد بخوصة أو لا (حسب البلد)، وتكرر عملية التلقيح لما ينضج من أزهار الطلعة الأنثوية (بين يومين وثلاثة)، وفي الولايات المتحدة يُوضع (2 إلى 3) شماريخ في كل طلعة أنثوية وتعقد بخيط بنهاية الإغريض ويكون الربط رخيًا يتسع كلما نمت الشماريخ، وإذا جفت أزهار الطلعة الذكرية وطَرَحَت حبوبها، تُجمع، وتُجلب كرات قطن بحجم الجوزة وتعفر (توضع) في حبوب الطلع ثم توضع (1 إلى 2 كرة قطن معفّرة) في كل إغريض أنثوي.
أما الآلية فتوجد أجهزة عديدة، منها منفاخ مطاطيّ مُتصل بأنابيب معدنية طويلة للوصول للطلع، أو ما يشابهه من الأجهزة المخترعة، وكذلك جُرب التلقيح بالطائرات وبنسب نجاح متفاوتة حسب الموسم، وقد تخلط الطريقة اليدويّة مع الآليّة.
وأثبتت الدراسات أنه لضمان عقد أكبر عدد من الثمار، يجب أن لا يُأخر التلقيح عن ثلاثة أو أربعة أيام من انفلاق (انفتاح) غلاف (كَافُور أو كُفُرّى) الطلعة الأنثوية، ويتأثر التلقيح بدرجة الحرارة، وأنسب درجة لإنتاش حبوب اللقاح هي 35 درجة مئويّة ويتناقص الإنتاش كثيرًا بدرجة 43.333 مئويّة، أما المطر فقد يسبب إزالة كثيرٍ من حبوب اللقاح إذا هطل بعد التلقيح مباشرةً، وإن العقد في أزهار الطلع لا يتأثر بالمطر إذا هطل بعد 6 ساعات من التلقيح، أما إذا هطل قبل 6 ساعات فيقلل العقد بما يقارب الربع أو الثلث، أما الرياح الجافة الشديدة الحرارة فتُيَبّس الأزهار وتعطل الإخصاب لأن حبوب اللقاح لا تنتش.

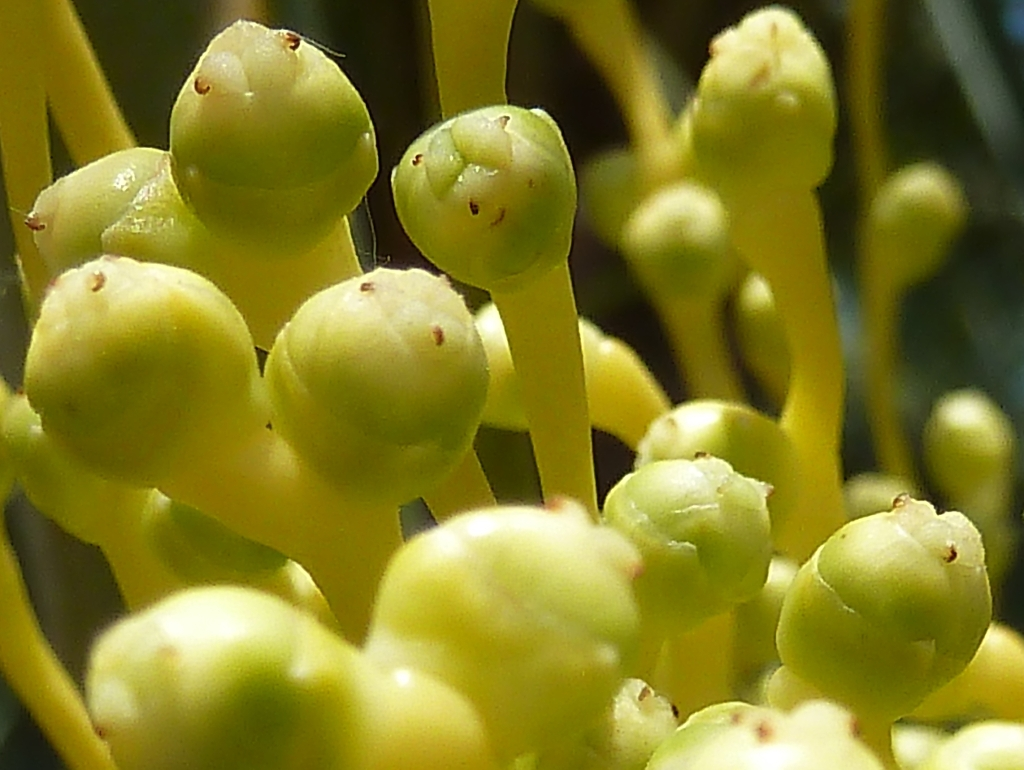
صورة مقربة لإغريض نخلة أنثى
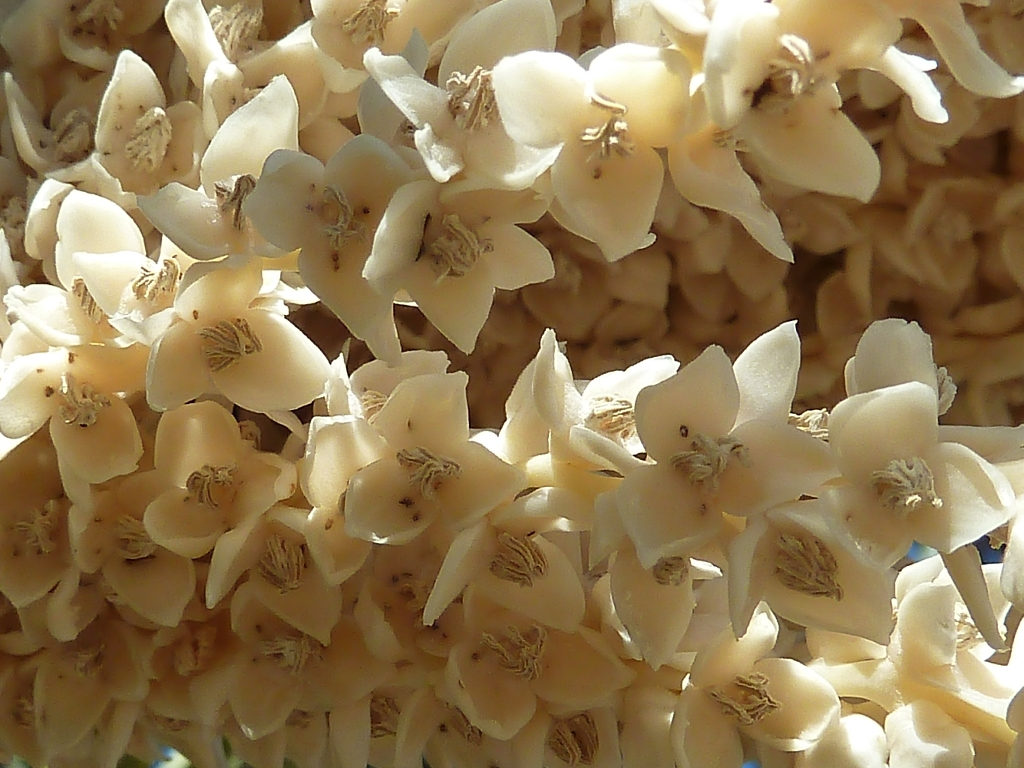
صورة مقربة لإغريض نخلة ذكر
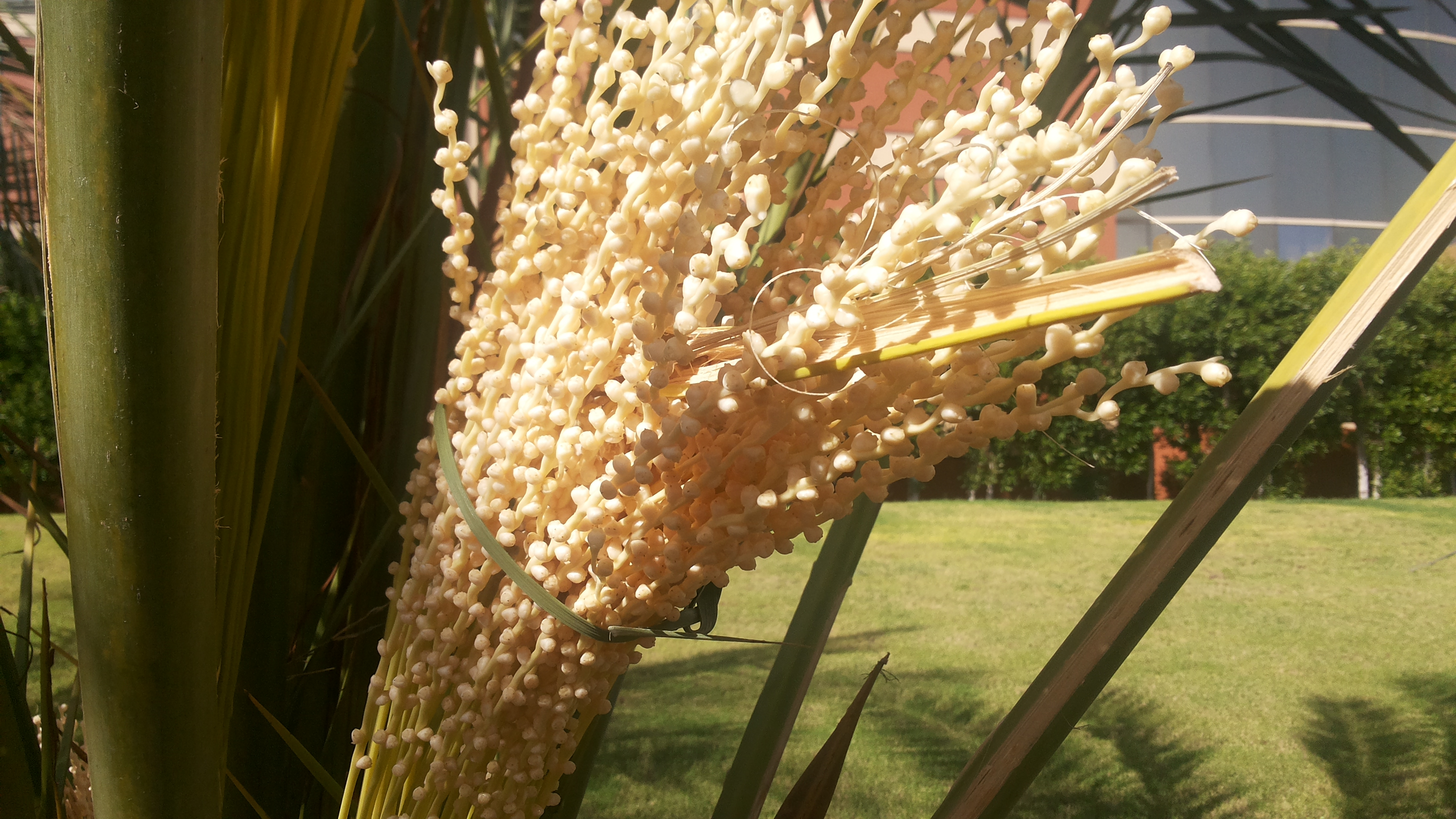
إغريض أنثويّ ملقح
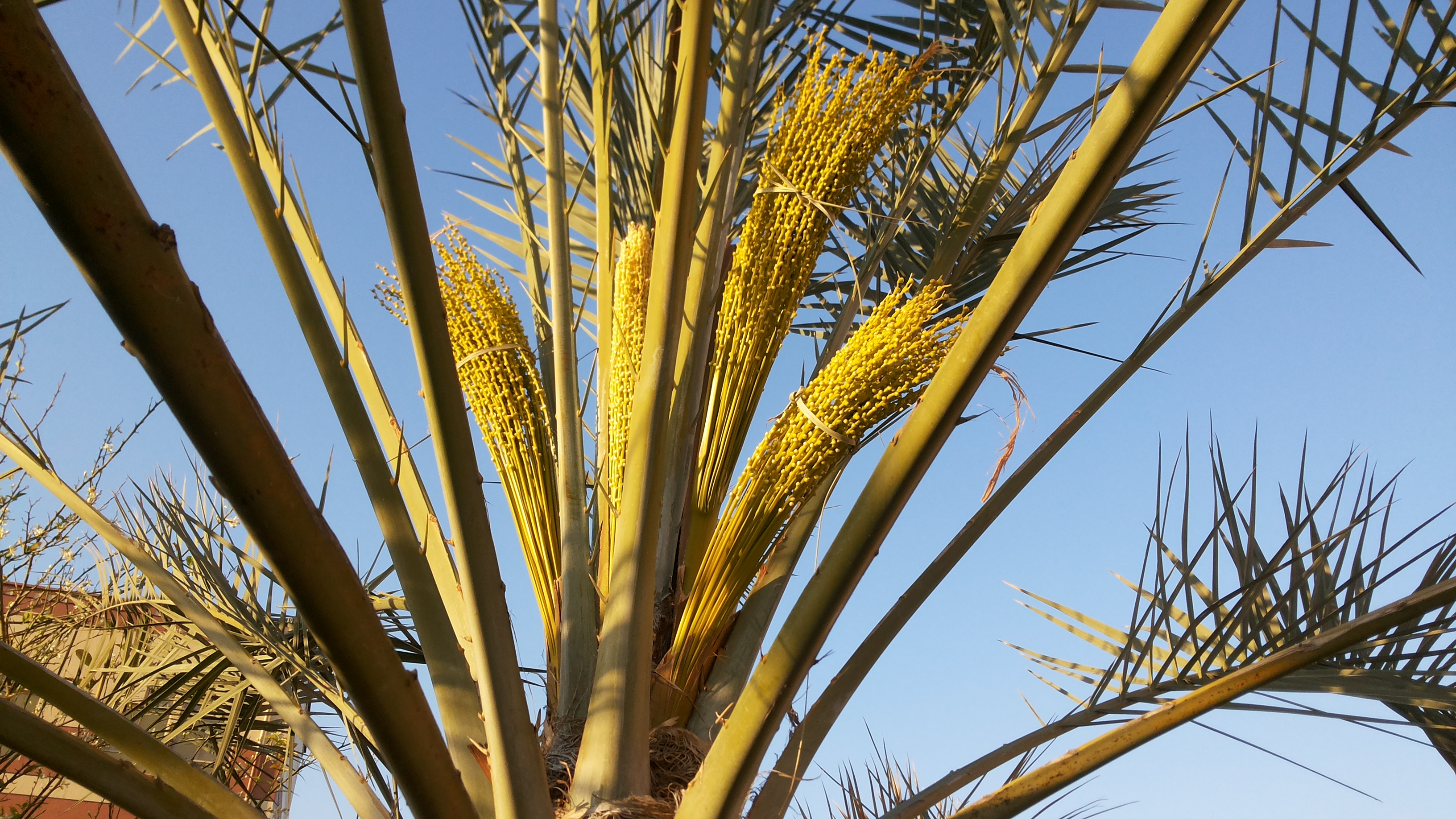
نخلة مأبورة (ملقحة) بعجمان

#### العقد البكريّ
وقد تعقد زهرة ثمرة النخل وتتحول إلى ثمرة دون حدوث عملية التلقيح والإخصاب، ويسمى هذا بالعقد البكري لثمار نخلة التمر، وتكون الثمار عديمة البذور، وتسمى الثمرة بشِيصة أو شِيشاءة أو سَخلَة، والعقد على نوعين: طبيعيّ وصناعيّ.

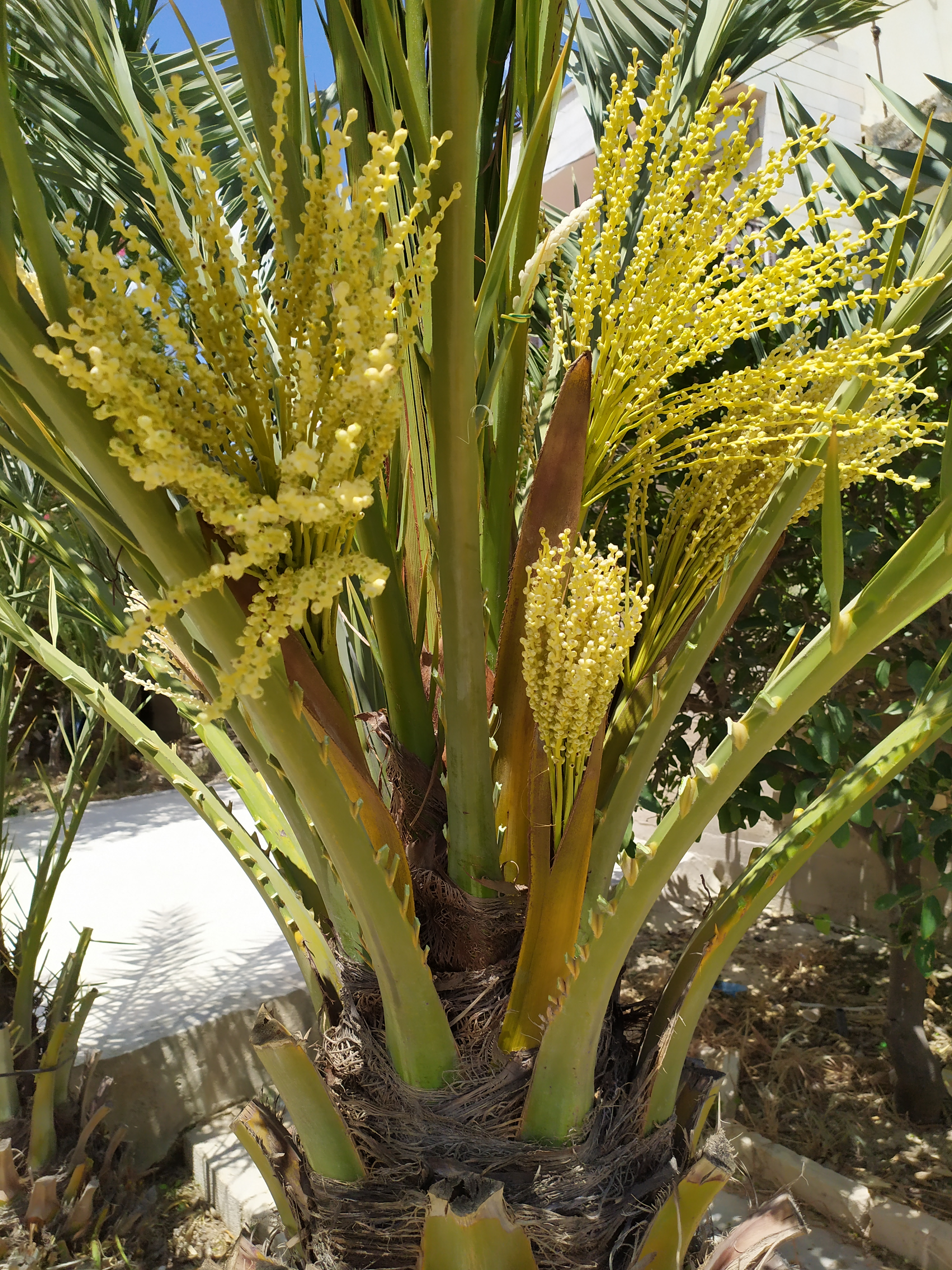
ثمار نخيل فترة العقد

ففي الطبيعيّ، يكون مستوى منشطات النمو في مبايض الأزهار كافيًا لعملية العقد وابتداء نمو المبايض، وليس للثمرة قيمة اقتصادية لأنها لاتصل إلى مرحلة النضج النهائي (مرحلة التمر)، ولا تكون صالحة للاستهلاك في مرحلة الخلال.
أما في الصناعيّ، فيتم رش المبايض بمنظمات نمو صناعيّة بفترة الإزهار لحث المبايض الثلاثة للثمرة على العقد، وكذلك قد يتم رشها بفترات مختلفة للحرص على وصولها لمرحلة النضج النهائيّ، والغرض من العقد البكريّ الصناعيّ هو:
- الحصول على ثلاث ثمرات من الزهرة بدلًا من واحدة (كما هو الحال في التلقيح الطبيعيّ بحبوب اللقاح)، واستخدام المحصول لأغراض صناعية في حال انخفاض جودته.
- تعويض نقص المحصول.
- التغلب على ظاهرة الميتازينيا والتي تنتج ثمار منخفضة الجودة من جراء استخدام بعض من أنواع حبوب اللقاح.

ومن المواد التي تستخدم في عملية العقد البكريّ الصناعيّ ما يلي:
- (Indole-3-Acetic Acid (IAA.
- (Indole-3-Butyric Acidb (IBA.
- (Gibberellic Acid (GA3.
- أحماض أمينية.

## الزراعة

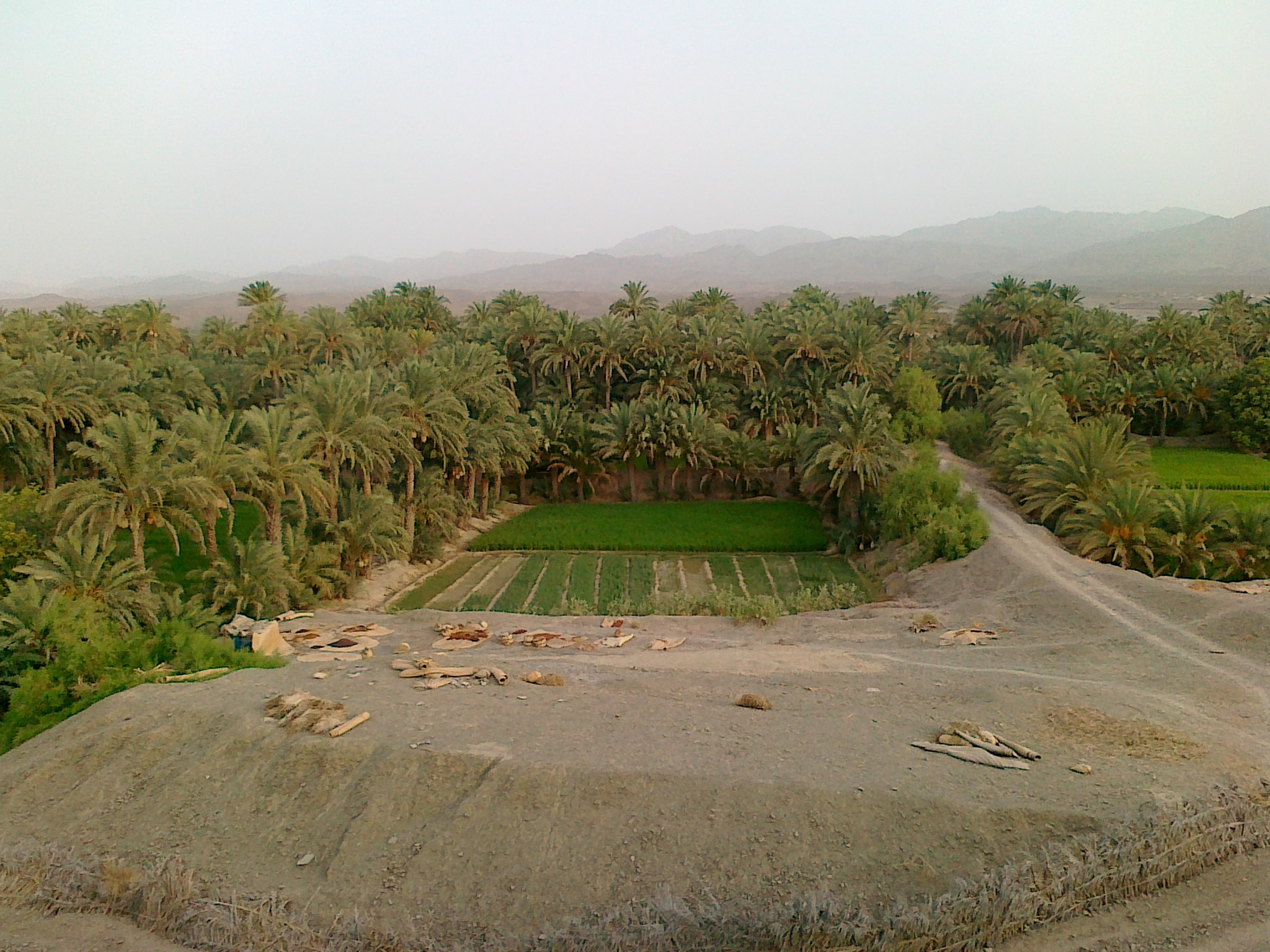
بساتين النخيل ببلوشستان، باكستان

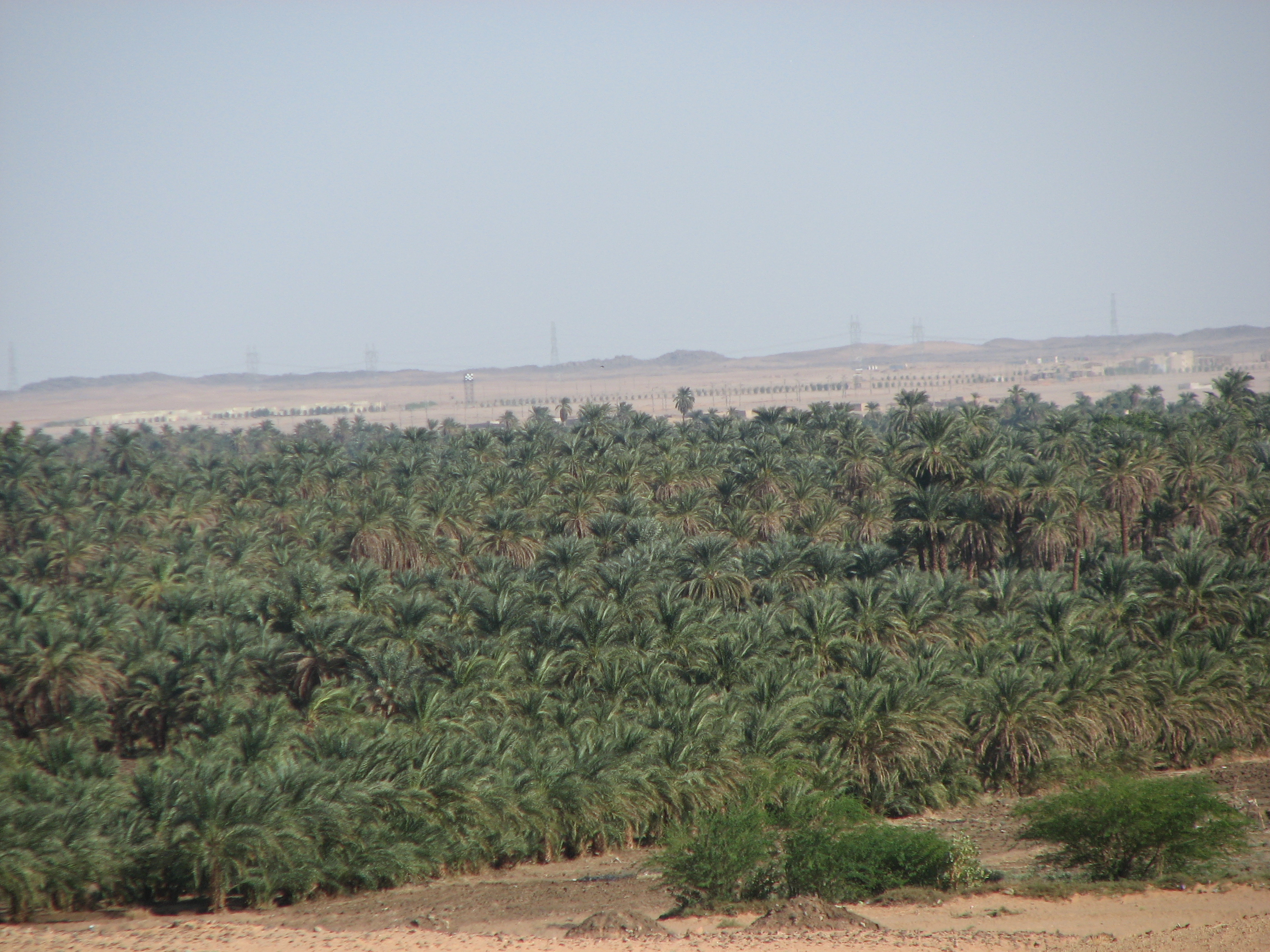
مزارع النخيل في الولاية الشمالية بالسودان

تعتبر التمور أقدم فاكهة مزروعة في العالم: حيث تشير الحفريات إلى أن أشجار النخيل ازدهرت منذ 50 مليون سنة. كان الناس يأكلون ثمار النخيل منذ 5,000 إلى 6,000 سنة قبل الميلاد، كما كانت تُزرع منذ حوالي 6,000 سنة في الشرق الأوسط. أطلقت الثقافات القديمة على شجرة النخيل اسم "شجرة الحياة"، واستخدمت جميع أجزاء الشجرة، من الجذع إلى الأوراق. ولا تزال التمور مصدرًا أساسيًا للتغذية للشعوب البدوية بسبب محتواها العالي من الكربوهيدرات ومستويات البوتاسيوم العالية وسهولة حملها.

### درجة الحرارة
تؤثر درجة الحرارة على نمو النخلة وعلى مواعيد توليد الزهور ومعدل إنتاج الثمر ونوعيتها وجودتها. تعد الدرجة ما بين 32 إلى 38 درجة مئوية مثالية لنمو النخلة، ويمكنها تحمل درجات الحر الشديدة التي تتعدى الـ50 درجة مئوية ودرجات الصقيع التي تصل حتى -3 درجة مئوية ولكن إنتاج الثمار قد يتوقف.

### الضوء
عدم توافر الضوء بشكل كاف يُحد من إنتاج الثمار، فالإنتاج قد ينخفض أو ينعدم في الأماكن التي تكثر فيها الغيوم أو الأماكن المظللة.

### التربة
يمكن زراعة النخل بمختلف الترب القلوية والملحية؛ ولكن يجود أكثر من ناحية الحمل والنمو في التربة المزيجية الخفيفة العميقة منه في التربة الطينية الثقيلة إذا توفرت المياه والأسمدة وسَهُل تصريف التربة، ولقد وُجد أن أقوى نمو للنخل حيث التربة رسوبية رملية، مزيجية عميقة سهلة الصرف، إلا أن النخل المزروع به إذا أهمل أو لم يروى أو يسمد لفترة قصيرة نسبيًا فسرعان ما يدب الضعف به ويهلك وهذا خلاف للنخل المزروع في تربة مزيجية طينية، فيتحمل الإهمال لفترة أطول.
أما بالنسبة للأملاح فتكون أعقاب السعف بالمناطق العالية الملح صفراء بدلًا من اللون الأخضر الطبيعي، وقد تسبب كثرة الأملاح بمرض يؤدي إلى عدم اكتمال انتشار السعف وصغر الحجم والانحناء (ويسمى المرض بالمجنون في مقاطعة الفوجلا بالجزائر، وبأبي سعفة بصحراء تونس)، ويتحمل النخل الأراضي الملحة وكذلك السقي بالمياه ذات النسب العالية للأملاح، ففي وادي الريغ بالجزائر سُقي النخل من صنف دقلة النور بمياه تحوي 1.2% أملاح شتاءًا و1.6% صيفًا فكان النمو بادئ الأمر بطيئًا ثم تحسن بعد ذلك، إلا إن السقي بالماء الحلو (الماء الحاوي على نسبة عالية من الصوديوم) يضرر بناء التربة وقد يتلف سرعة نفاذ الماء، مما يسبب معوقات في الإرواء والإستصلاح، وللصوديوم تأثير أكبر في التربة ناعمة القوام منها في التربة الرملية الخشنة، وقد أظهرت دراسات شفاليه (Chevalier, G) لمحاليل التربة لأملاح الكلوريدات والكبريتات في توغورت بالجزائر، أن النخل ينمو ويثمر بصورة اعتيادية في تراكيز 1.5% للتربة، ويصبح النخل بحالة هلاك ويموت في تركيز 4.8% للتربة.، وعند وجود أملاح على سطح التربة فإن ذلك لايؤثر ما دامت جذور النخلة نامية في طبقة قليلة الملوحة، إلا في حالة سقوط أمطار غزيرة لأن ذلك يذيب الأملاح ويوصلها للجذور فيميتها، ولقد حدث في 1843م بالقرب من مقاطعة مرزوق بالجزائر أن هطل مطر لسبعة أيام متتالية مما أدى لهلاك 12.000 نخلة كانت تربتها مكسوة بقشرة ملحية كثيفة.
أجريت دراسة في العراق سنة 2007م للنخيل حيث وجد ان النخلة التي تبلغ عمره 5 سنوات يمكن أن يتحمل كمية من الماء تصل إلى أكثر من متر لمدة 3 ساعات وفي بعض الاصناف 5 ساعات كما في البرحي والزهدي. ويمكن ان يتحمل النخلة أكثر من كافة اشجار الفاكهة درجات الملوحة العالية حيث وجد ان النخيل من النباتات المقاومة للملوحة ولكن بشرط وجود كمية لازمة من الماء ولكن النخيل يكون انتاجه اقل بنسبة 20% عن الأراضي الغير الملحية .

### الريّ
تختلف طرق ري فسائل النخيل باختلاف الظروف المناخية ونوعية مصادر المياه ووفرتها ونوعية التربة ومدى توفر الإمكانيات المالية، على النحو التالي :
- يتم ري الفسائل حديثة الزراعة يوميًا ولمدة أربعين يومًا من غرس الفسيلة وبدون انقطاع.
- يتم ري النخيل مرة واحدة كل ثلاثة أيام عندما يتراوح عمر النخلة بين 1 _ 4 سنة ثم مرة كل اسبوع عندما يصبح عمر النخلة أكبر من 5 سنوات مع الاخذ بعين الاعتبار ان يكون الري ببطء لتفادي انجراف التربة ولاشباع النخيل باكبر كمية ممكنة من الماء ويفضل ان تكون عملية الري في يوم هادئ قليل الرياح لكي لا يؤثر في الري ويوقف أو يقلل الري في نهاية الخريف والشتاء ان توفر الكمية الازمة من المطر.[61]
- يتم غمر المنطقة المحيطة بالمجموع الجذري بالماء والتأكد من عدم وجود فراغات هوائية حول المجموع الجذري وذلك بدك التربة وزراعة الفسائل في تربة رملية.
- يتم الري في ظروف مناخية معتدلة مع عدم ري الفسائل نهارًا في درجات الحرارة العالية أو المنخفضة.
- بعد تكوين المجموع الجذري تروى الفسائل بمعدل (2_3) مرات أسبوعيًا أو حسب الظروف المناخية.

لري النخيل المثمر، تحتاج النخلة الواحدة إلى حوالي 100 لتر ماء في الرية الواحدة، إلا أنه توجد فترات يجب الاهتمام بعملية الري سواء بزيادة كمية الري أو تقليلها.
زيادة عدد مرات الري في الفترات التالية :
- قبل موسم التلقيح لتنشيط نمو الطلع مبكرًا.
- بعد قطف الثمار مباشرة.
- أثناء نضج الثمار.
- بعد الانتهاء من جني المحصول.

تقلل عدد مرات الري في الفترات التالية :
- عندما يكون منسوب الماء الأرضي مرتفع.
- قبل جني المحصول.
- في فصل الشتاء.
- أثناء فترة الإزهار.

## خصائص وفوائد التمر للتجميل
للتمر فوائد متعّددة ويحتوي على مكونات مهمة للعناية بالبشرة والشعر. ان الابحاث العلمية التي قامت بها علامة بيداڤي لمستحضرات التجميل للتمر تثبت انّ التمر مكونّ اساسا من سكريات ومعادن.
ان ما يميزّ التمر في التركيبة الكيميائية لمستحضرات التجميل هي
- المركب كالسيوم-بوتاسيوم للخصائص الترطيب الفائق للجلد
- المركب كالسيوم-فوسفور للمحافظة على توازن الخلية

## المصطلحات
| المصطلح                                                      | المعنى | صورة |
| ------------------------------------------------------------ | --- | ---- |
| الخناصة أو الخُضَعَة                                            | الورقة الأولى لبادرة نواة التمر |      |
| السَعَفَة                                                       | وجمعها سَعَف أو سَعْف، وهي ورقة النخلة |      |
| الخُوصَة                                                       | وجمعها خُوص، وهي الوريقة الواحدة ضمن السَعَفَة |      |
| السُلاّءة                                                      | وجمعها سُلاّء، وهي شوكة النخل |      |
| الوَقَلَة                                                       | وجمعها وَقَل، وهي أصل الكربة التي تبقى على النخلة |      |
| الكَرَبَة                                                       | وجمعها كَرَب، وهي قاعدة السعفة الخالية من الخوص والسلاء |      |
| اللِـيْفَة                                                      | وجمعها لِـيف أو لِـيفُ النخل، وهي نسيج ليفي موجود في جذع النخلة ويحيط بالكَرَب |      |
| العُرْجُون                                                      | وجمعه عَرَاجيْن، وهو العِذْقُ، أو إذا يَبِسَ واعْوَجَّ، أو أصله، أو هو الساق الأصفر الذي يحمل العذق (مجموع الشماريخ) ويصله بالنخلة (وهذا المعنى الأخير هو المستعمل حاليًا) يسمى العرجون قديما عندما يصل إلى مرحلة اليباس الكامل وهذه المرحلة يصلها بعد ستة أشهر حتى وان كان مرتبطا بالشجرة ونقل في كتاب من لا يحضره الفقيه 4/94 ((ودخل ابن ابي سعيد المكاري على الرضا عليه السلام فقال له ...رجل قال عند موته كل مملوك لي قديم فهو حر لوجه الله تعالى فقال : نعم إنّ الله عز وجل يقول:{حتى عاد كالعرجون القديم} يس/39 فما كان من مماليكه أتى له ستة أشهر فهو قديم حر)) انتهى الحديث                                                                    |      |
| القِنْو أو العِذْق                                               | وجمعه أعْذَاق وعُذُوق، وهو القِنْوُ من النخل أي مجموع الشماريخ |      |
| الشِمْراخُ والشُّمْروخ                                             | وجمعه شمَاريْخ، وهو واحد السوق التي تحمل البسر (ولاحقًا التمر)، ومع الشماريخ الأخرى تكون العذق |      |
| الجُمّارة أو الجَذَب أو الجِذَاب                                   | وجمعها جُمّار، وهي أنسجة حديثة التكوين في رأس النخلة، غضّة طريّة هشّة حلوة المذاق خالية من الألياف. ويتم استخراجها من النخلة بعد نزع السعف من أصوله والليف المرتبط به والوصول لها |      |
| الطَلْع                                                        | هو شيء يشبه الكوز ويحوي مادَّة الإخصاب على شكل حَبٍّ مَنْضُودٍ، ويسمى الغلاف (الكوز): الكُفُرَّى، ويسمى ما في داخله: الإغـْريْض وذلك لبياضه |      |
| الحَصَلَة أو الجَدَالَة                                            | وجمعها حَصَل أو جَدَال، وهي ثمرة النخلة بعد التلقيح وتكون ذات لون قشطي بخطوط افقية خضراء |      |
| البَلَحة أو السَيَابة أو السُيّابة أو السَيّابة أو البَغوَة أو الخَلالَة | وجمعها بَلَح أو سَيَاب أو سُيّاب أو سَيّاب أو بَغـْو أو خَلال (خلال عربية بلغة أهل البصرة ولها معنى آخر وهو البُسر)، وهي ثمرة النخلة عندما تنمو ويصبح لونها أخضرًا |      |
| البُسْرَة أو الزَهْوَة أو اللُوْنَة أو الخَلالَة                        | وجمعها بُسْر أو زَهْو أو لَوْن أو خَلال (خلال لها معنى آخر وهو البَلَح بلغة أهل البصرة)، وهي ثمرة النخلة إذا تغير لونها من الأخضر وأصبح أصفر أو أحمر أو أشقر |      |
| الرُطَبَة                                                       | وجمعها رُطَب، وهي ثمرة النخلة عند ظهور نقط من الأرطاب فيها (أي نقط لينة) وحتى تصبح جميعها لينةً |      |
| التَمْرَة                                                       | وجمعها تَمْر، وهي ثمرة النخلة في آخر مراحل نضجها، فتصبح في الأصناف اللينة متماسكة اللحم بقوام (أي يتماسك ما في داخلها) ويعتم اللون وتتجعد القشرة، وفي الأصناف الجافة يكون اللون فاتحًا عادةً وقوام اللحم (ما في داخل التمرة) صلبًا يابسًا. |      |
| الشِّيص أو الشِّيصَاء أو الشِّيشاء أو السَّخـْل                        | واحدتُه شِيصةٌ وشِيصَاءَة، وقد َأشاصَ النخل وأَشاصَت وشَيَّصَ النخل، يقال للتمر الرديء أو الذي لا يشتدُّ نواه ويَقْوَى، وقد لا يكون له نوى أَصلًا، وإِنما يُشَيِّصُ إِذا لم يُلْقَحْ أو لفساد التلقيح أو لسبب آخر، وينصح بلف الطلع بالليف أو تكييسه بالكيس بعد التلقيح لمدة 30 إلى 40 يومًا لمعالجة هذه الحالة، ويقال صَأْصأَت النخلة إِذا صارت شِيصًا، وأَهلُ المدينة يسمون الشِّيص السَّخـْل |      |
| القَمْع أو القِمَع أو القِمْع أو الثـُفرُوق                          | وجمعها قَمْع، وثـَفاريق، وهي ما على البُسرة والتمرة والتي تصلها بالشمراخ، وقَمَعَ البسرة أو التمرة (قـَلَعَ قمعها)، وكذلك يعني الثفروق ما يلزق به القِمع من التمرة أو قِمع البسرة |      |
| التَعريْب                                                      | هي عملية قطع سعف النخل الجاف، السعف (الأغصان)، ويجري القطع عند منطقة الليف، وتتم العملية بالمنجل المسنن، وهناك عدة آلات أخرى للغرض نفسه، ويسمى الذي يقطع السعف بالمُعرّب والعَارِب |      |
| التَـكْريْب                                                     | هي عملية إزالة أصول السعف العراض مع الليف الذي يتخللها، ولاتمارس هذه العملية في بعض المناطق مثل: نجد وأغلب الحجاز وبعض أنحاء مصر وشمال إفريقية، وأمريكة، وتشذب الكربة المتصلة بالجذع بشكل أفقيّ مع سطح الأرض |      |
| التَشجيْر                                                      | التشجير (الكلمة الفصيحة)، وهي عملية سحب العذوق من بين السعف وتدليتها وتوزيعها حول قمة النخلة قبل أن تتصلب عراجينها (العُرجُون هو ساق العذق)، فإذا كان العذق ثقيلًا فيربط أو يوضع على السعفة القريبة منه، ولا حاجة للربط للعذق الخفيف الوزن، ويسمى التشجير في نجد والحجاز (تعديل العذوق)، وفي القطيف والحسا (التحدير)، وفي البصرة (التدلية)، وفي بغداد (التركيس)، وفي مصر (التقويص) |      |
| التَـكْمِيم                                                     | وهي عملية تغليف العذق للحفاظ عليه، ففي العراق تغطى العذوق بعد التشجير أو الإرطاب (تحول البسر إلى رطب) بشباك ضيقة الفتحات للحفاظ على التمر من التساقط والتلوث بالتربة، وللاقتصاد باليد العاملة، فلا حاجة لمن يلتقط التمر الواقع على الأرض، أما بباكستان فتغطى بأكياس كبيرة من خوص النخل القصير من نوع (Nannorrhops ritchiana) وتسمى الأكياس (سوند)، وذلك قبل جني التمر ب 3 إلى 4 أسابيع لنفس الغرض السابق الذكر، أما في أمريكة فتستعمل أغطية عذوق ورقية لحفظ التمر من الأمطار، وفي فلسطين تغلف بأكياس بلاستيكية لحماية التمر من الرياح الجافة وكذلك تستخدم أقفاص من أسلاك معدنية لإبعاد الدبابير والطيور، وتوجد كذلك طرق أخرى في التكميم |      |
| خـَـفّ الثِمَار                                                  | وهي عملية تجرى بطريقتين: إزالة العذوق (التقليل من عددها) أو خف العذوق (التقليل من الأزهار أو الثمار للعذق ضمن العذق)، وفوائدها: زيادة حجم وجودة الثمرة وتُبَكّر بنضجها، وتضمن إنتاج طلع كافٍ بالعام المقبل وبهذا تقلل المُعَأوَمَة (غزارة الحمل بعام وقِلّتِهِ بالتالي) |      |
| الكُرّ                                                         | وجمعه كِرار، وهو قيد من ليف أو خوص، وحبل يُصعَد به على النخل وتسمى بالعراق: التبلية |      |
| الحَابُول أو المِصعَاد                                           | حبل يُصعَد به على النخلة |      |
| الطبق                                                        | سلة تستخدم لإنزال العثق من أعلى النخلة بواسطة حبل |      |
| الصاعود                                                      | الفلاح الذي يرعى النخلة ويتسلقها |      |
| الفَسِيْلَة                                                      | وجمعها فَسائِل، وهي نمو جانبي صغير يخرج من النبات الأصلي وقريبًا من سطح التربة وله جذور |      |
| الرَاكِب أو الرَاكُوب                                            | وهي فسيلة مُعَلّقَة بجذع النخلة، وليس لها جذور |      |
| المُسْتنسَخ                                                     | وهو النخلة الناتجة عن زراعة أنسجة النخيل، بحيث تنتج نسخة مطابقة للنخلة الأم مقارنة بالأسلوبين التقليدين (التكثير بالنوى والفسائل) |      |
| القِطمِير                                                      | وجمعه قَطَامِير، وهو غلاف نواة التمر |      |
| الفَتِيْل                                                       | وهو السَّحاة التي في شَقِّ النواة |      |
| النَقِيْر                                                       | وهو النُّكْتَةُ في ظَهْرِ النَّواةِ |      |
| السِّكَّة                                                        | وجمعها سِكَك، وهي السطر المصطف من الشجر أو النخيل |      |

## الارتباطات الثقافية

### في الرموز والشعارات

النخلة هي الشعار الرسمي للسعودية

- تعتبر صورة النخلة شعارًا للسعودية.
- سميت البحرين بـ«بلد المليون نخلة» لكثرة نخليها.
- سمي العراق بـ«أرض السواد» لانتشار بساتين النخيل فيه.

## في الأديان

### في الإسلام
ورد ذكر النخلة وأجزائها (بضمنها الثمرة) في القرآن الكريم في (17) سبعة عشر سورة من أصل مئة وأربع عشرة سورة، وفي (22) إثنتين وعشرين آية من (6263) ست آلاف ومئتين وثلاث وستين آية، ومن بعض الآيات:
- ﴿وَهُزِّي إِلَيْكِ بِجِذْعِ النَّخْلَةِ تُسَاقِطْ عَلَيْكِ رُطَبًا جَنِيًّا ۝٢٥﴾ [مريم:25]
- ﴿وَزُرُوعٍ وَنَخْلٍ طَلْعُهَا هَضِيمٌ ۝١٤٨﴾ [الشعراء:148]
- ﴿وَالنَّخْلَ بَاسِقَاتٍ لَهَا طَلْعٌ نَضِيدٌ ۝١٠﴾
- ﴿فِيهِمَا فَاكِهَةٌ وَنَخْلٌ وَرُمَّانٌ ۝٦٨﴾ [الرحمن:68]
- ﴿وَزَيْتُونًا وَنَخْلًا ۝٢٩﴾ [عبس:29]
- ﴿وَاضْرِبْ لَهُمْ مَثَلًا رَجُلَيْنِ جَعَلْنَا لِأَحَدِهِمَا جَنَّتَيْنِ مِنْ أَعْنَابٍ وَحَفَفْنَاهُمَا بِنَخْلٍ وَجَعَلْنَا بَيْنَهُمَا زَرْعًا ۝٣٢﴾ [الكهف:32]

### في المسيحية
ورد ذكر النخلة والتمر عند ميلاد عيسى عليه السلام 

## معرض صور

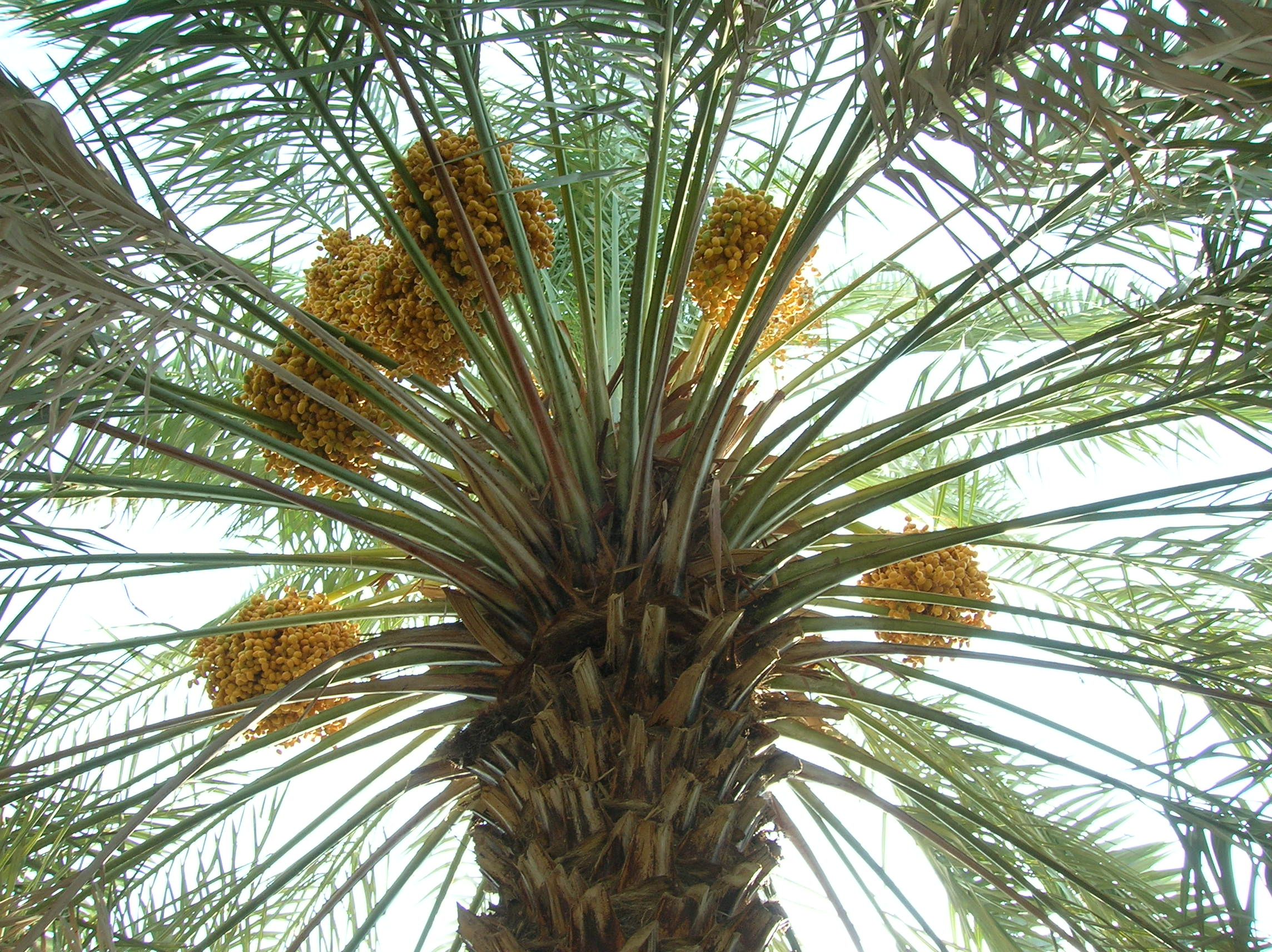
نخل في مزرعة عبد العزيز في المدينة المنورة بالسعودية.
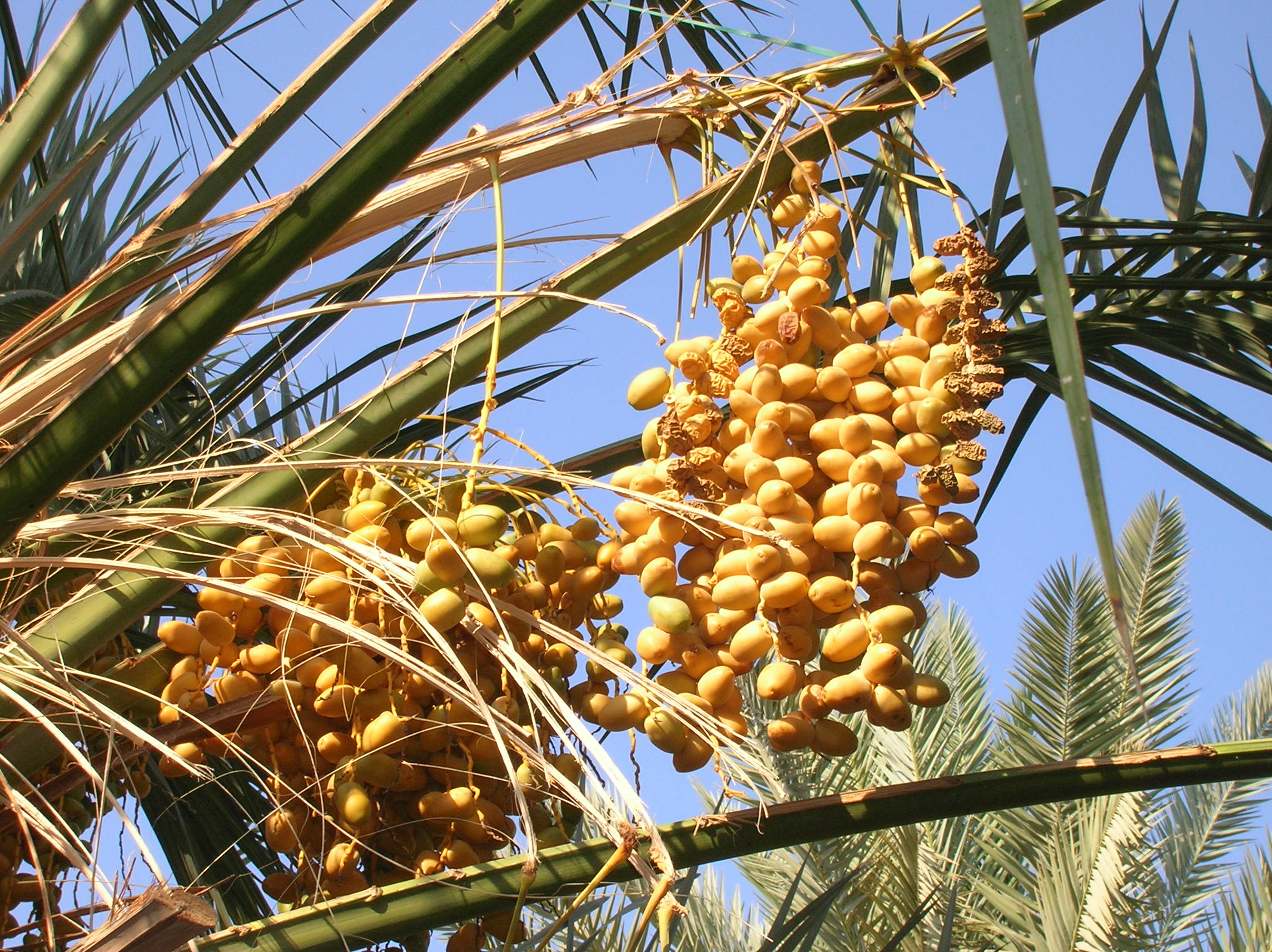
تمر ورطب في مزرعة Khurram Abdullah Bajwa في المدينة المنورة بالسعودية.
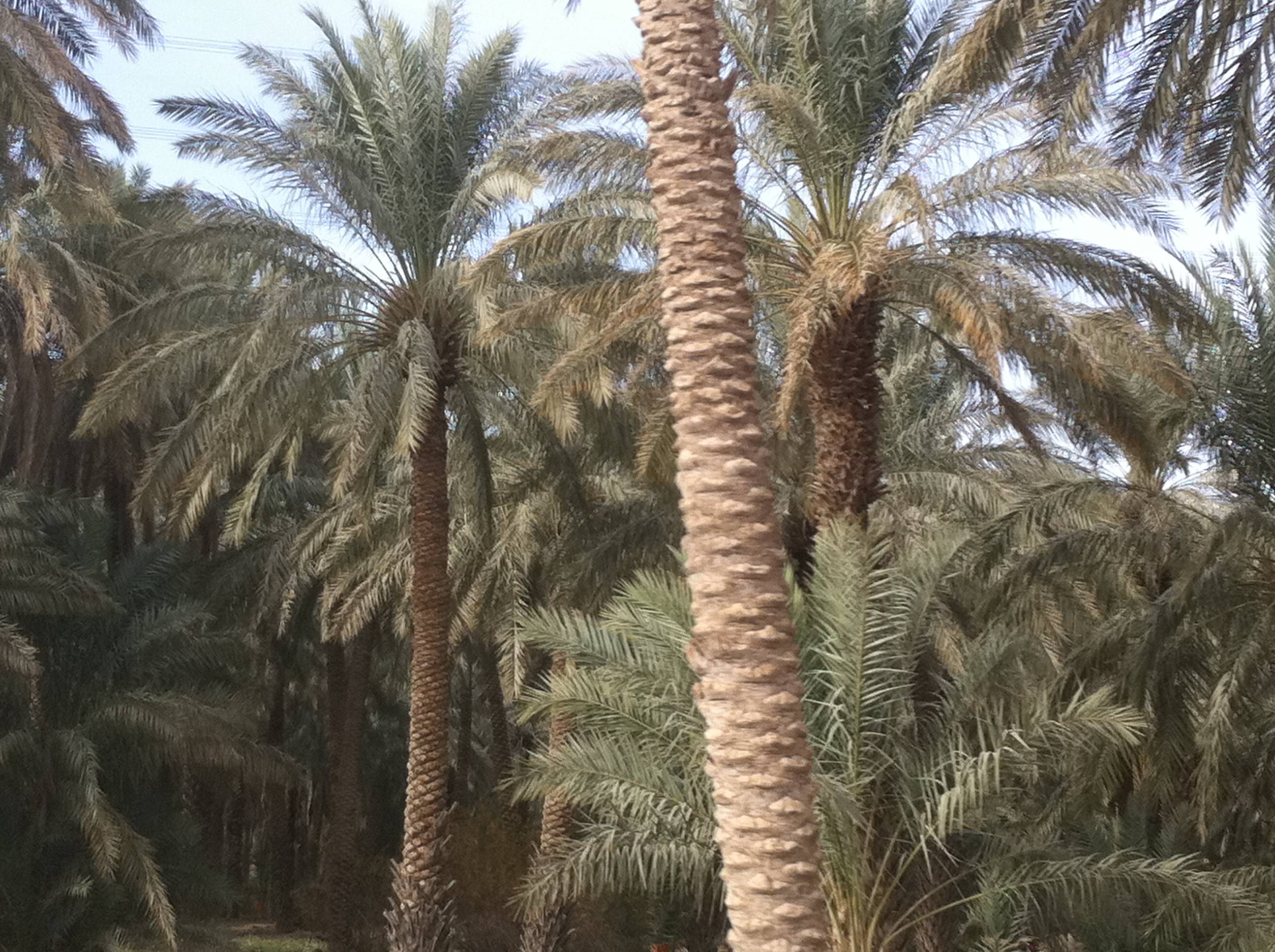
أشجار النخيل في السعودية
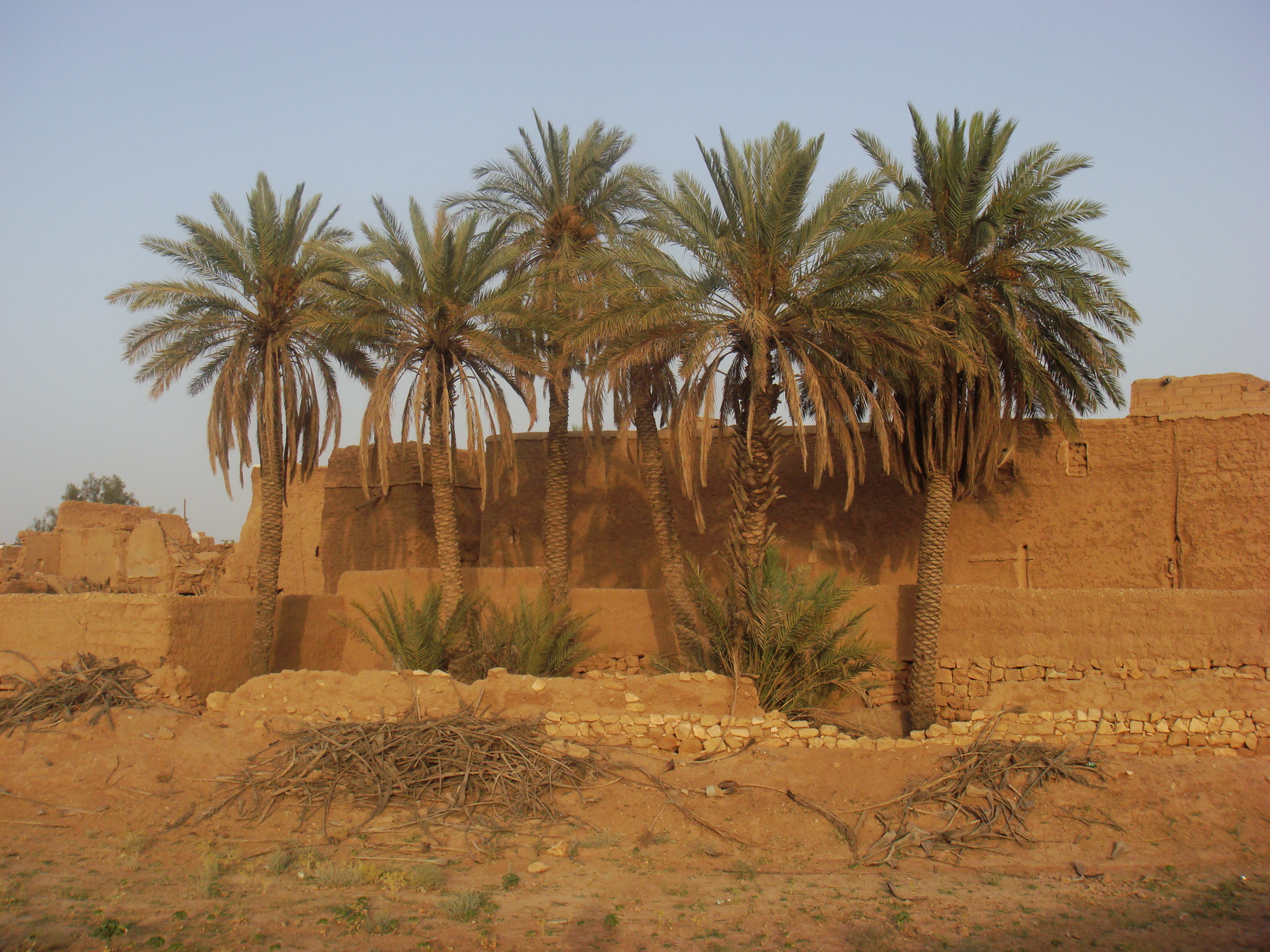
نخل بمحافظة المجمعة السعودية
نخل بالفاو، البصرة، العراق
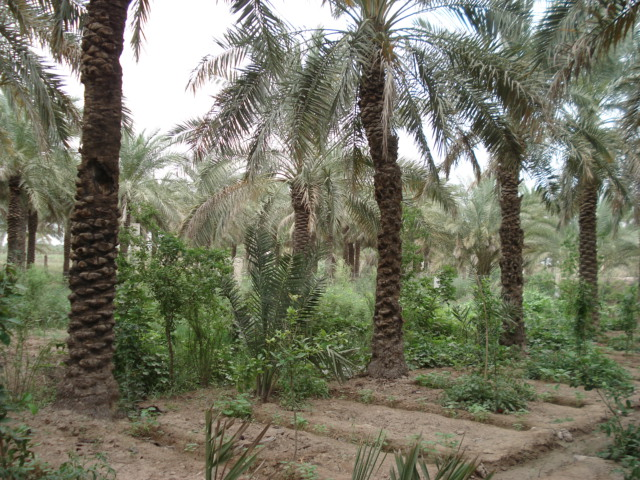
نخل ببستان بالفاو، العراق
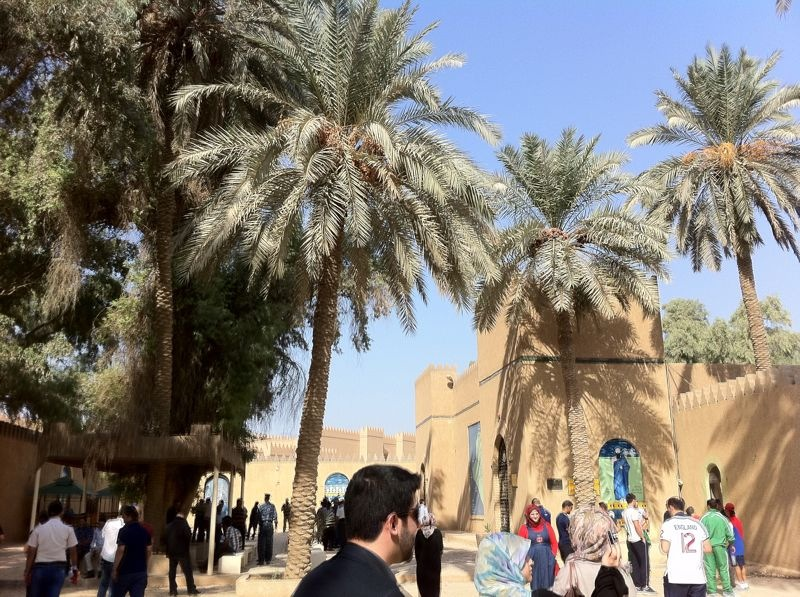
نخيل في مدينة بابل الأثرية بالعراق
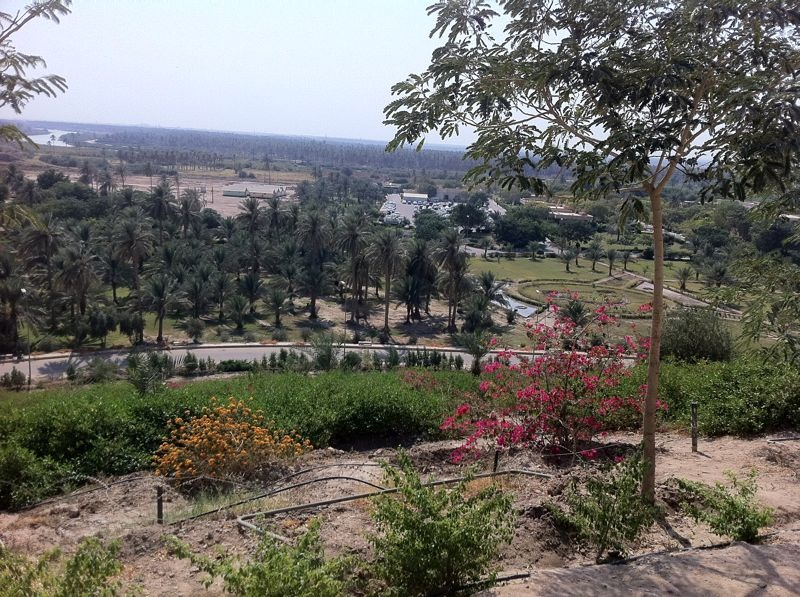
نخيل بالقرب من مدينة بابل بمحافظة بابل بالعراق
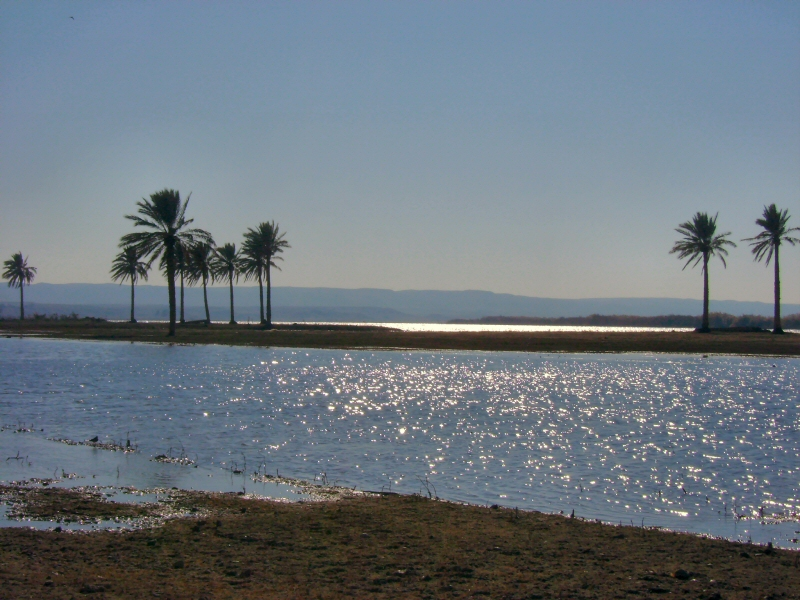
نخيل بشط الفرات بالعراق
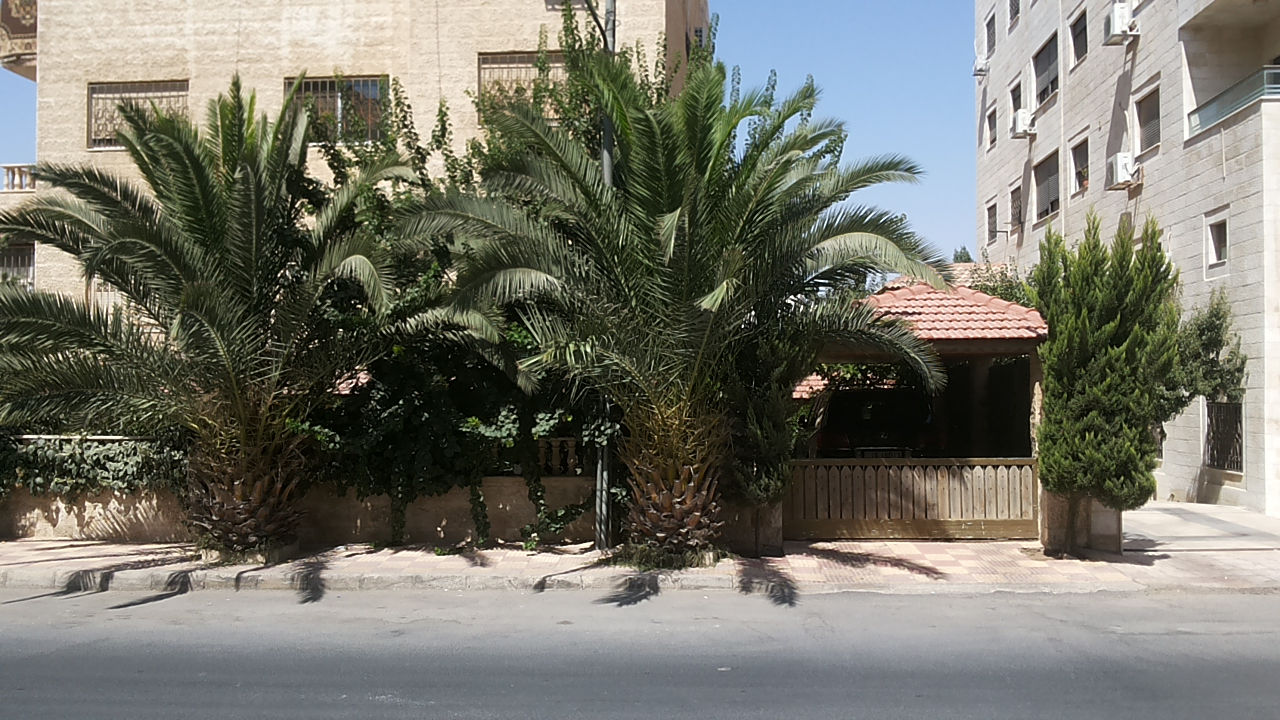
نخل في الأردن
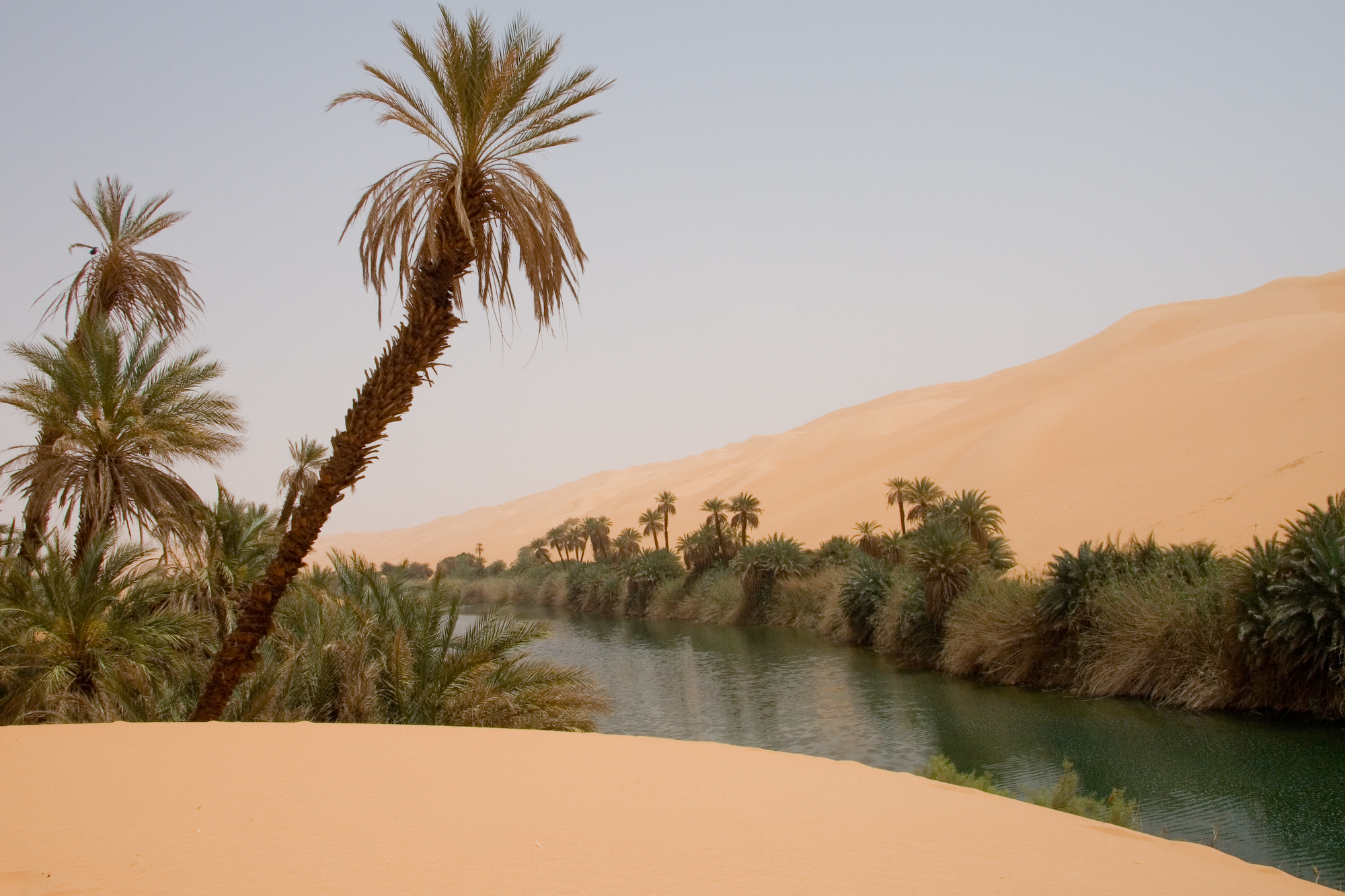
نخيل بواحة مدينة أوباري في ليبيا
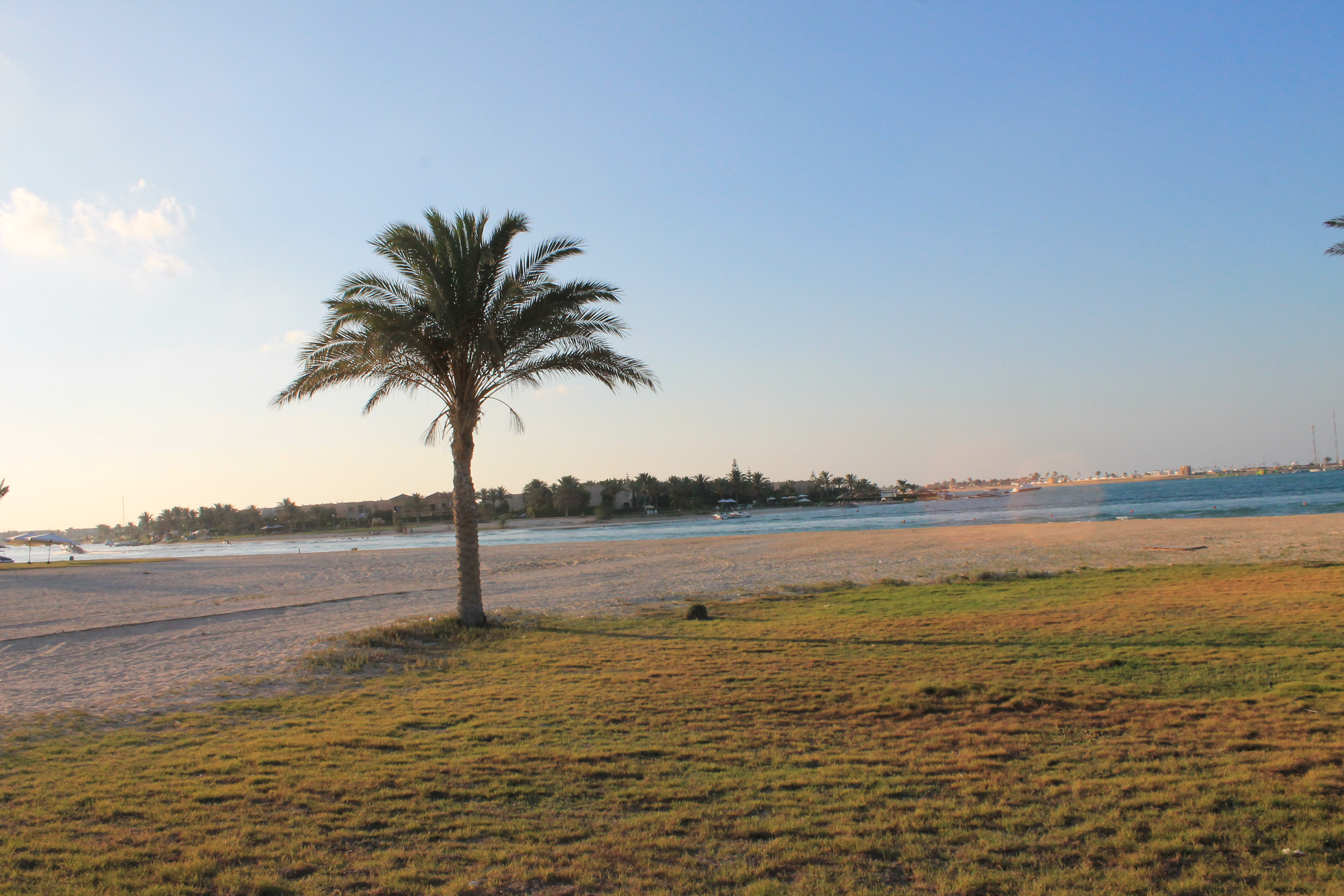
نخلة بالقرب من قرية مارينا الساحل الشمالي بمصر
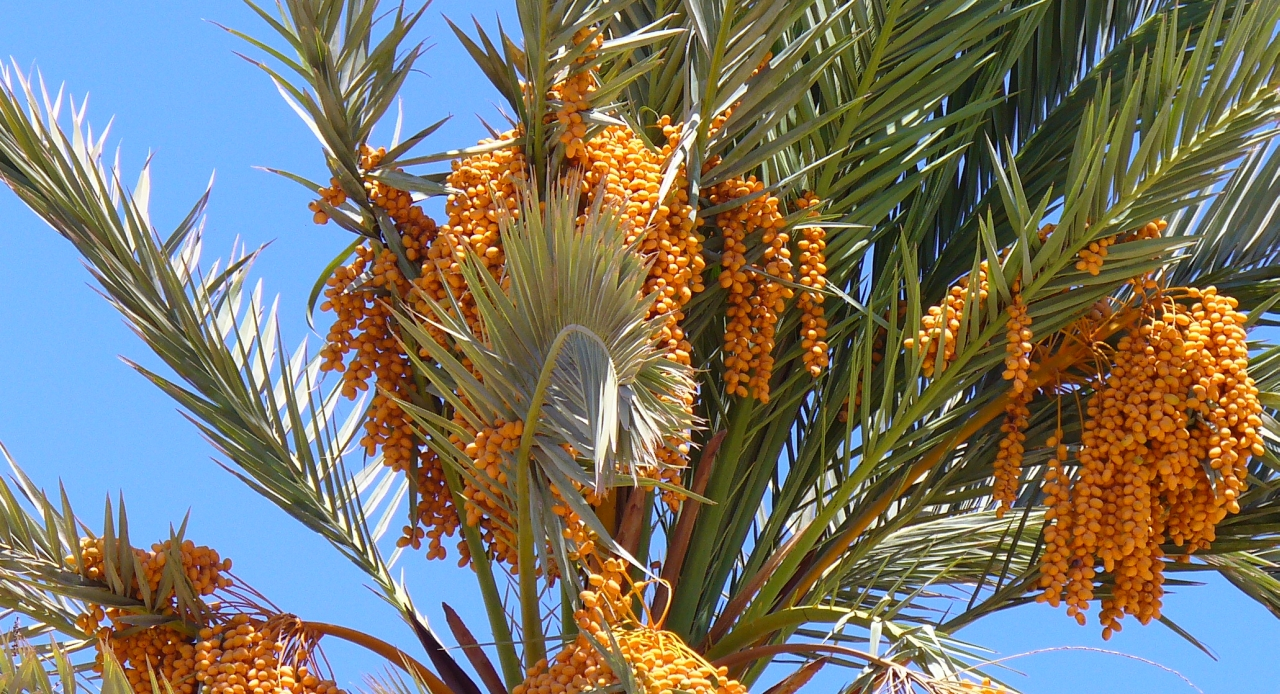
نخلة في جنوب سيناء بمصر
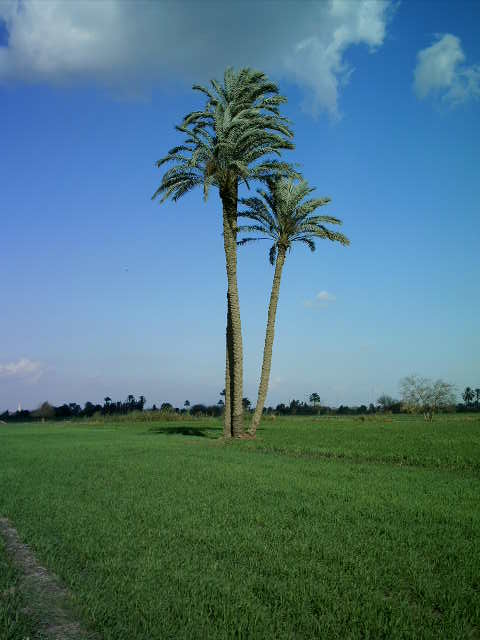
نخل بمصر
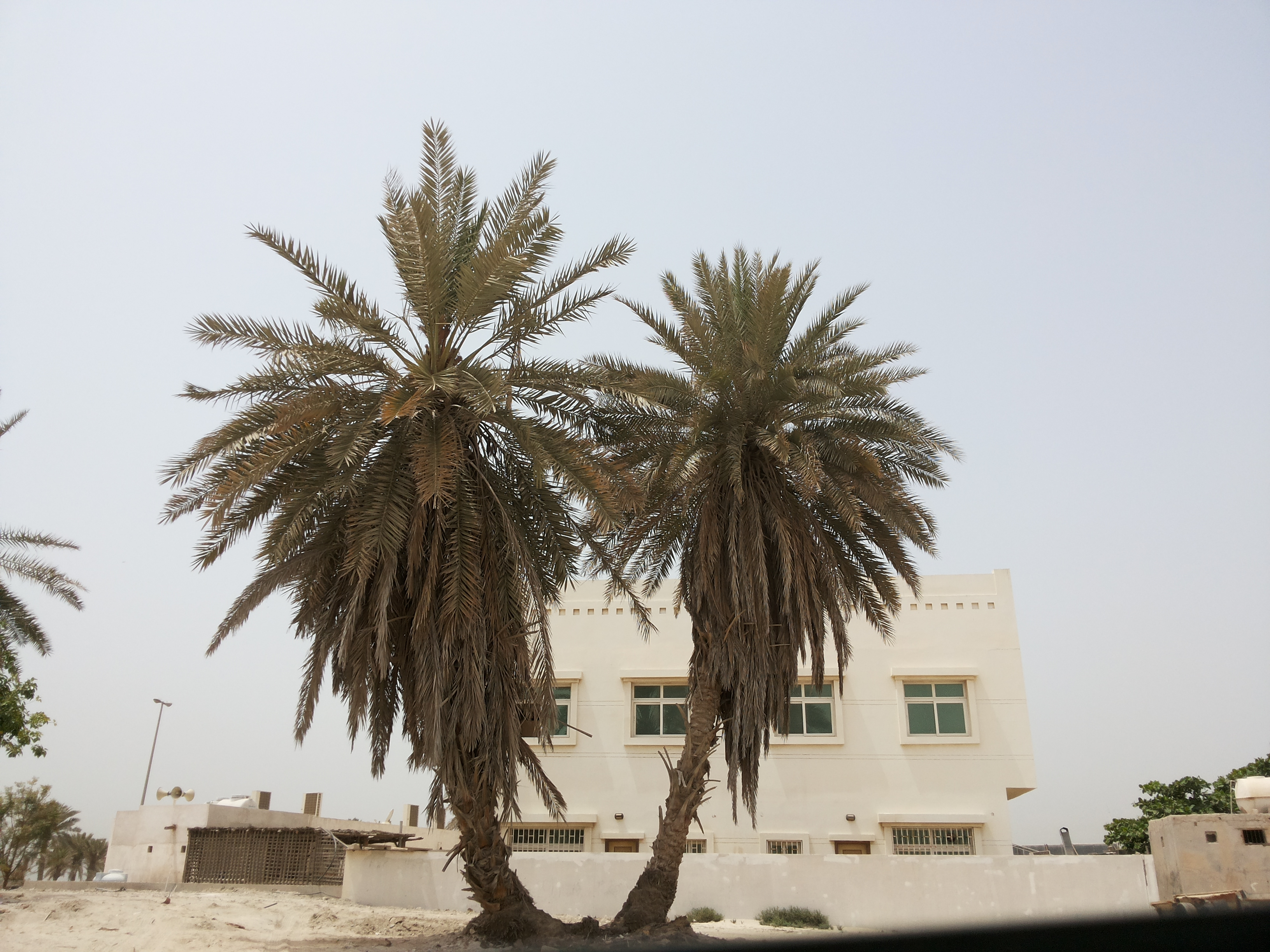
نخلتان غير مكربتان (مشذبتان) في منطقة الفشت بضاحية الحيرة بامارة الشارقة، الإمارات العربية المتحدة
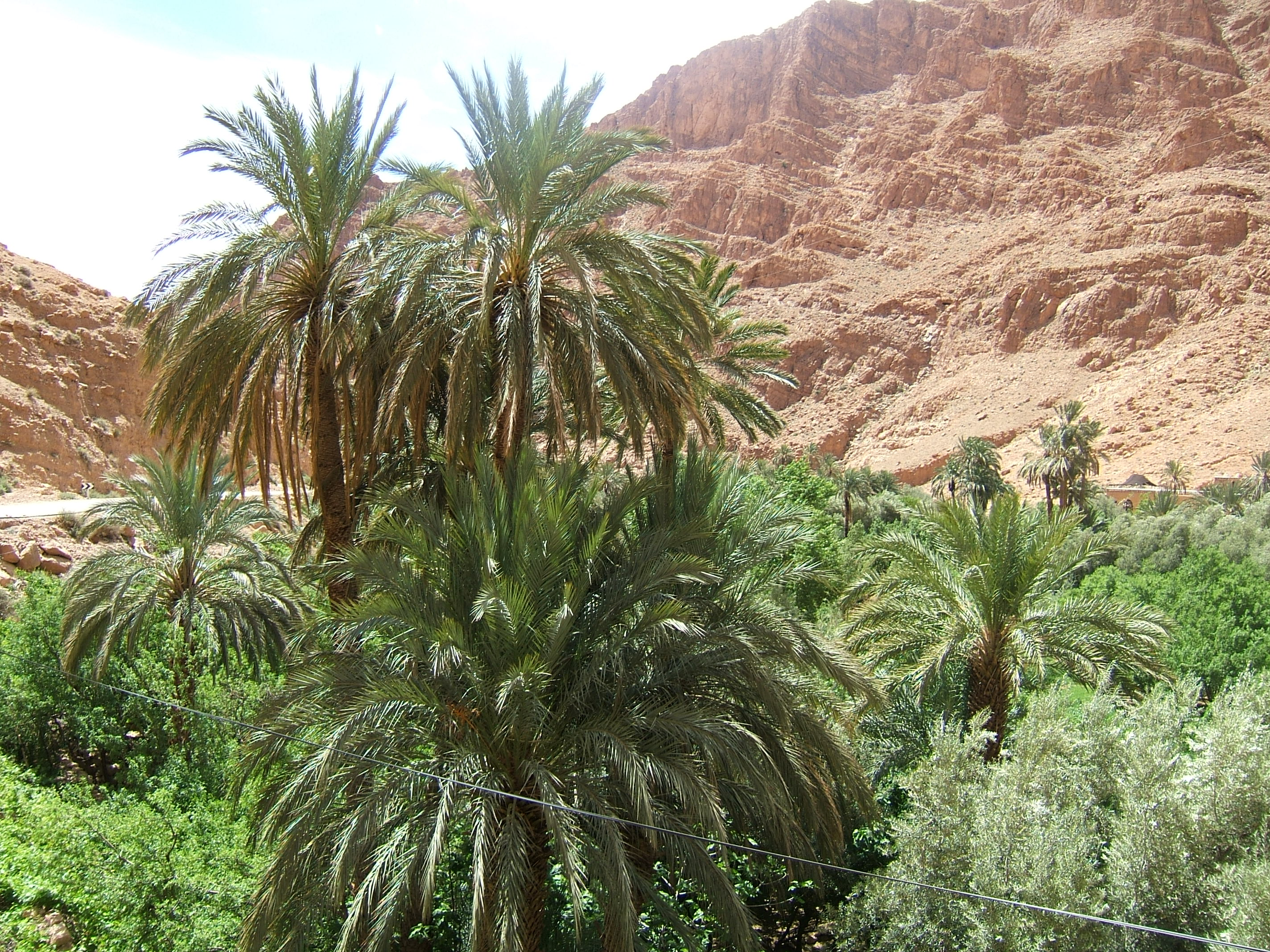
نخيل في المغرب
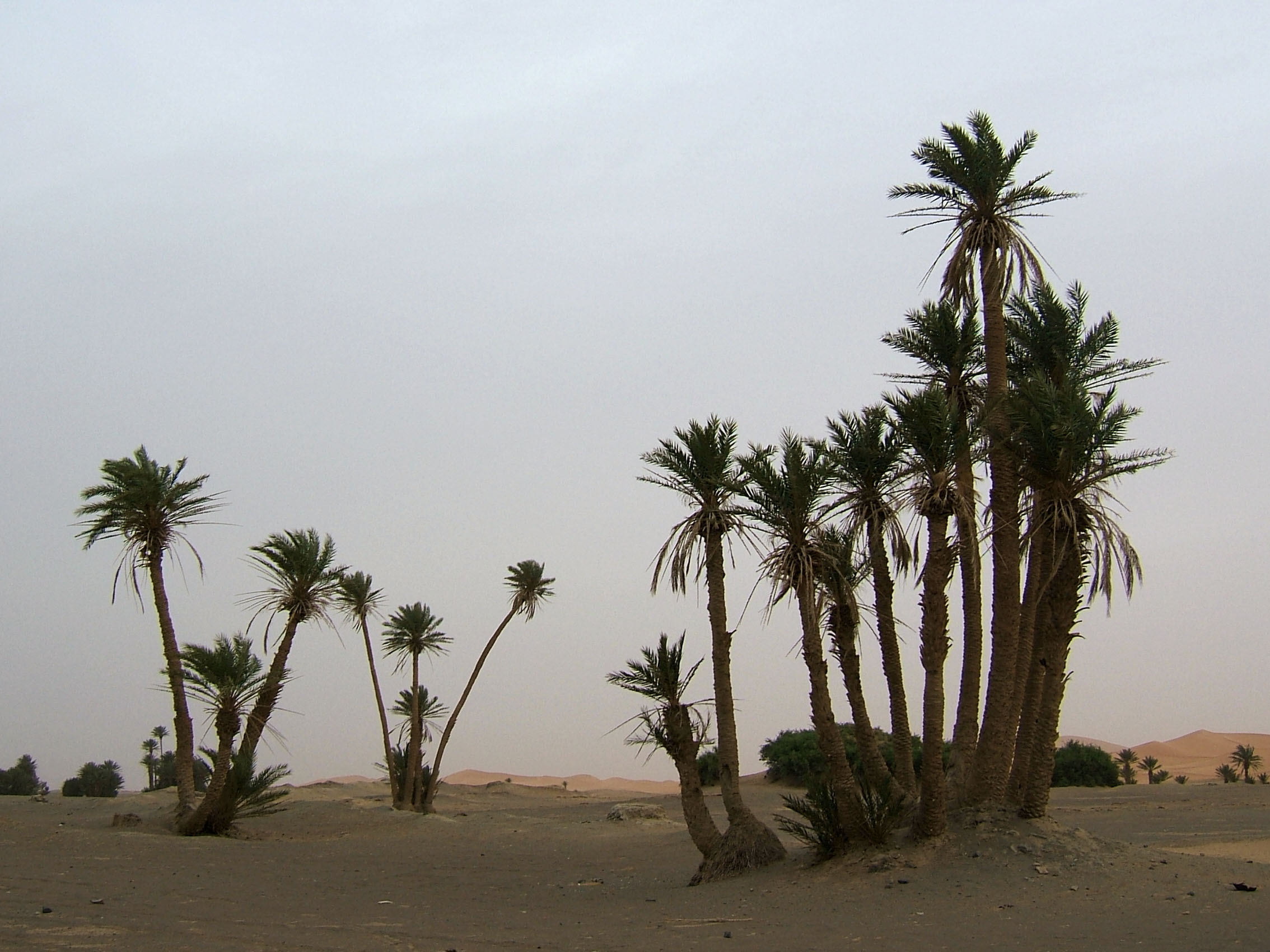
نخيل في مرزوقة بالمغرب 1
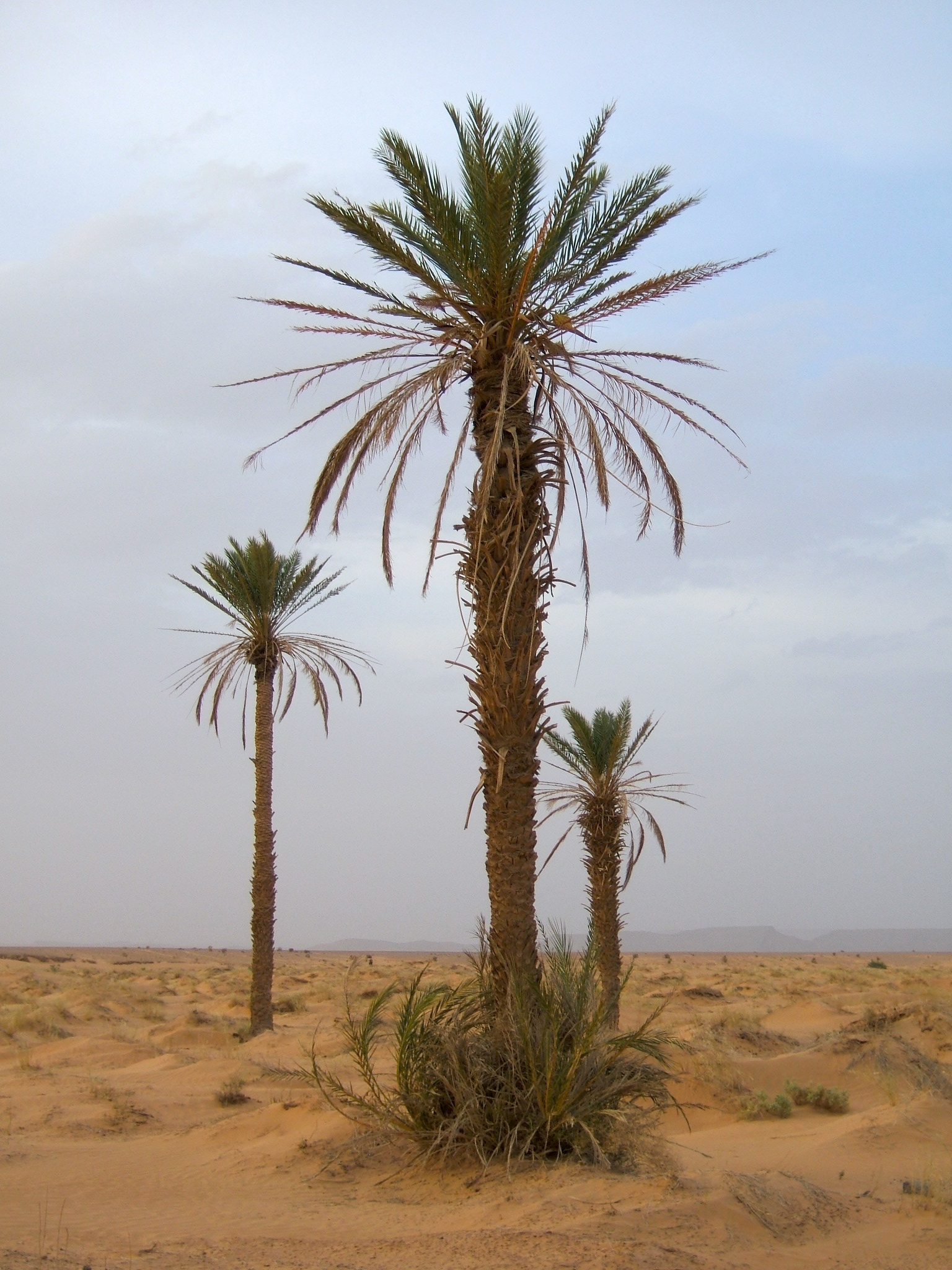
نخل في مرزوقة بالمغرب 2
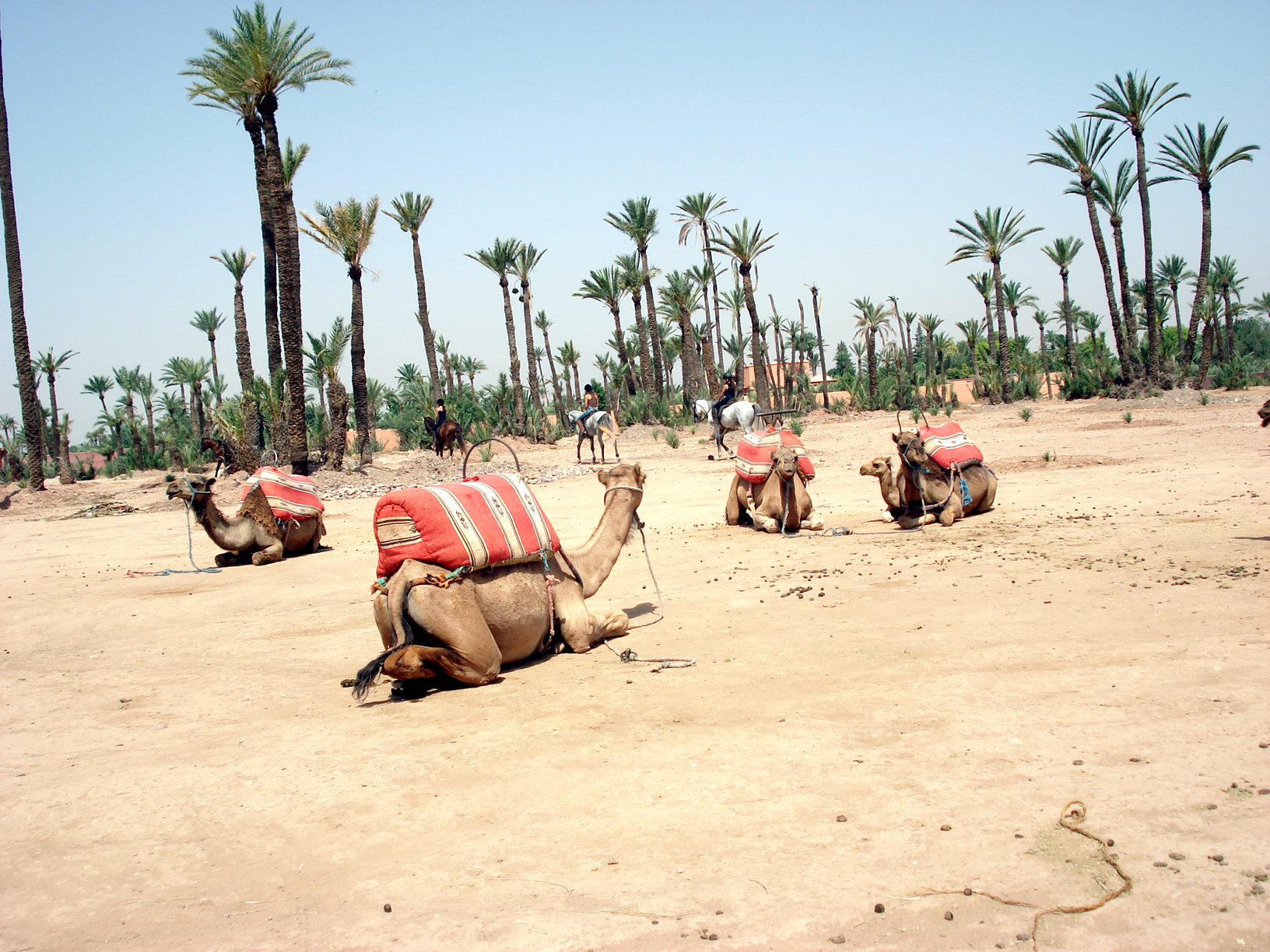
بستان نخل بمراكش، المغرب
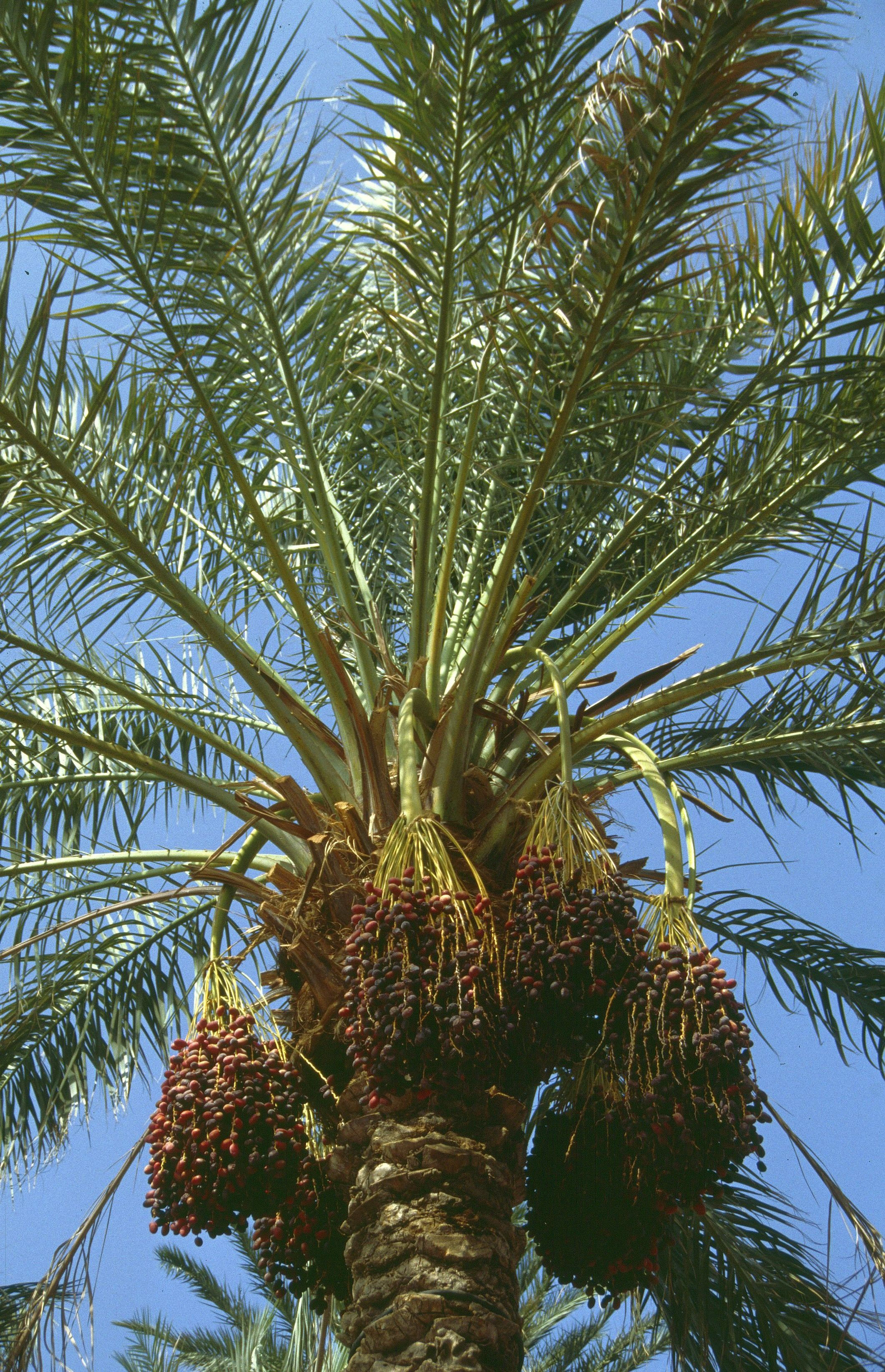
نخلة من نوع مضافتي في بم بإيران
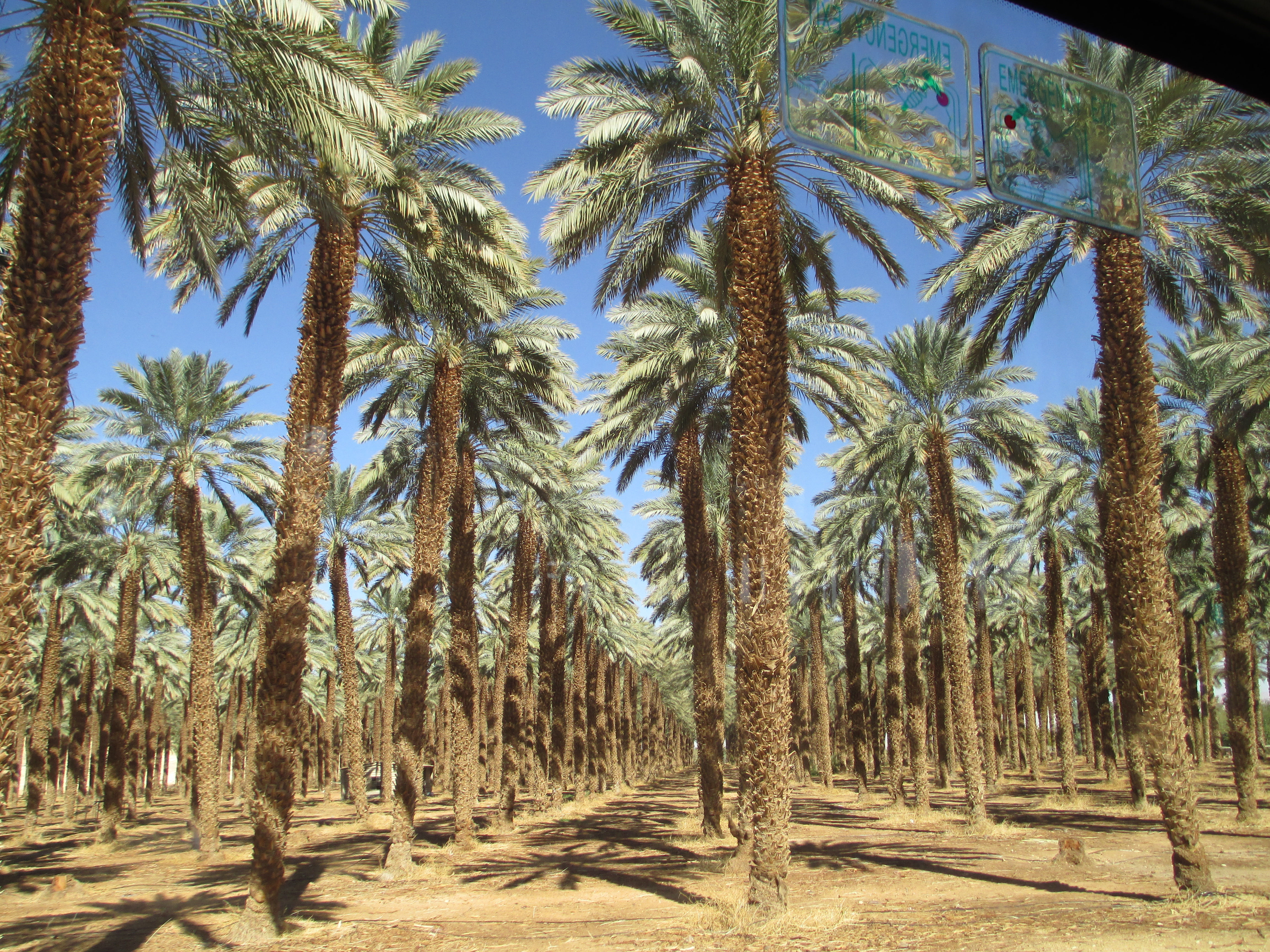
سِكَك نخلٍ (خطوط نخل) في كيبوتس (ketura) بالنقب فلسطين المحتلة (إسرائيل)
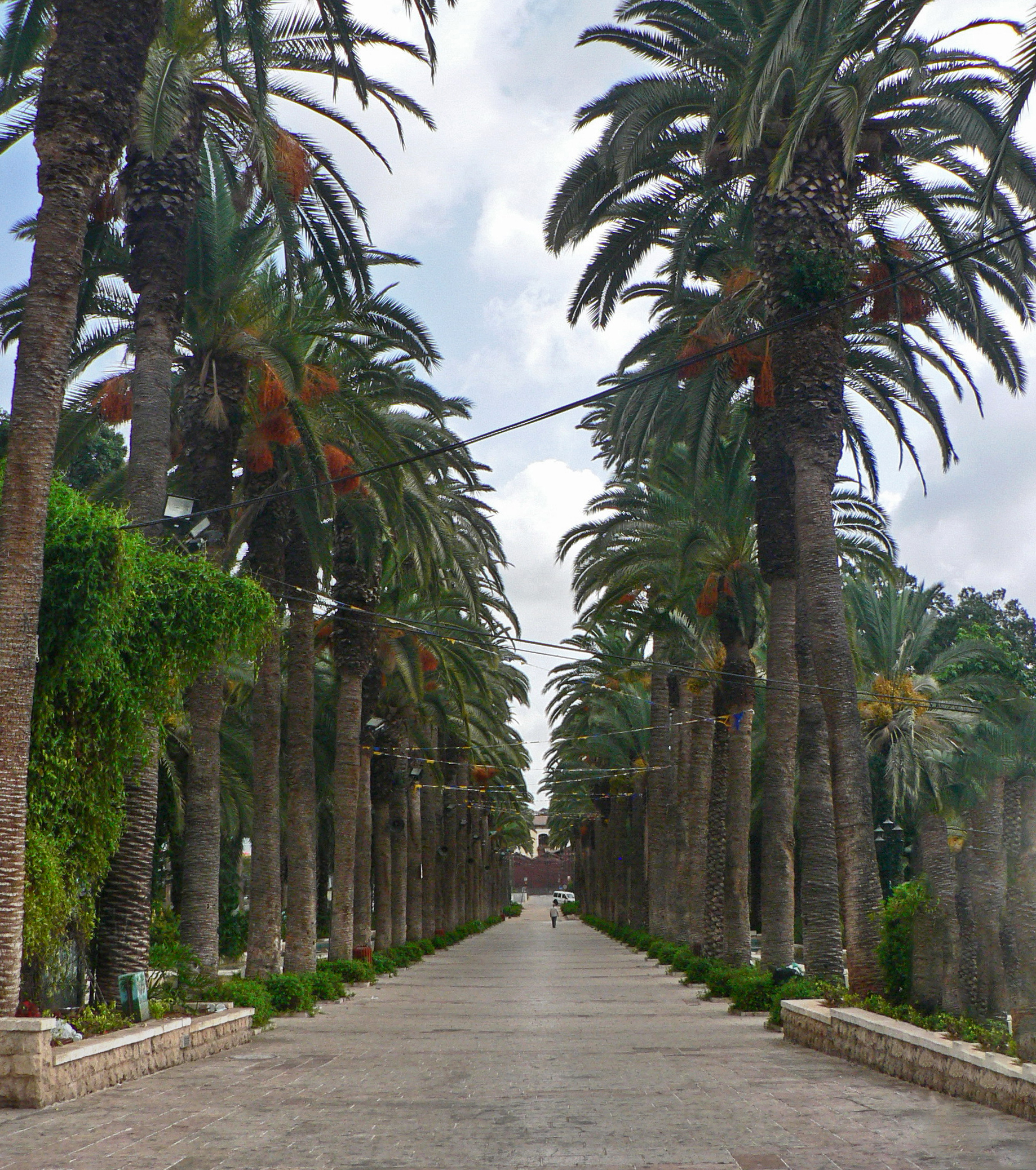
بوليفارد النخل في ريشون لتسيون بفلسطين المحتلة (إسرائيل)
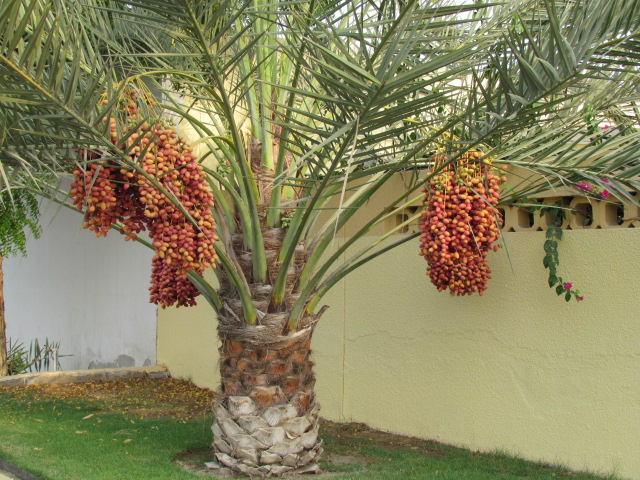
نخلة في الراشدية بدبي، الإمارات العربية المتحدة 2007م
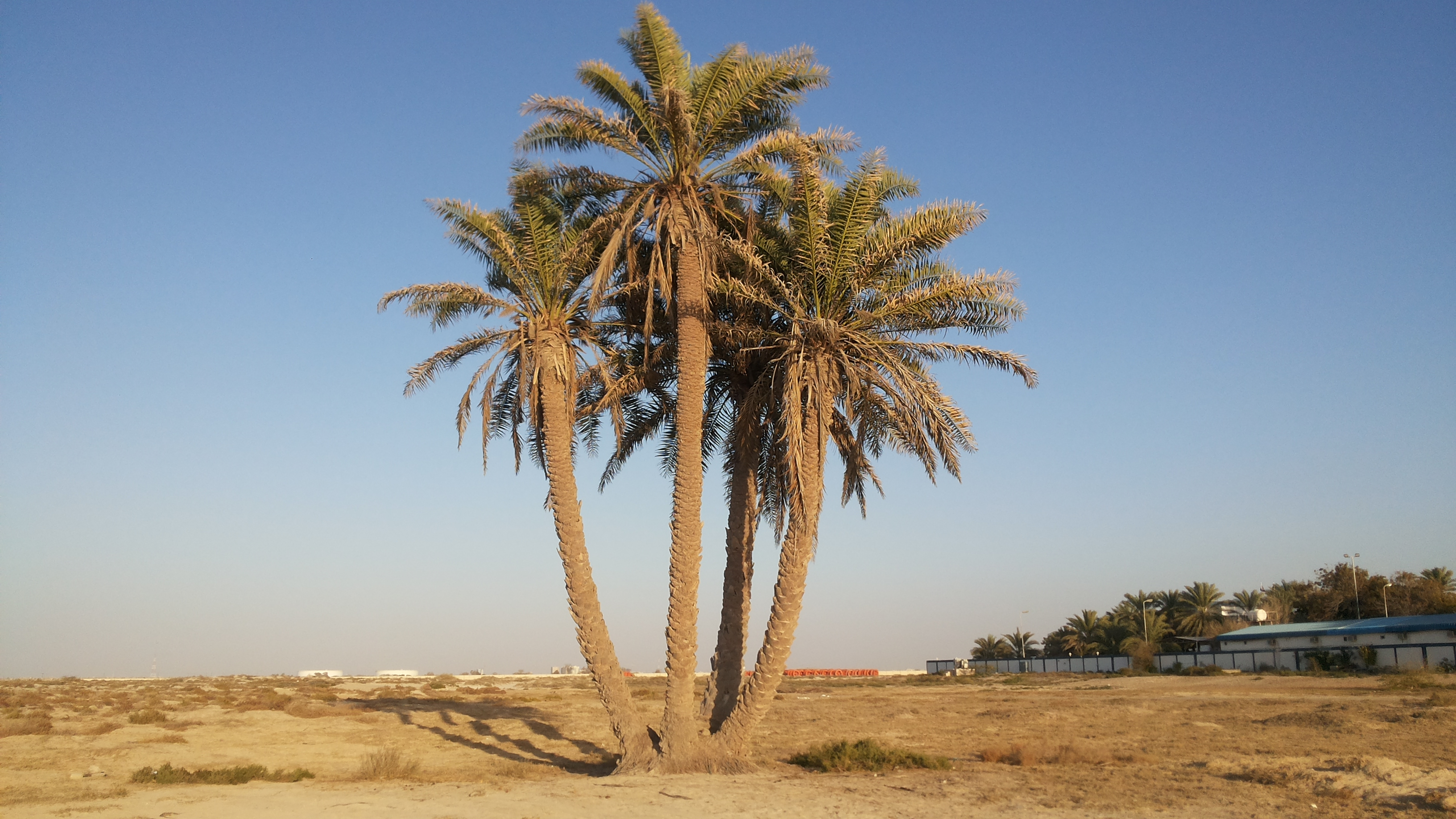
أربعة نخلات متصلة (النخل النابت من أصل واحد يسمى صِنوان والواحدة صِنو) بمنطقة الحمريّة بالشارقة، الإمارات العربية المتحدة
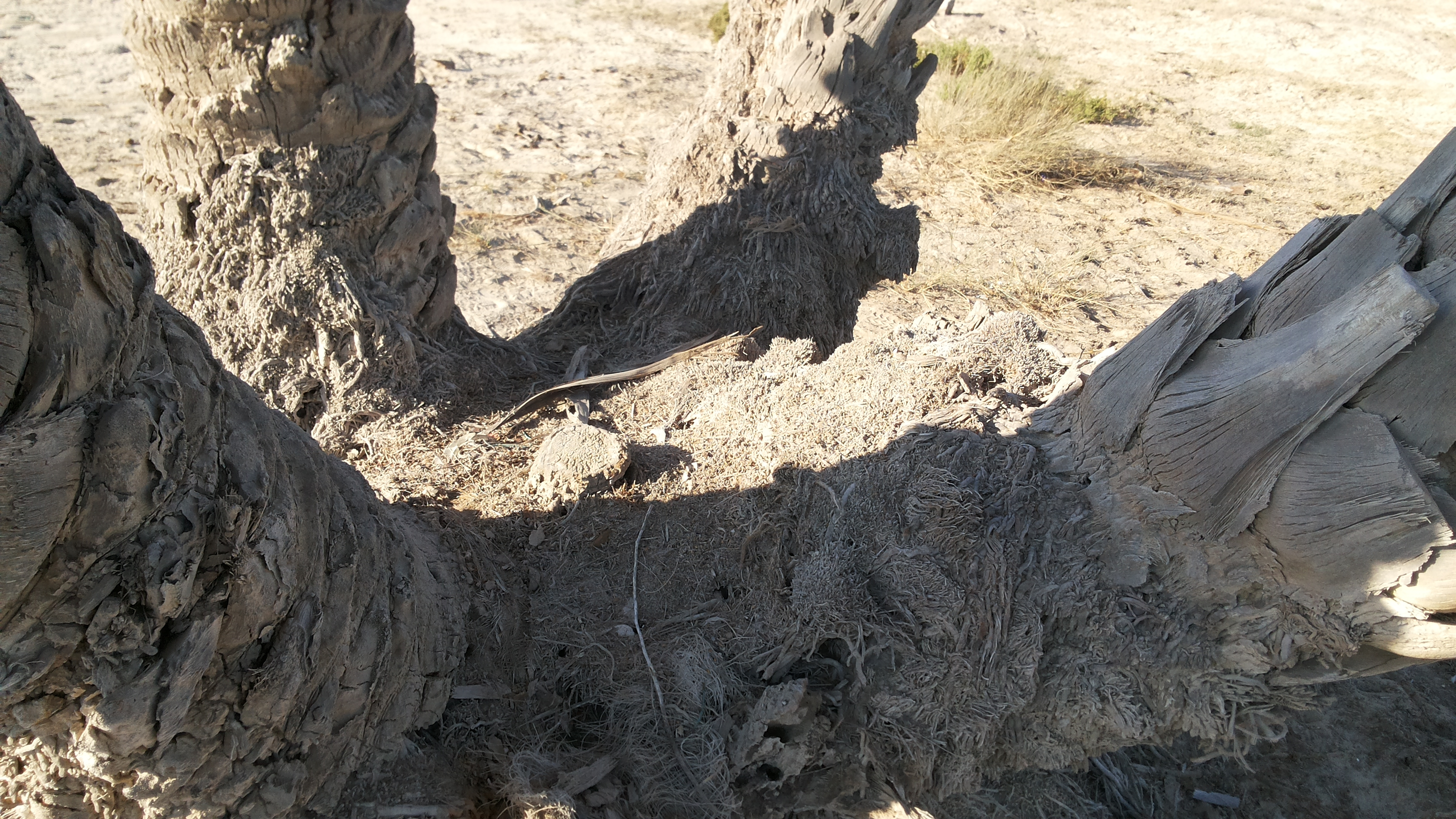
المجموعة الجذريّة لأربعة نخلات متصلة بمنطقة الحمريّة بالشارقة، الإمارات العربية المتحدة
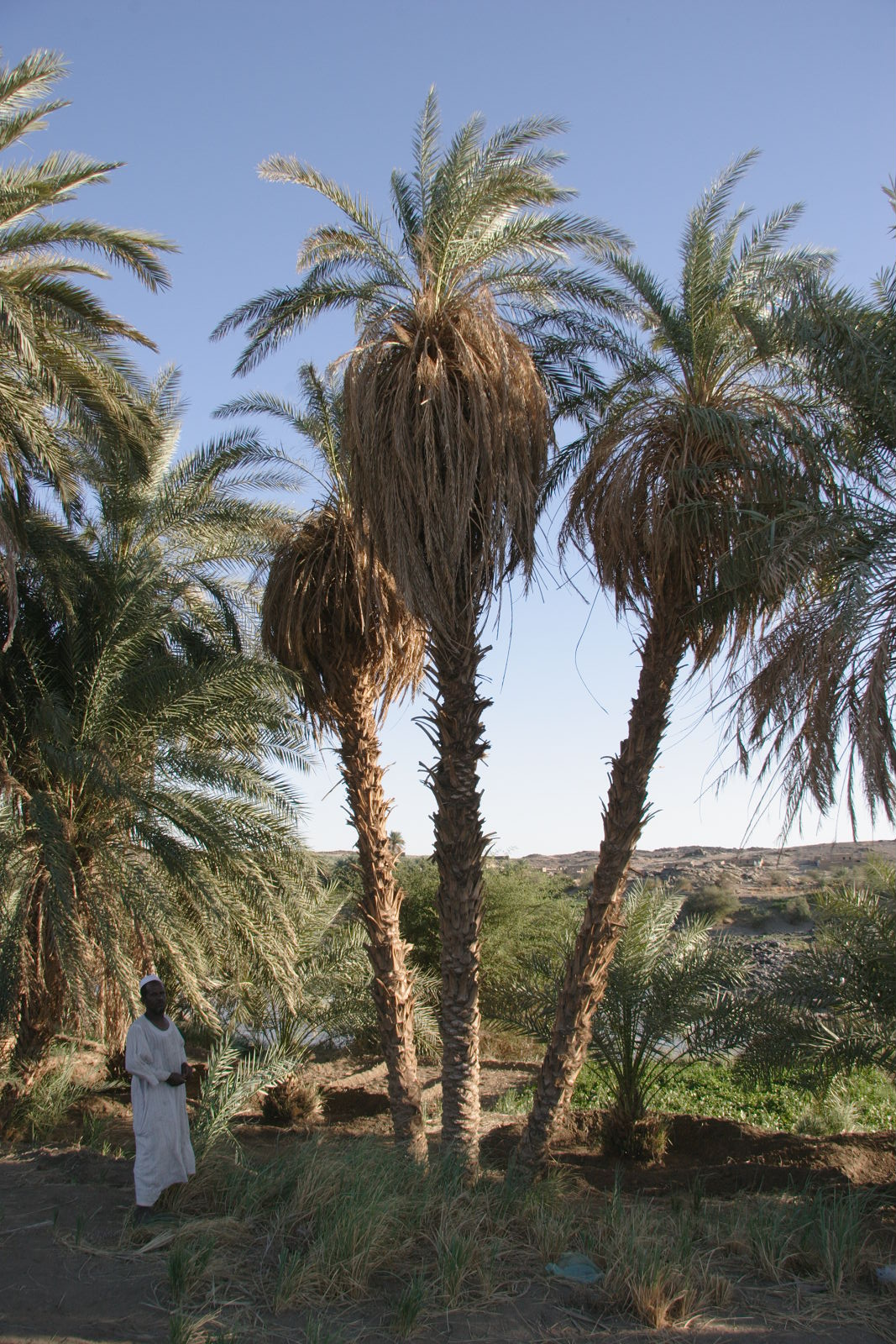
نخل من نوع بت تموضة بالسودان
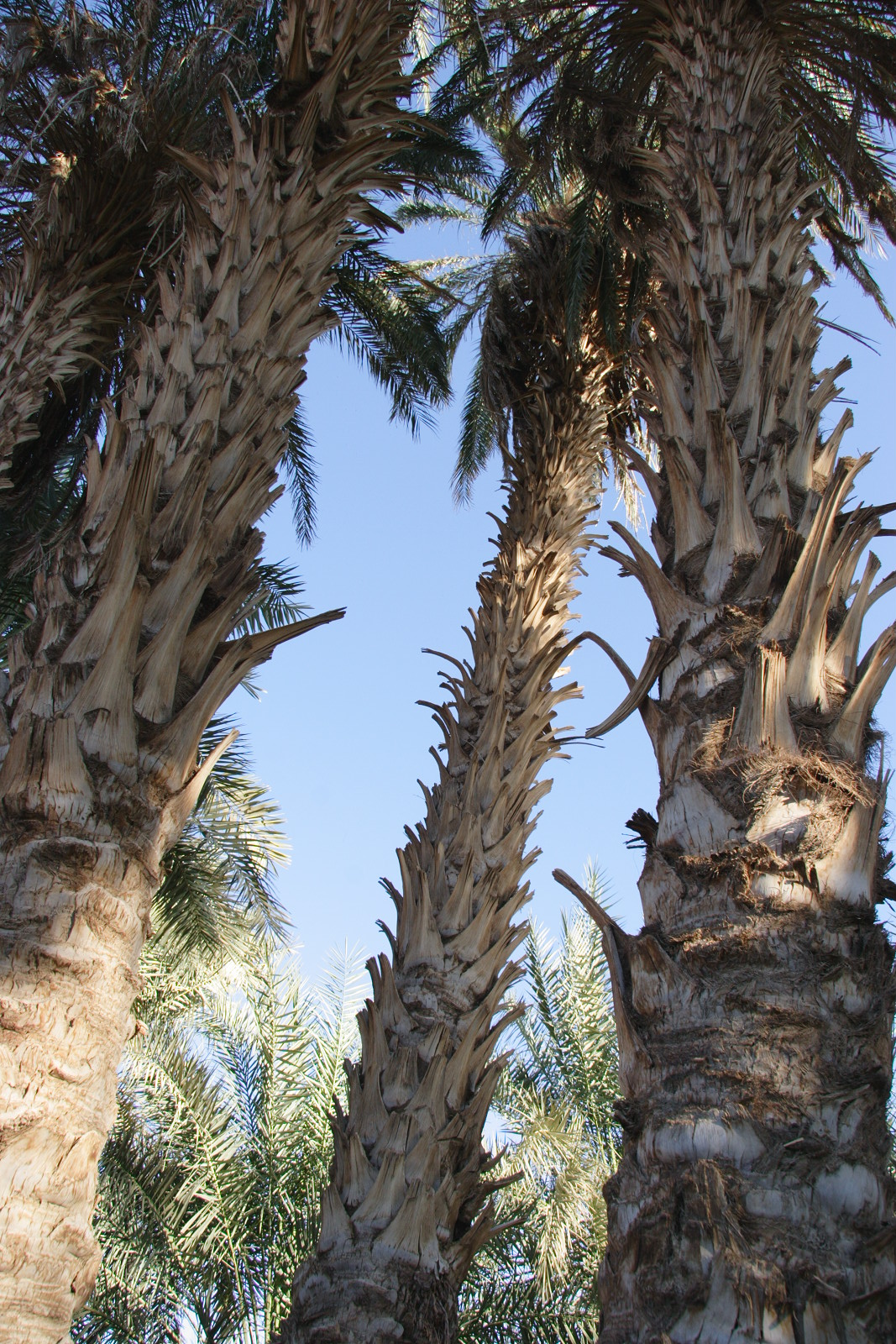
جذوع نخل من نوع بركاويّ بالسودان
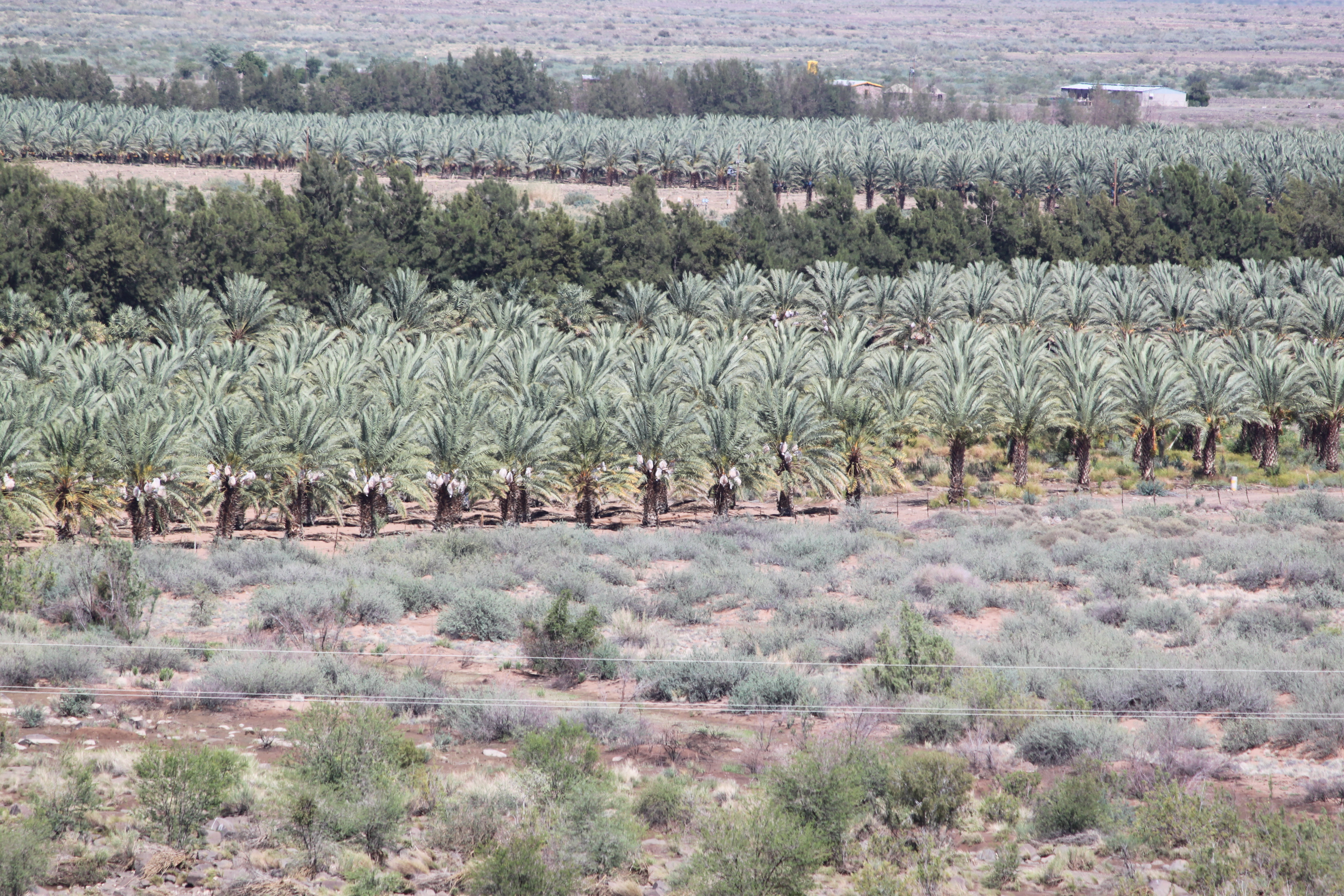
نخل بناميبيا
نخل في حديقة النخيل في إلش بإسبانية
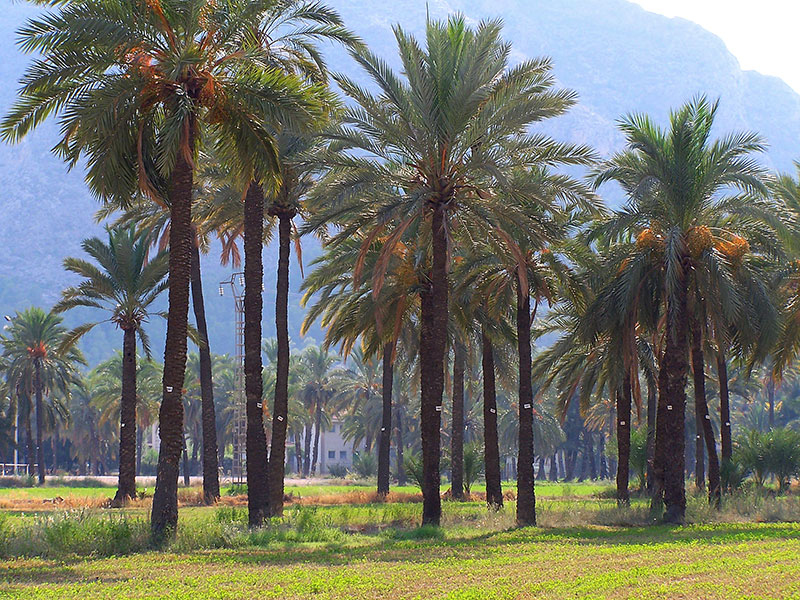
نخل في مدينة أُورِيُولَة بمحافظة القنت بشرقي إسبانية
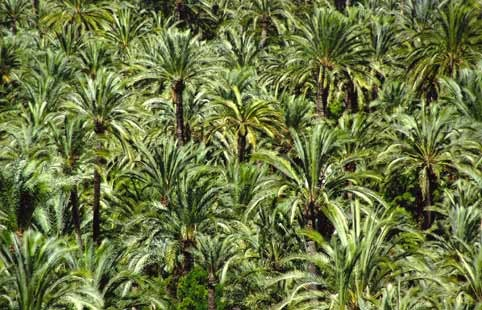
نخل في القنت ببلنسية، إسبانية
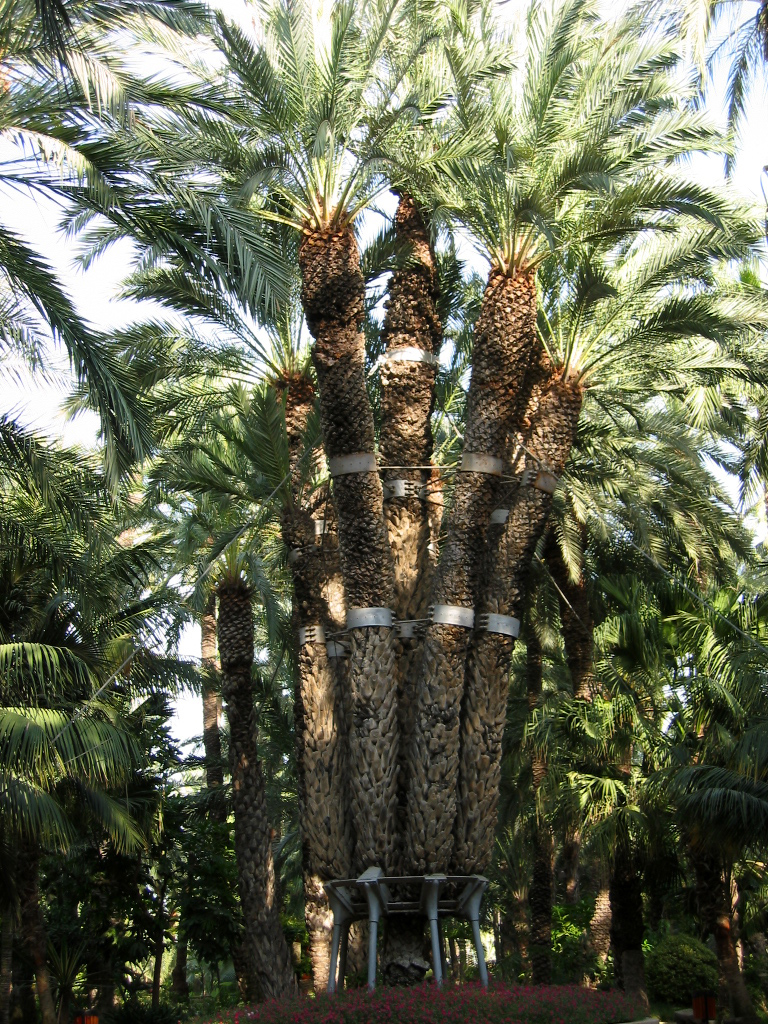
نخلة متعددة الجذوع مسماة بالنخلة الإمبراطوريّة تكريمًا للإمبراطورة إليصابت النمساويّة، في (Huerto del Cura وهي حديقة نباتيّة) بإلش، أسبانية
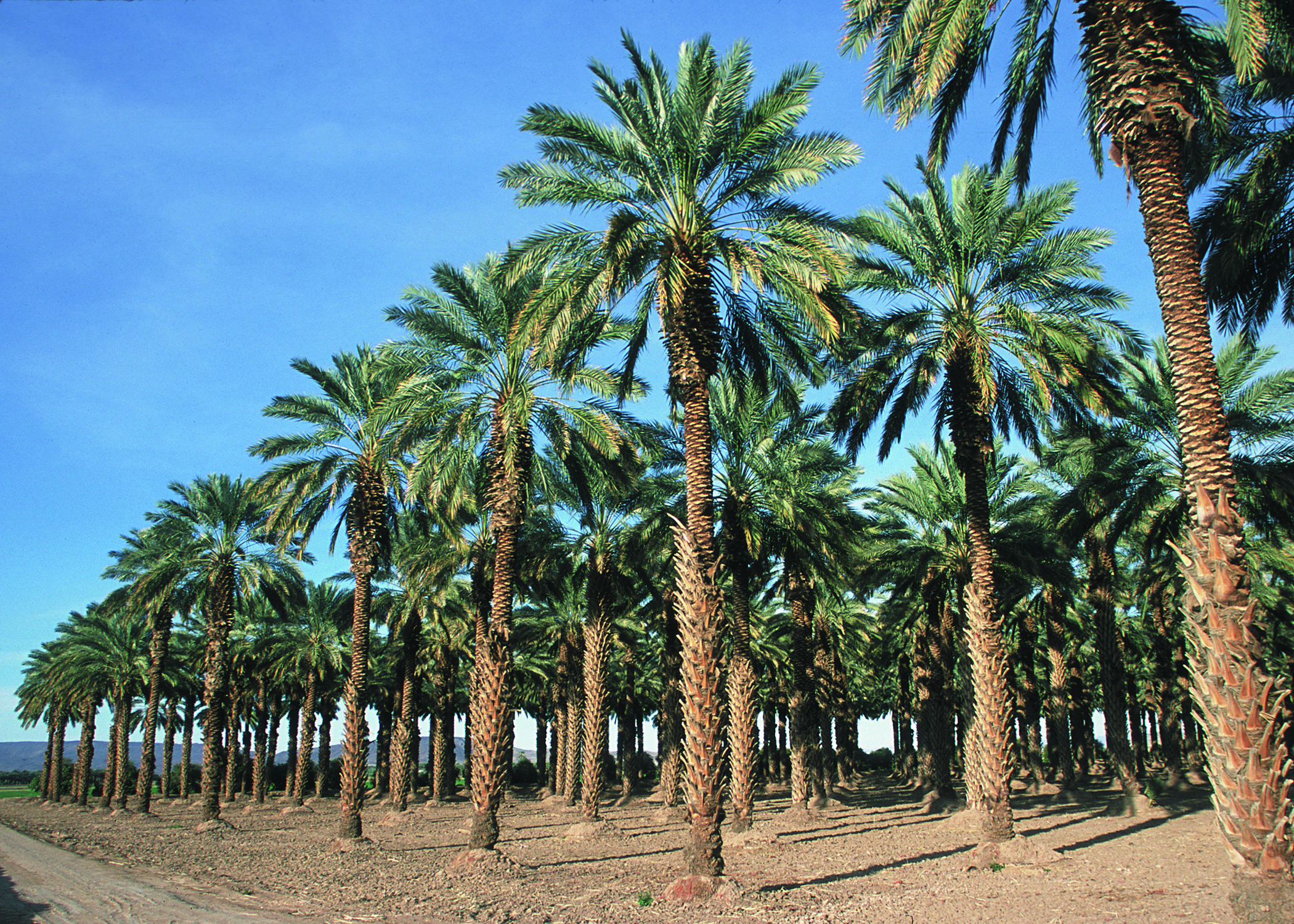
نخيل في يوما بأريزونا.
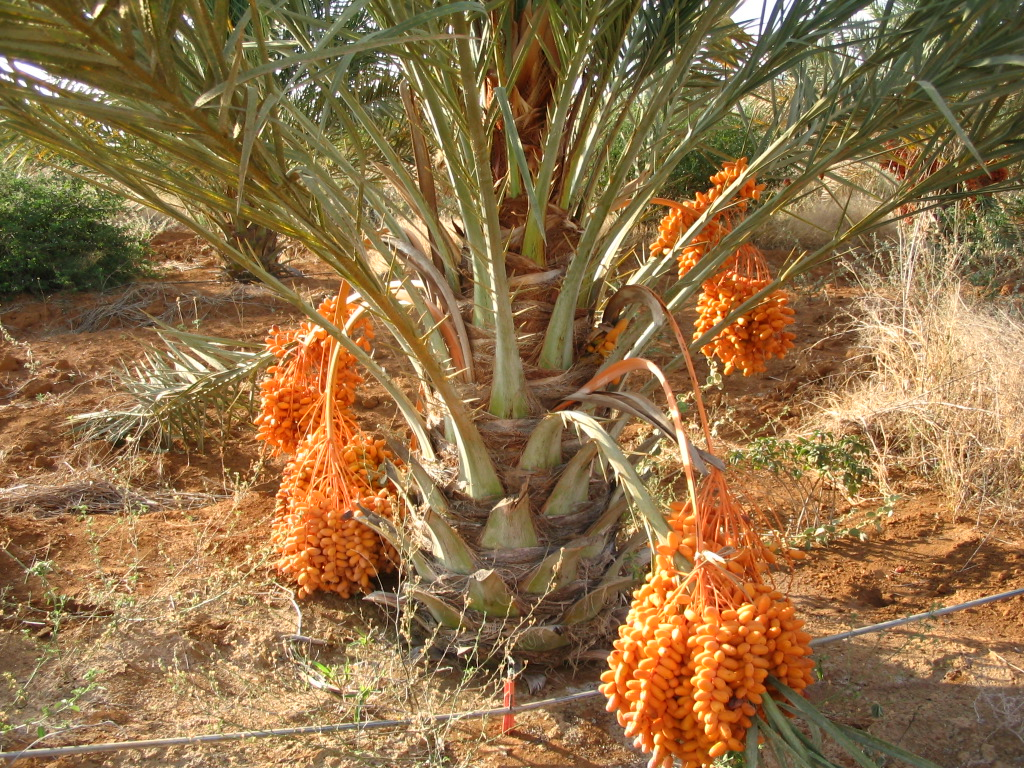
نخلة في (Fazenda Terra) في باهيا بالبرازيل
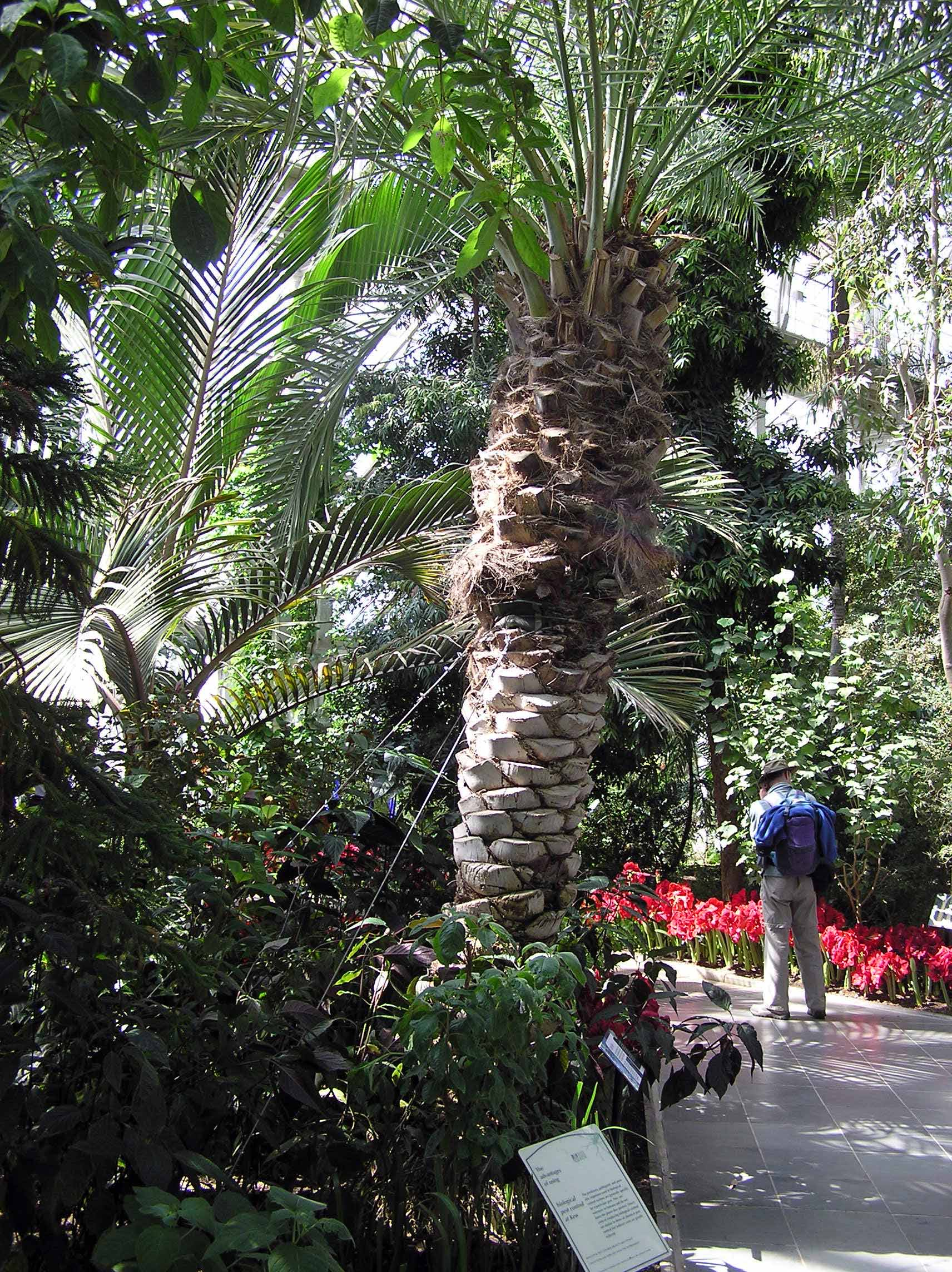
نخلة في حدائق النباتات الملكية، كيو في لندن بالمملكة المتحدة
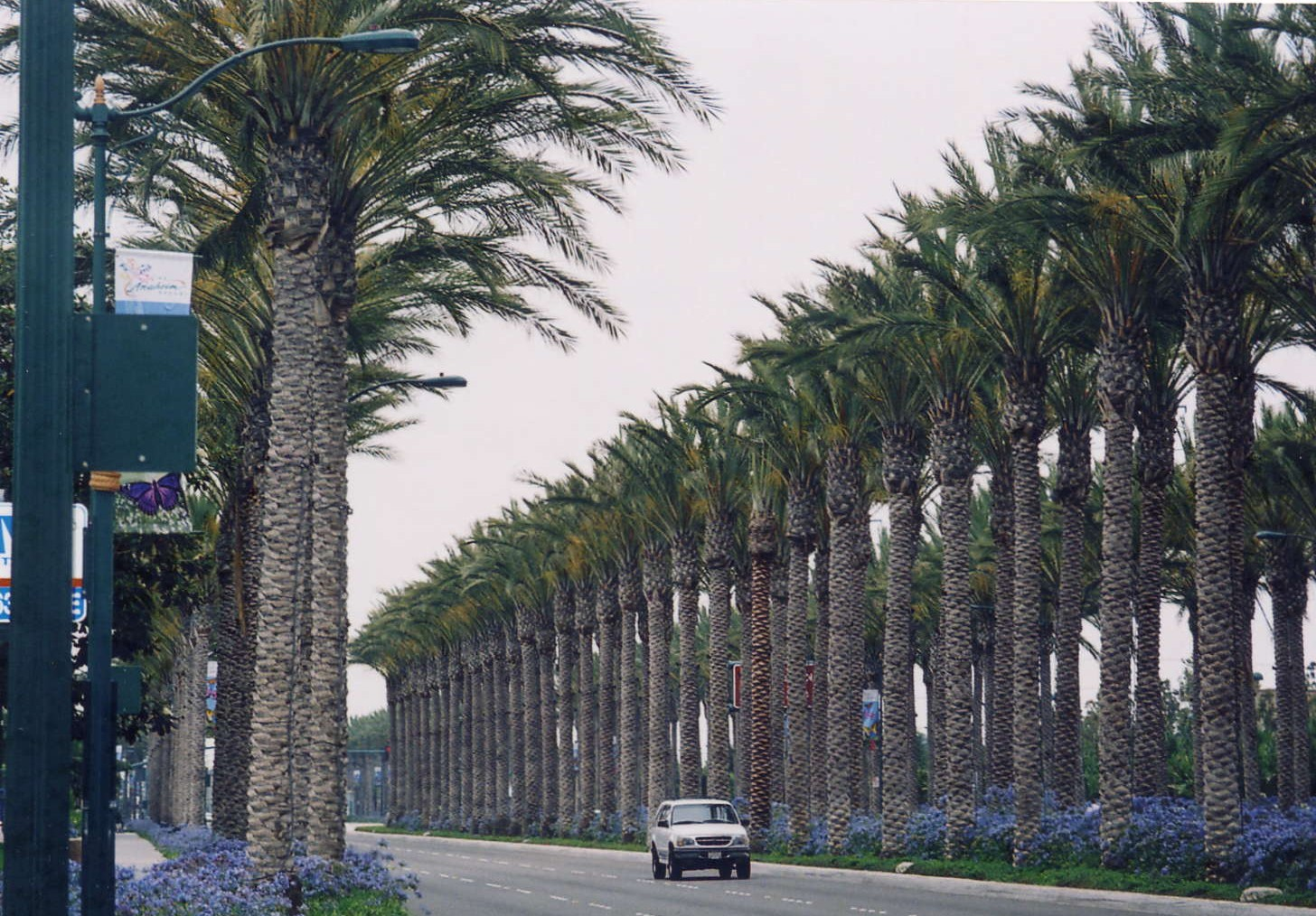
نخل في جادة النخل بكاليفورنيا، أمريكة
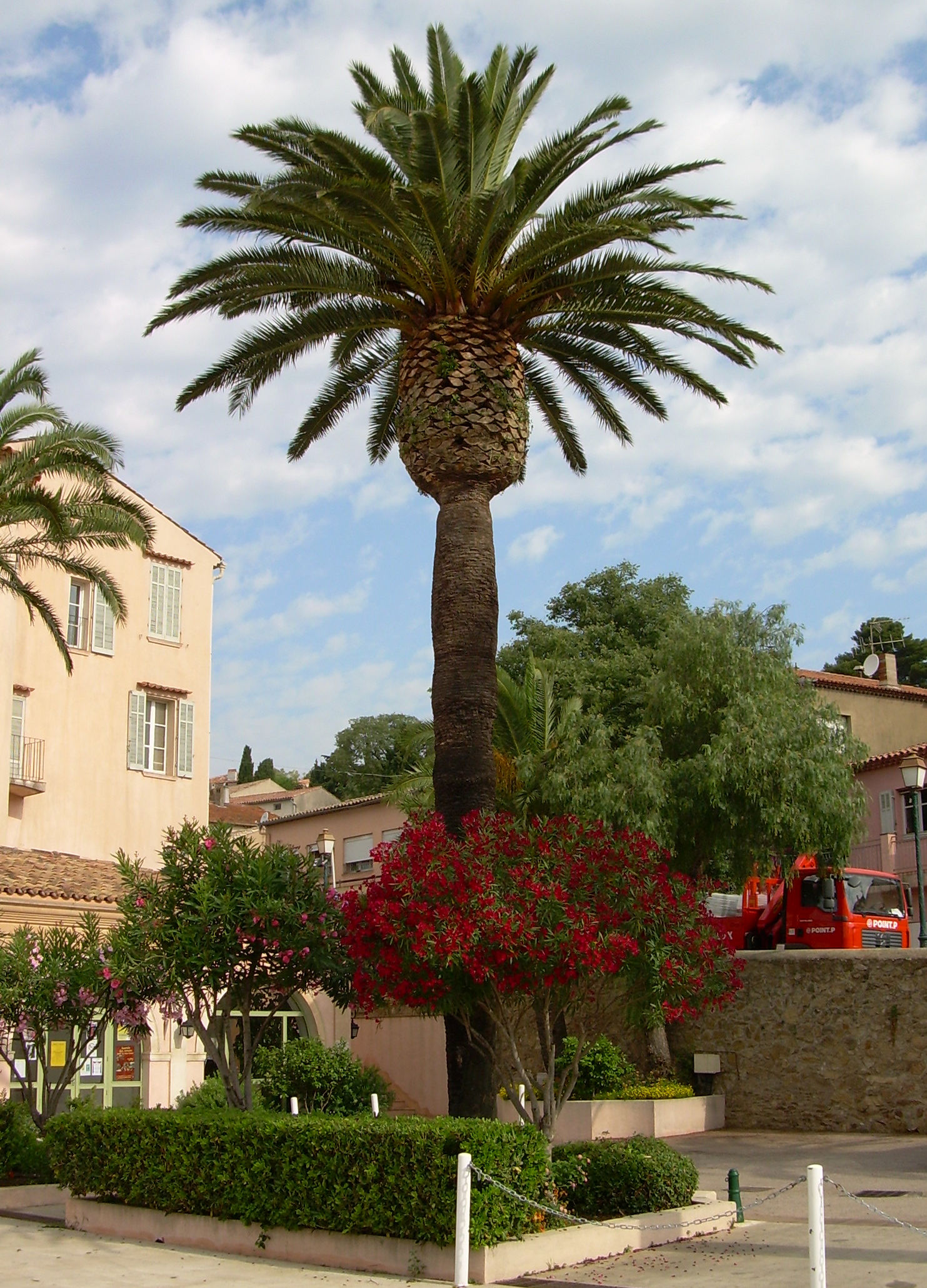
نخلة في قرية Grimaud بفرنسا
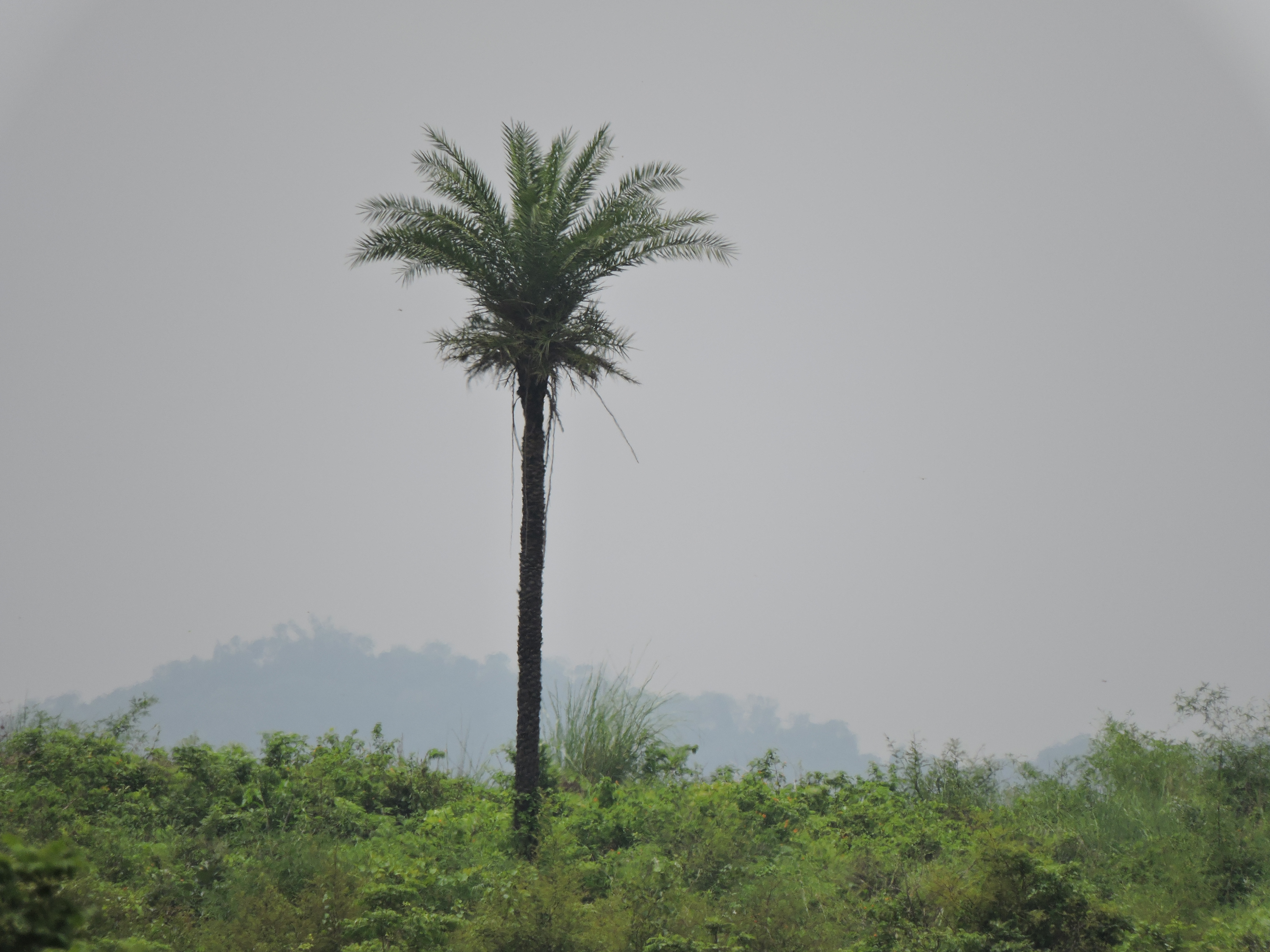
نخلة في كالكا، هاريانا بالهند
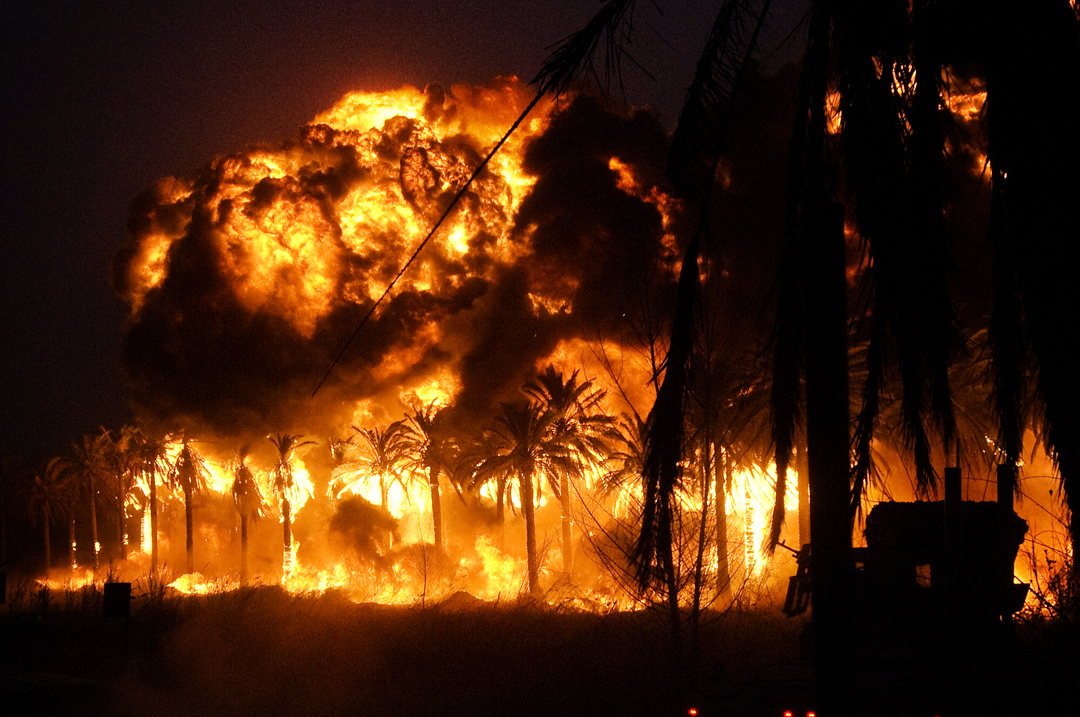
حرق قوات التحالف لقسم من بستان نخل بالعراق لأجل اختبار عملية بحث جديدة
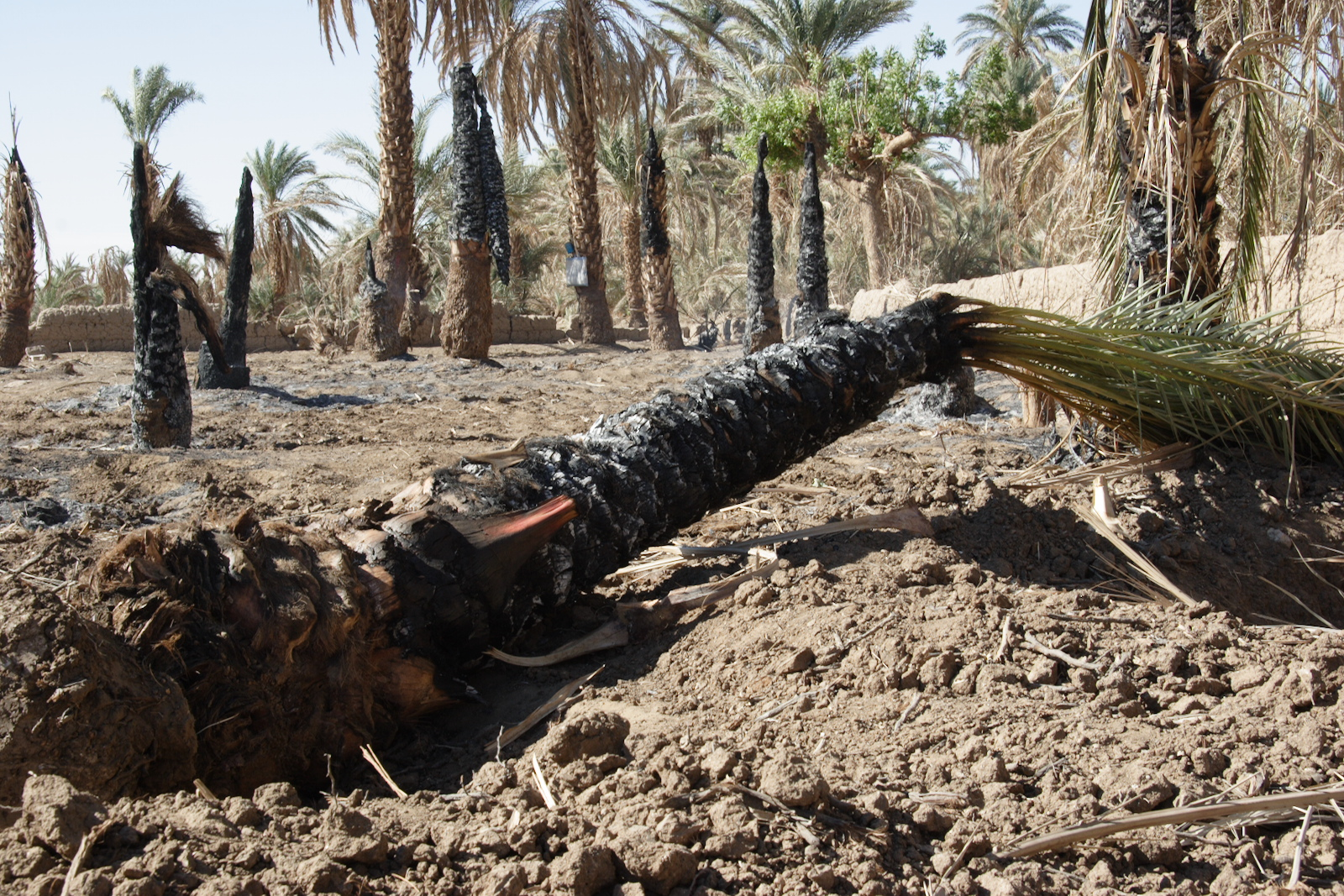
نخل أحرق بالسودان من قبل السلطات لإجبار السكان الأصليين على إخلاء المكان لإقامة سد مروي بالسودان
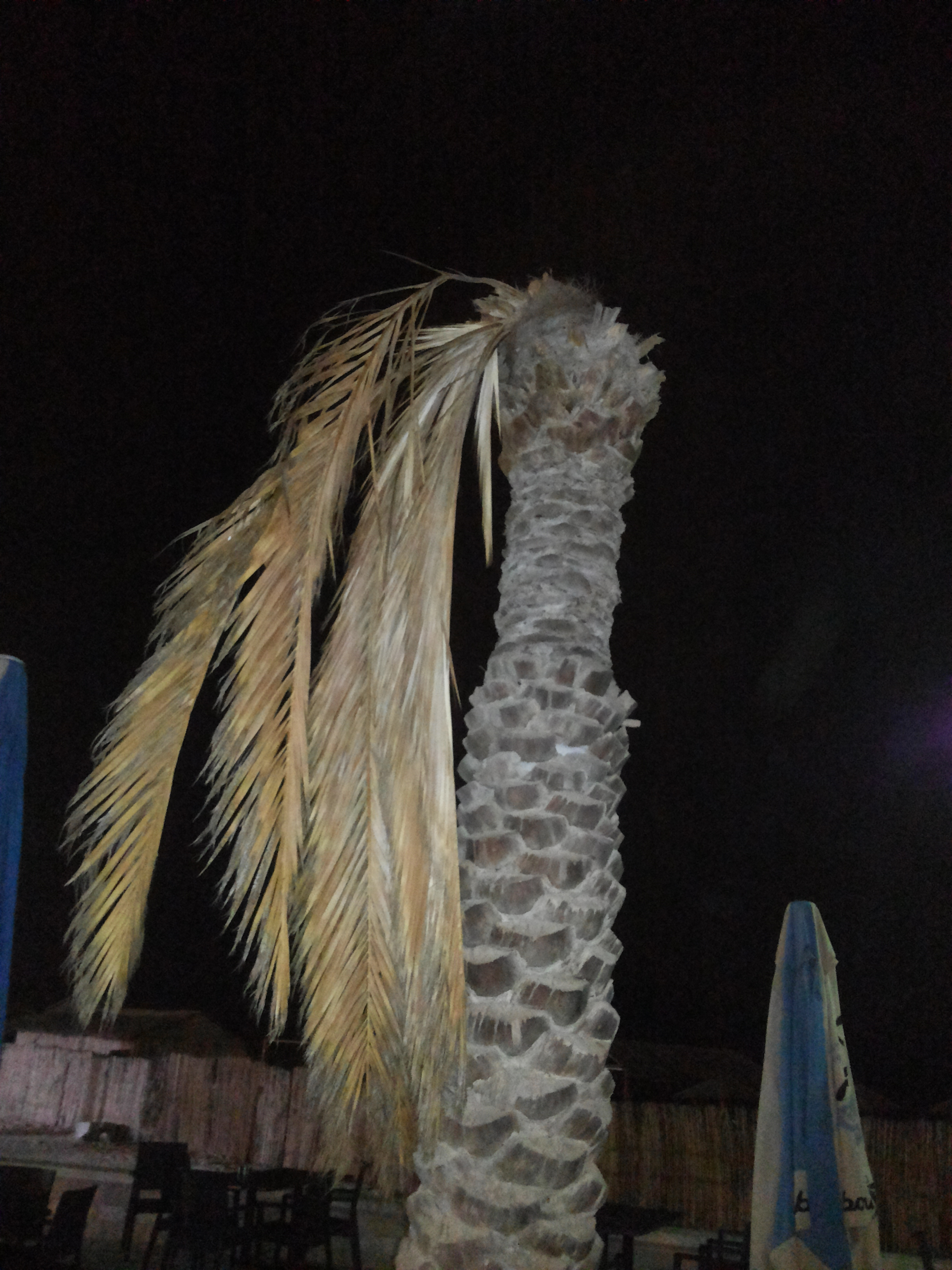
نخلة ميتة في عجمان بالإمارات العربية المتحدة
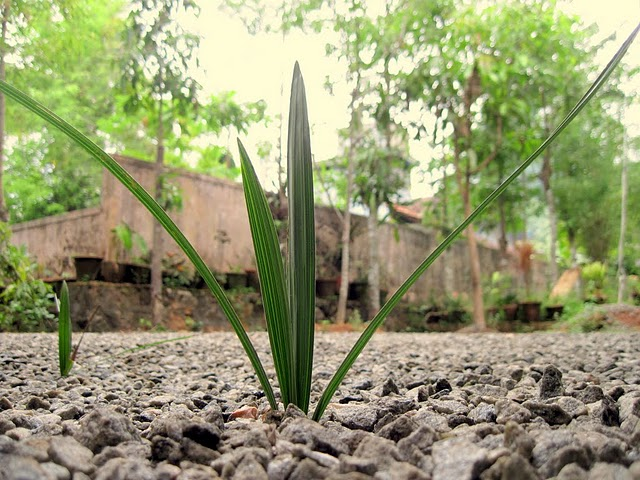
نخلة صغيرة
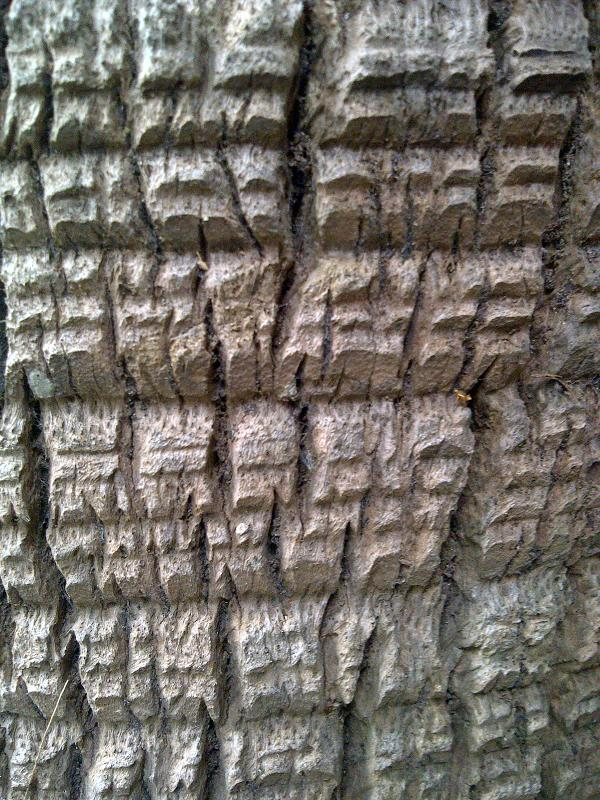
جذع نخلة
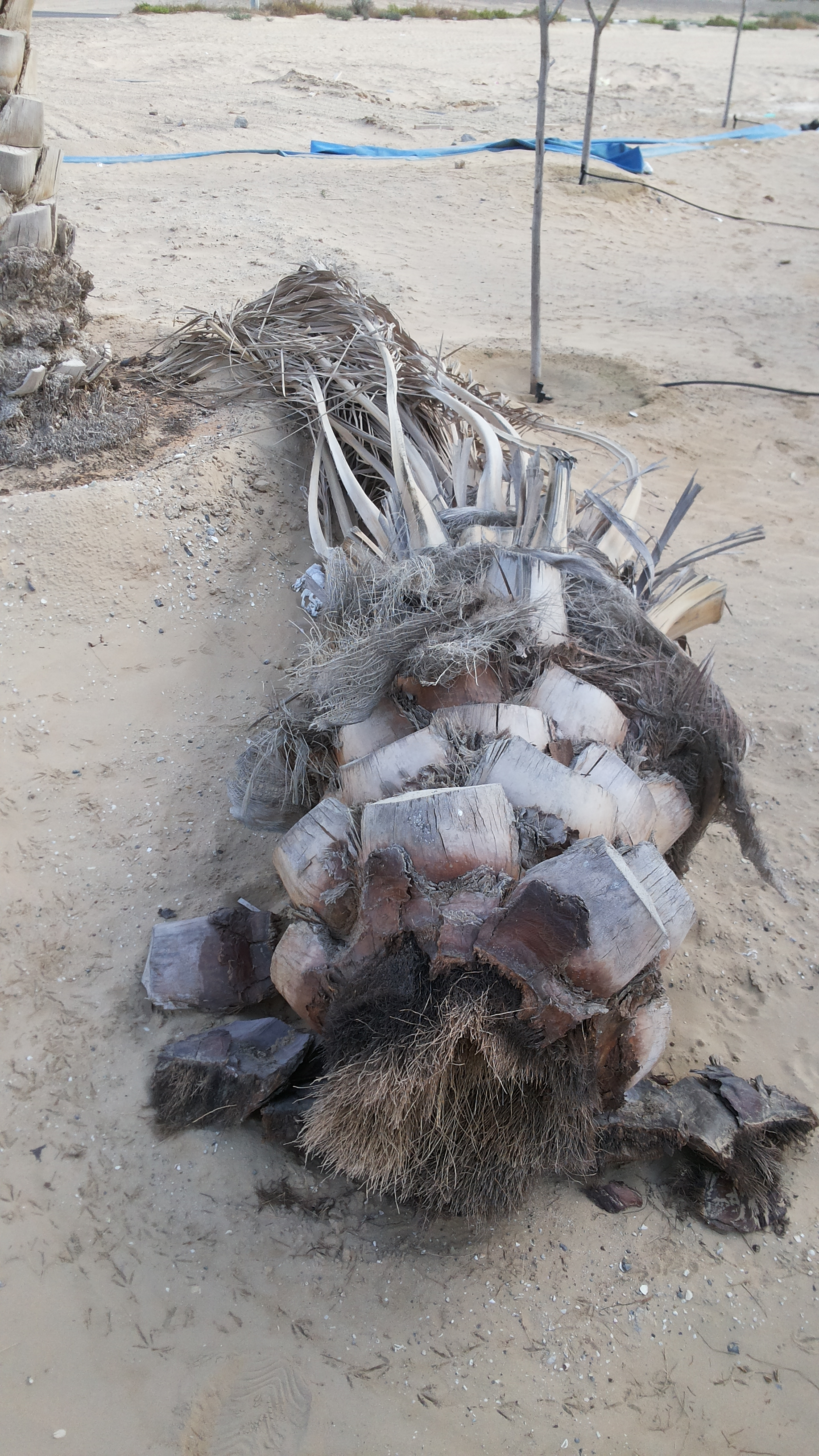
جذع نخلة منقصف (مكسور) ولايعرف إن كان السبب بشريًا أم طبيعيًا 1
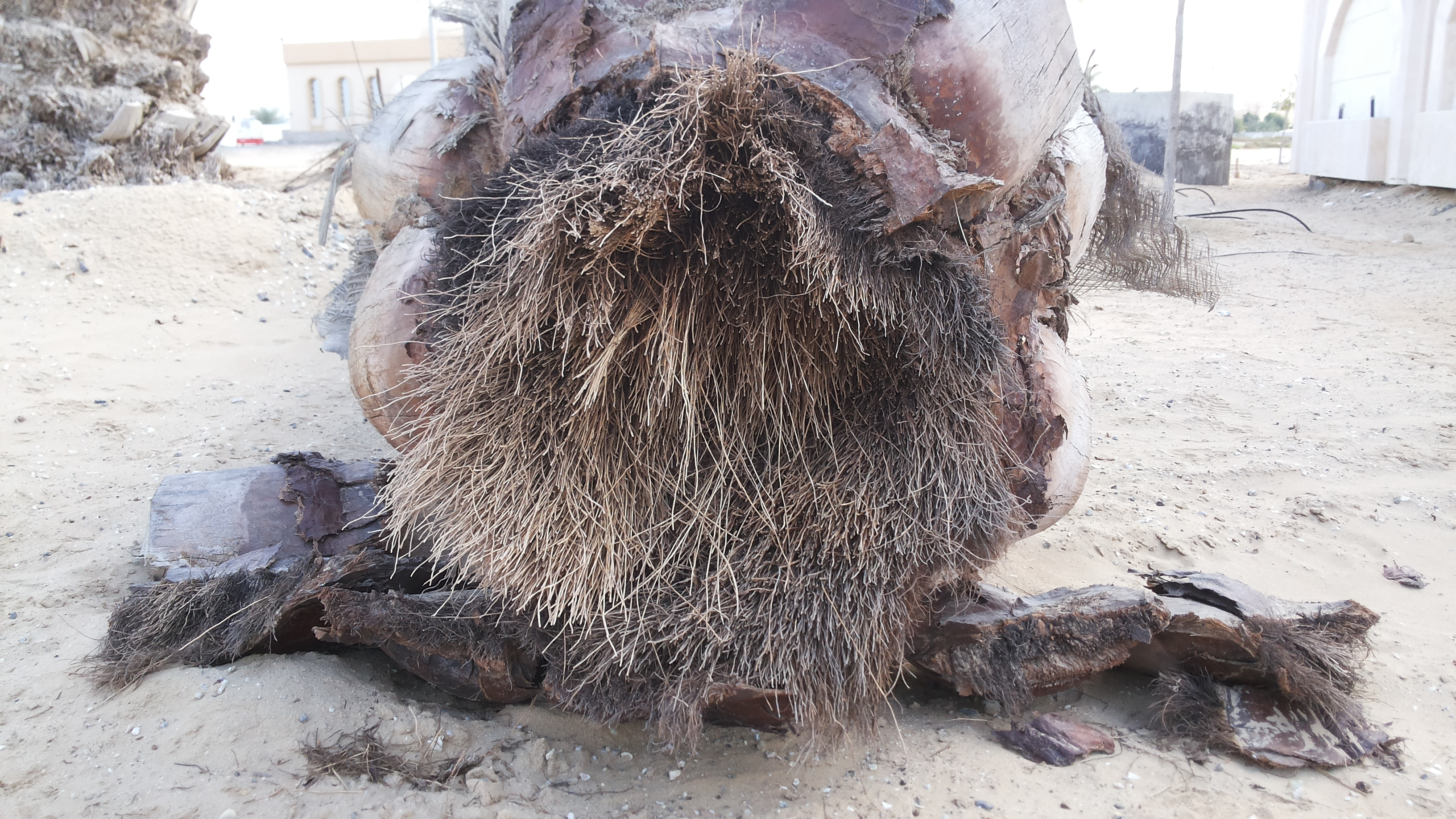
جذع نخلة منقصف (مكسور) ولايعرف إن كان السبب بشريًا أم طبيعيًا 2
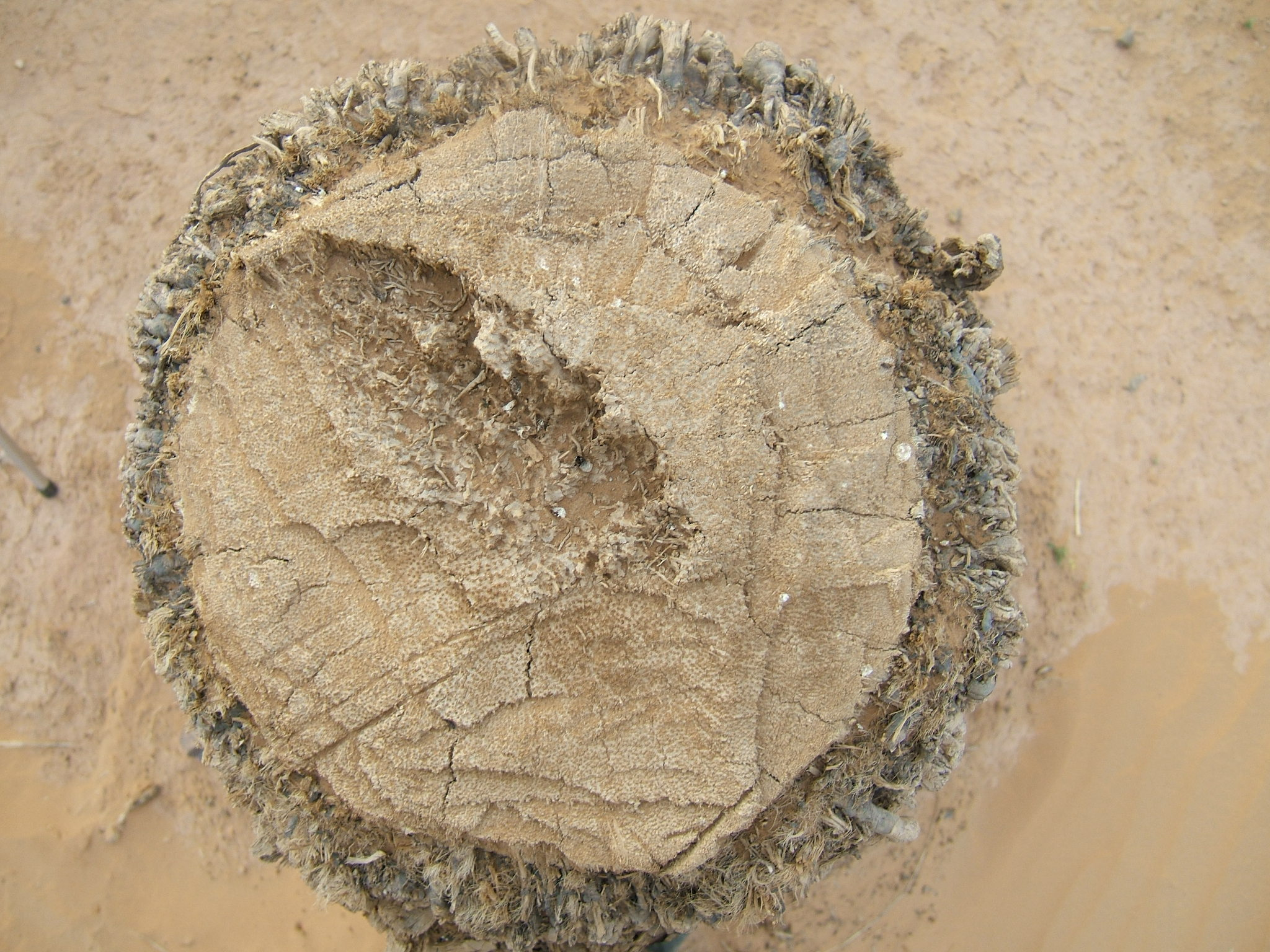
ساق نخلة مقطوع، مبينًا احتوائه على الخشب
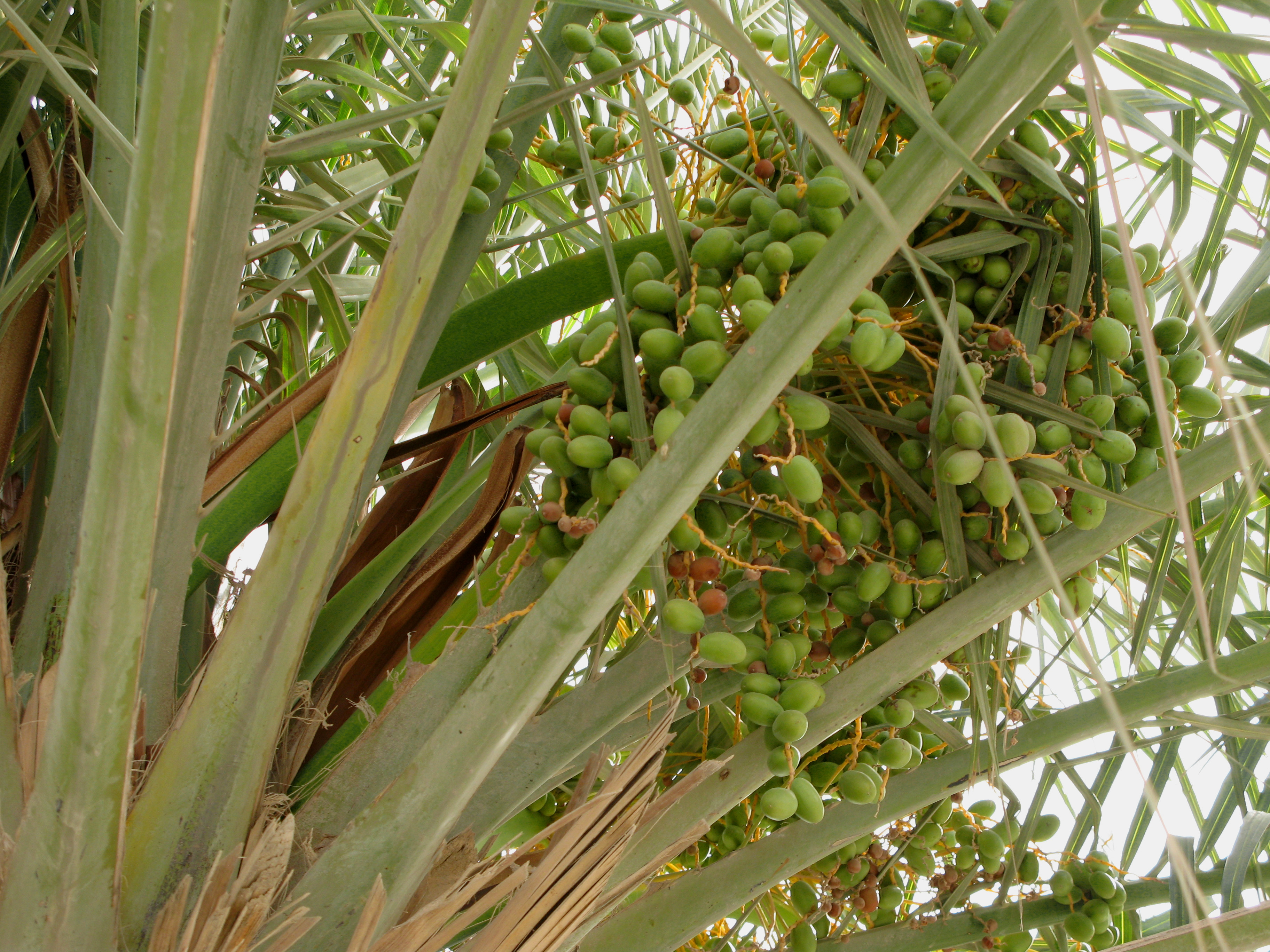
بلح
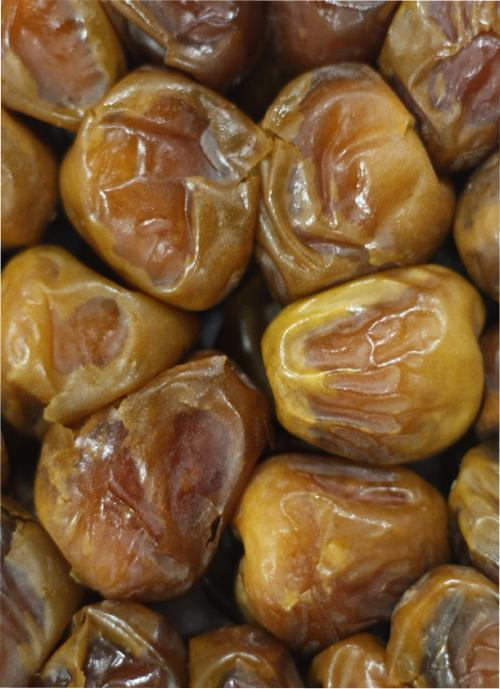
سكريّ
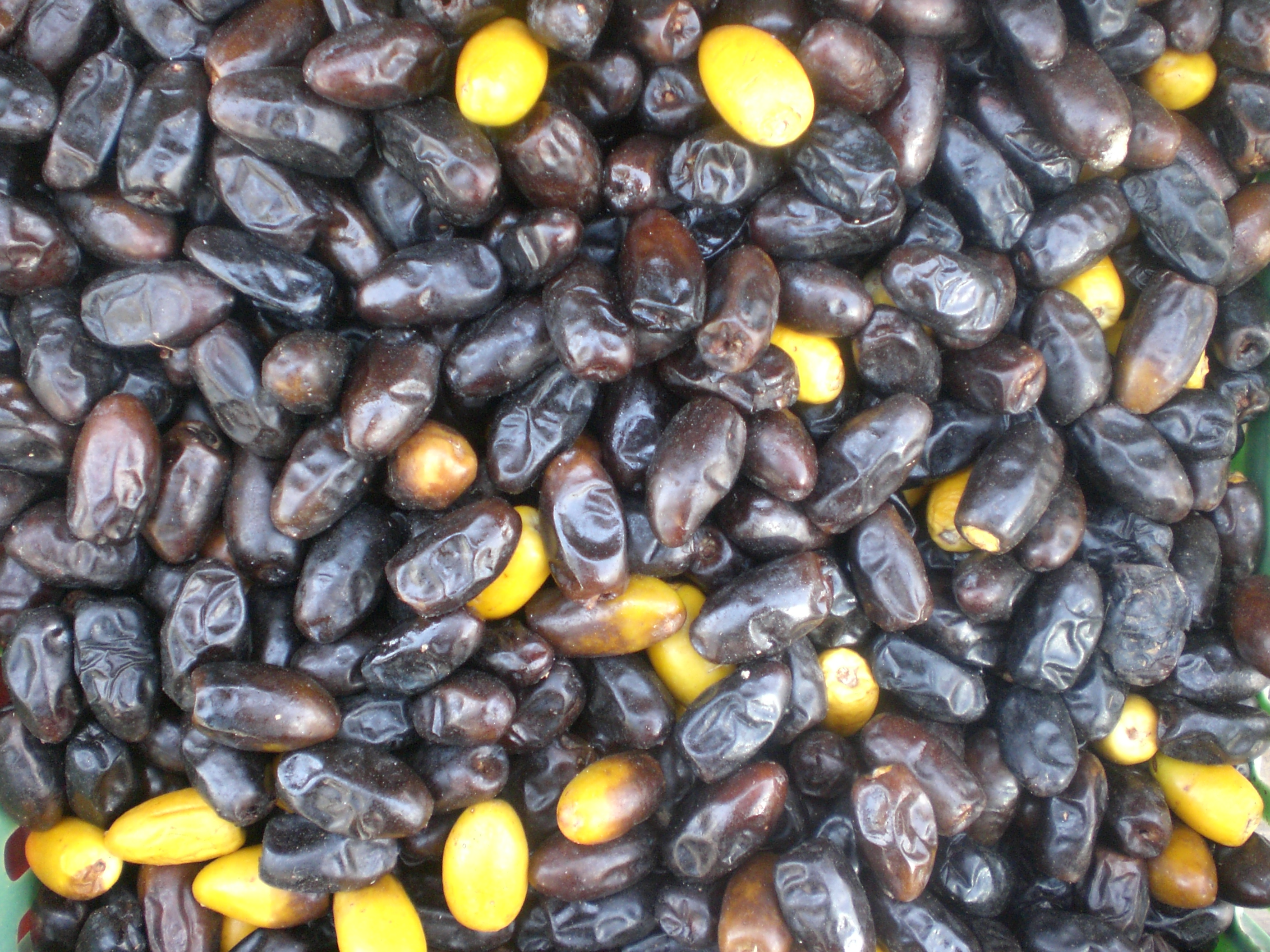
تمر عماري تونسيّ
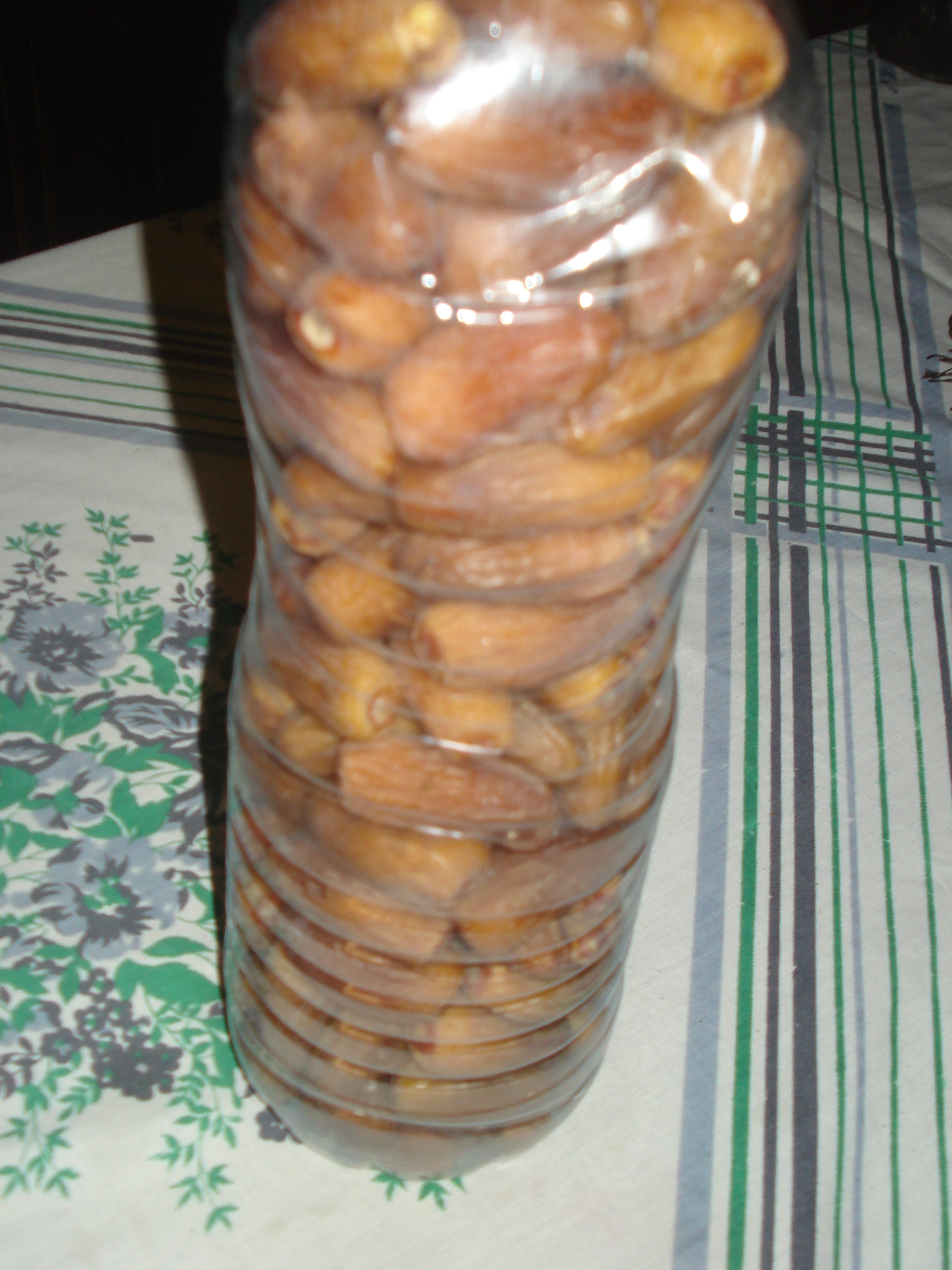
تمر مصبر
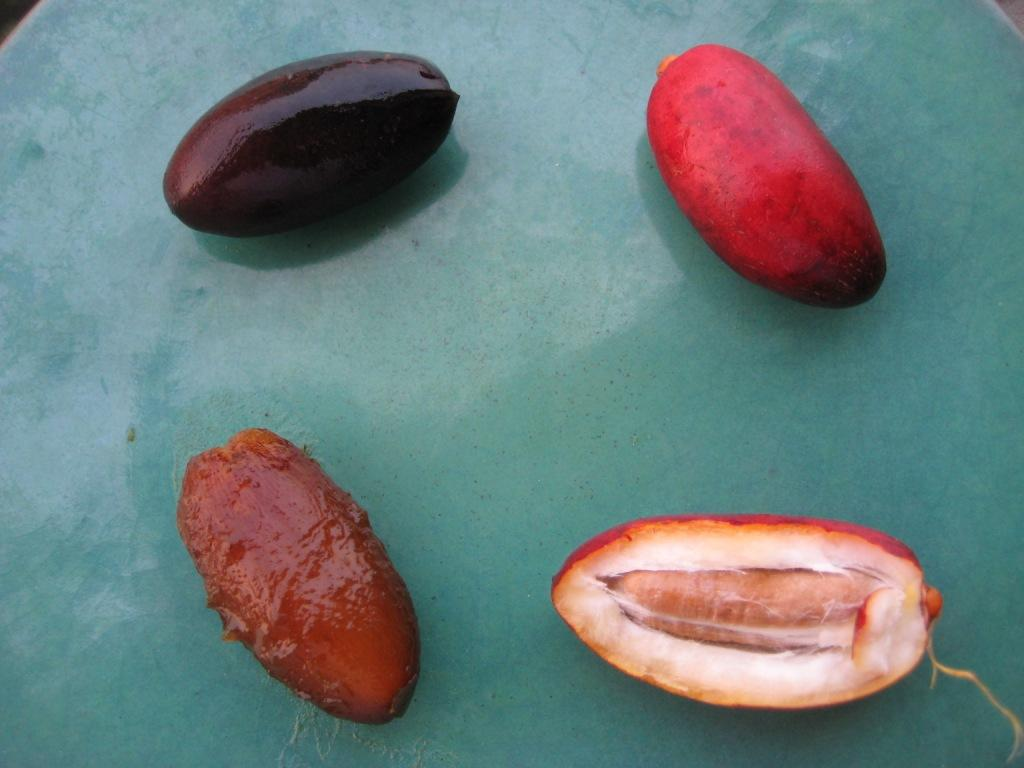
تمر من مصر
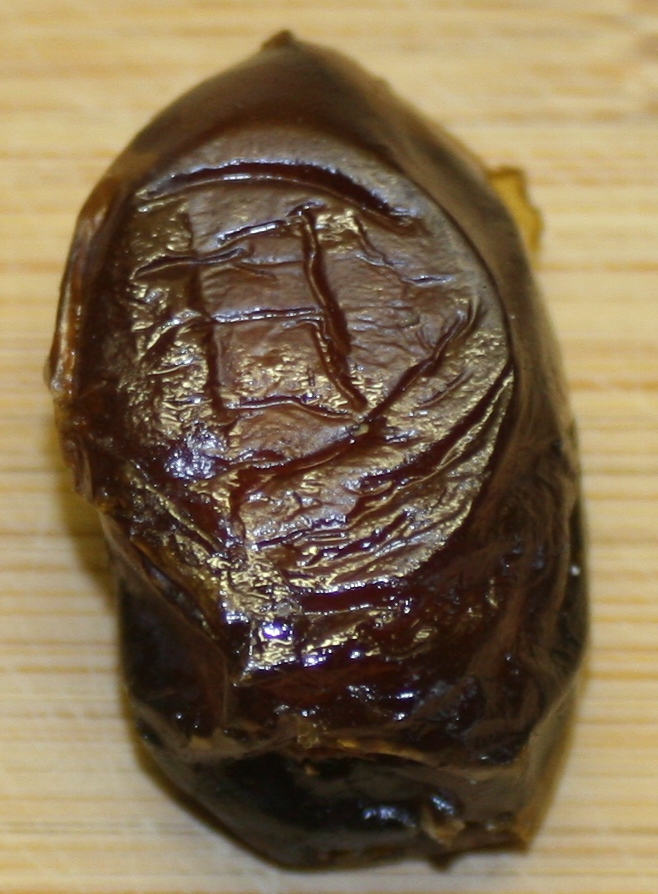
تمرة من نوع خضراوي
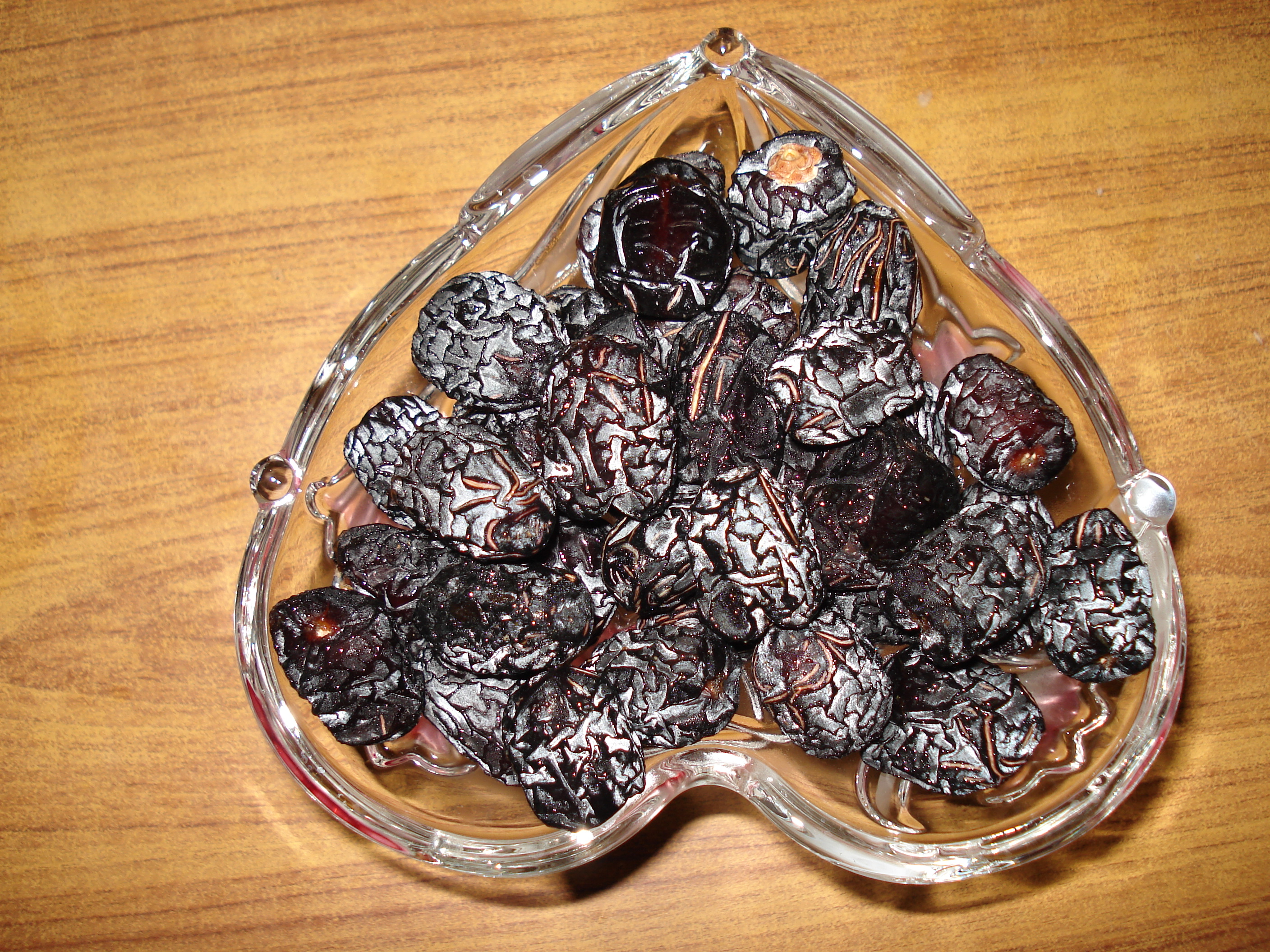
تمر من نوع عجوة
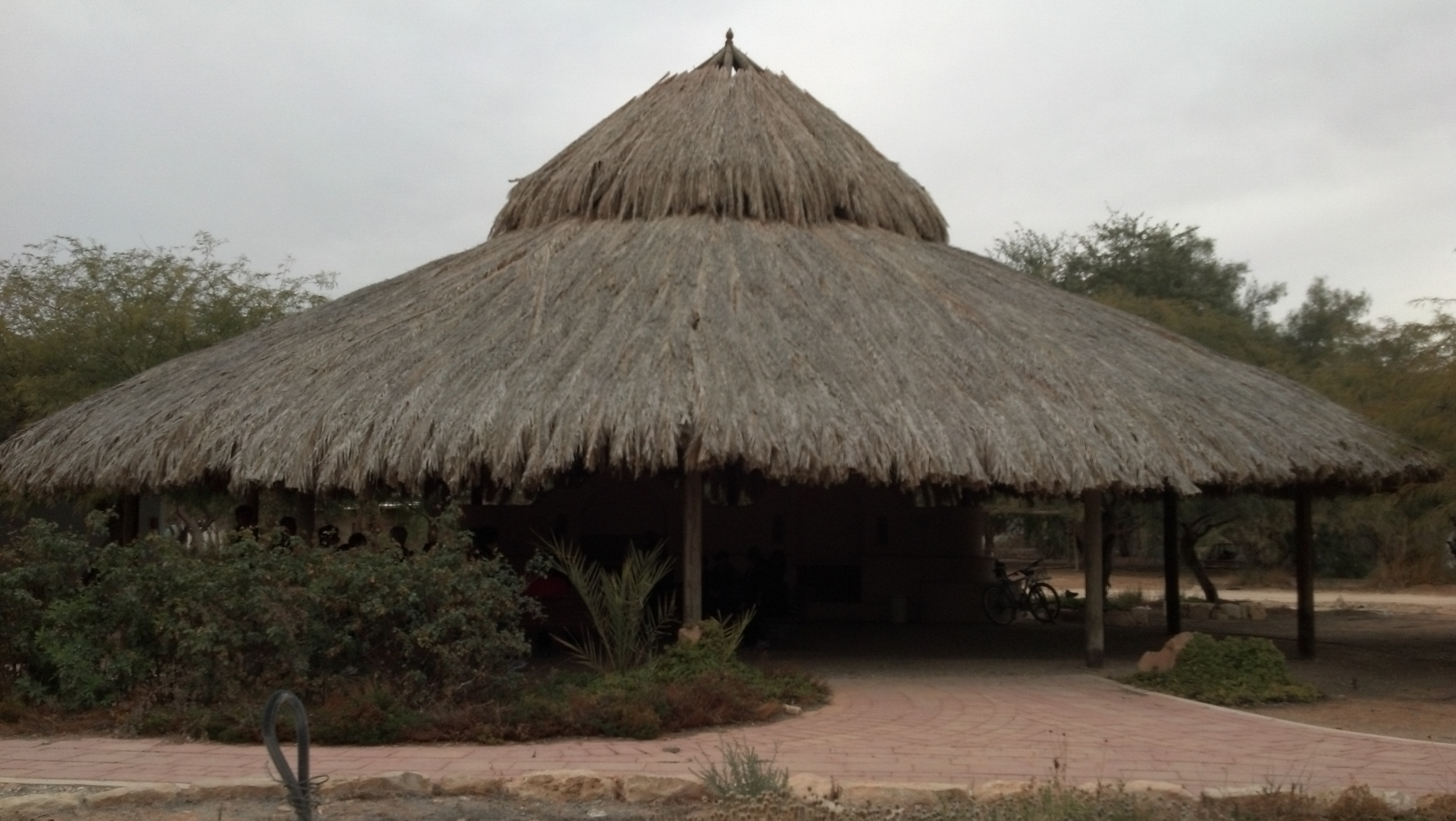
كوخ من سعف النخل
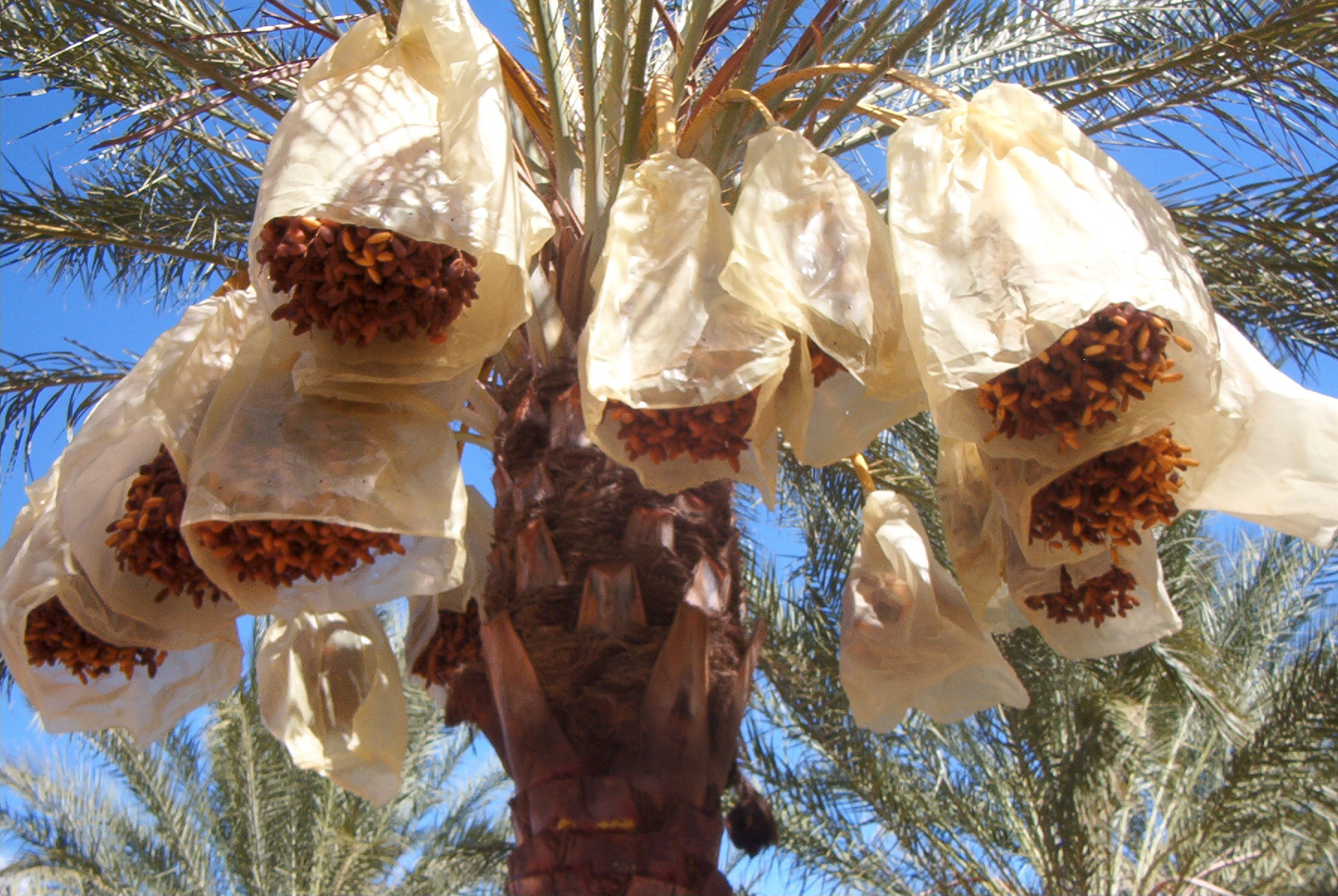
تكميم العذوق بطولقة، الجزائر
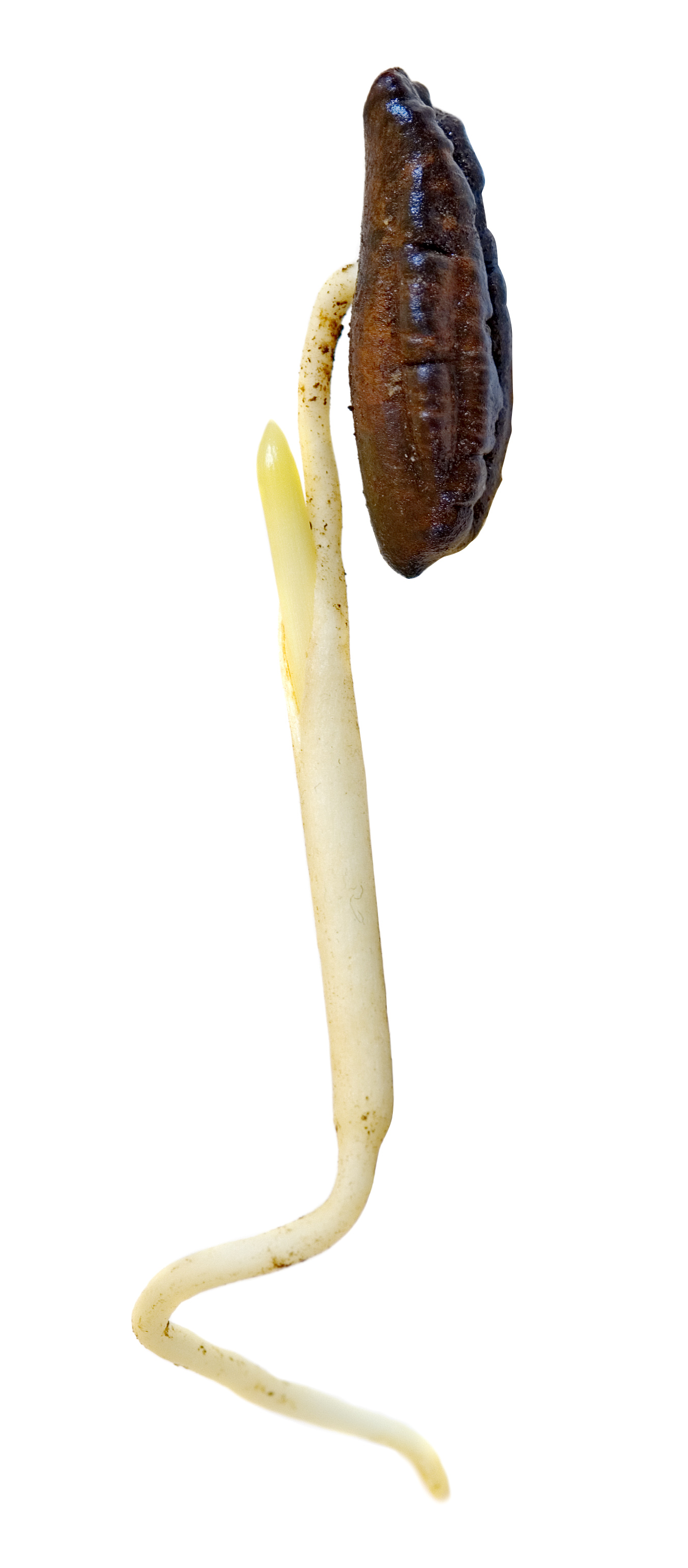
نواة نخلة مبينةً نمو بادرتها
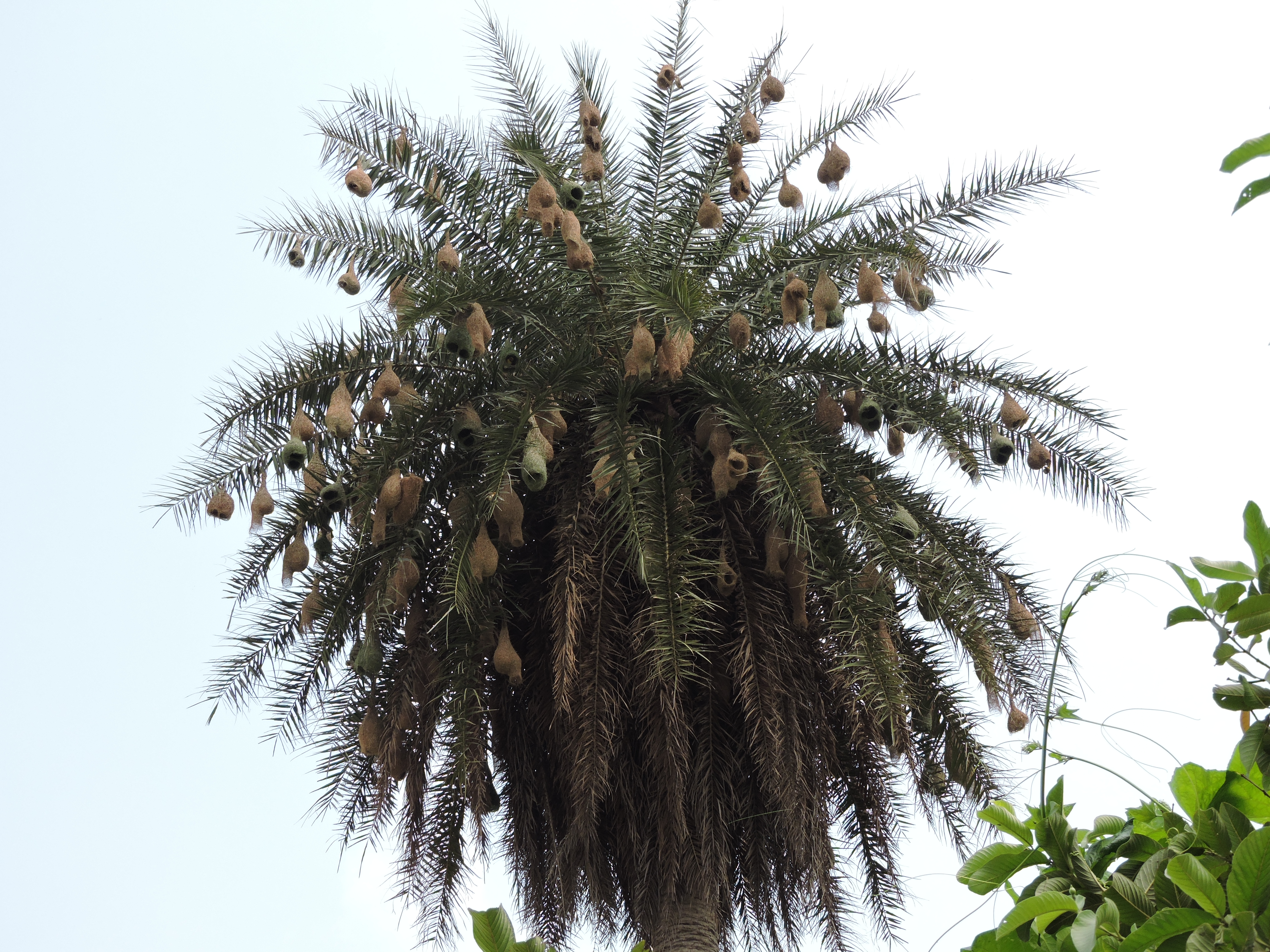
بيوت طيور في نخلة بالهند
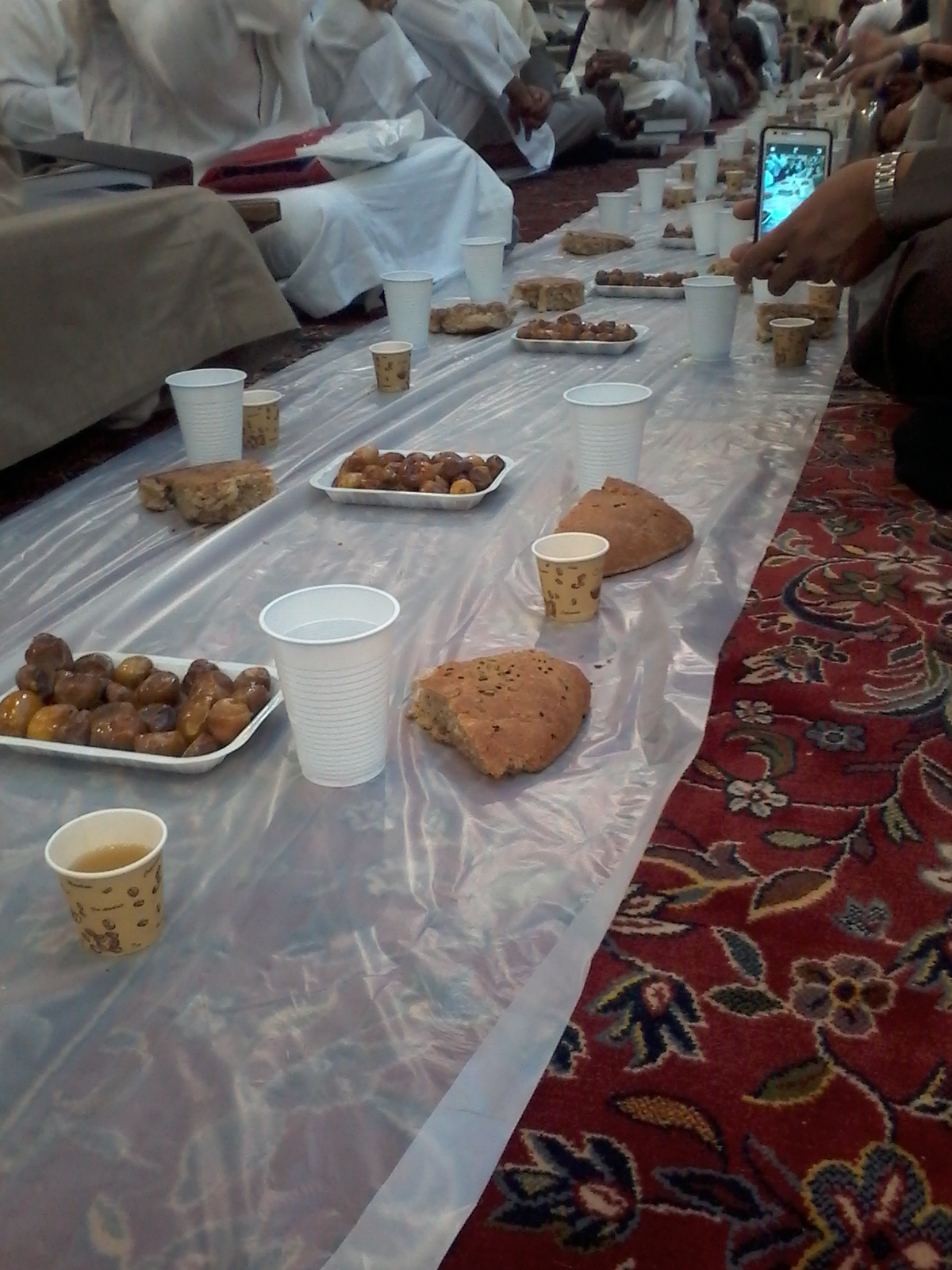
مائدة إفطار بالمسجد النبوي، طيبة (المدينة المنورة)، الحجاز
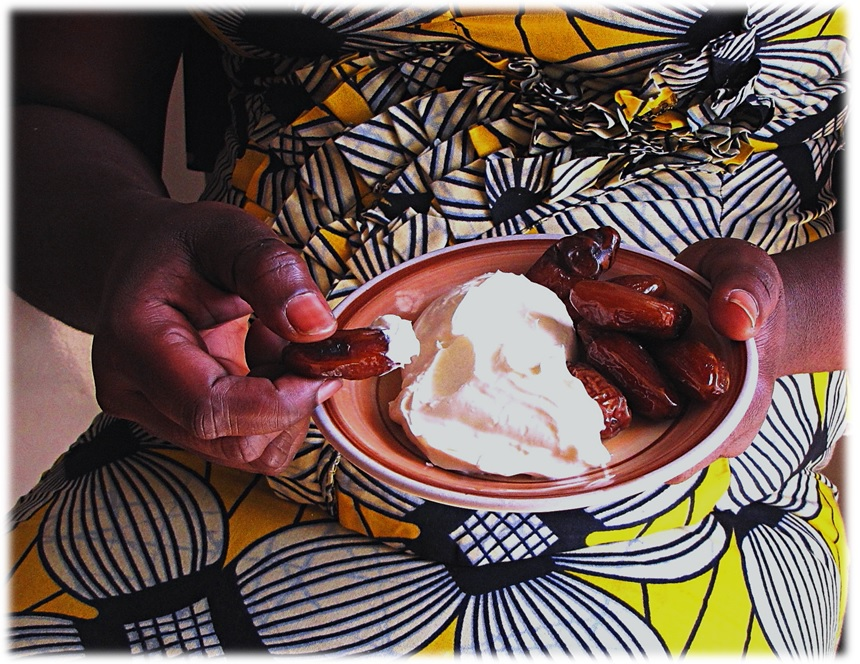
تمر مع زبد الجمل
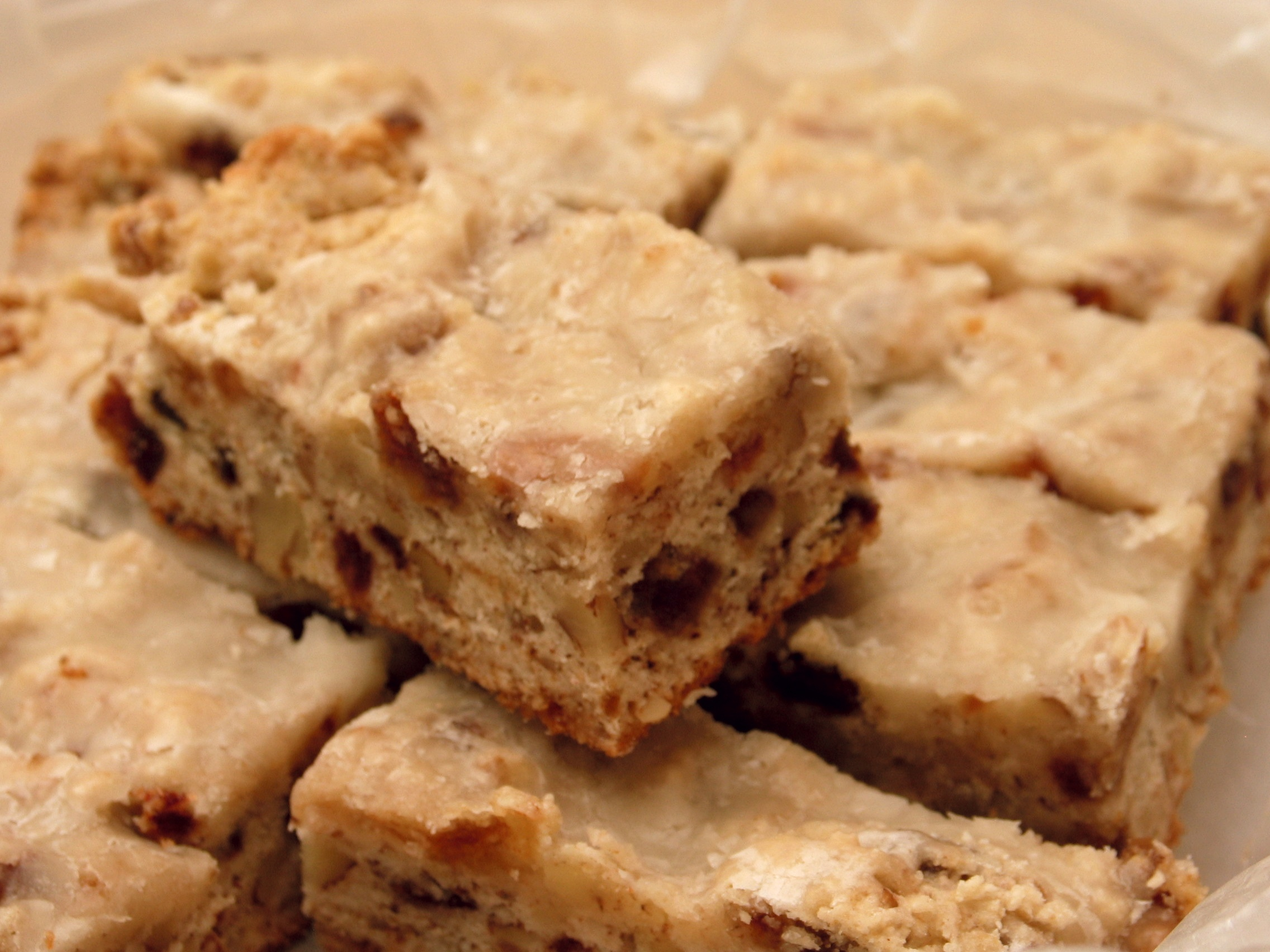
حلوى بالتمر والمكسرات
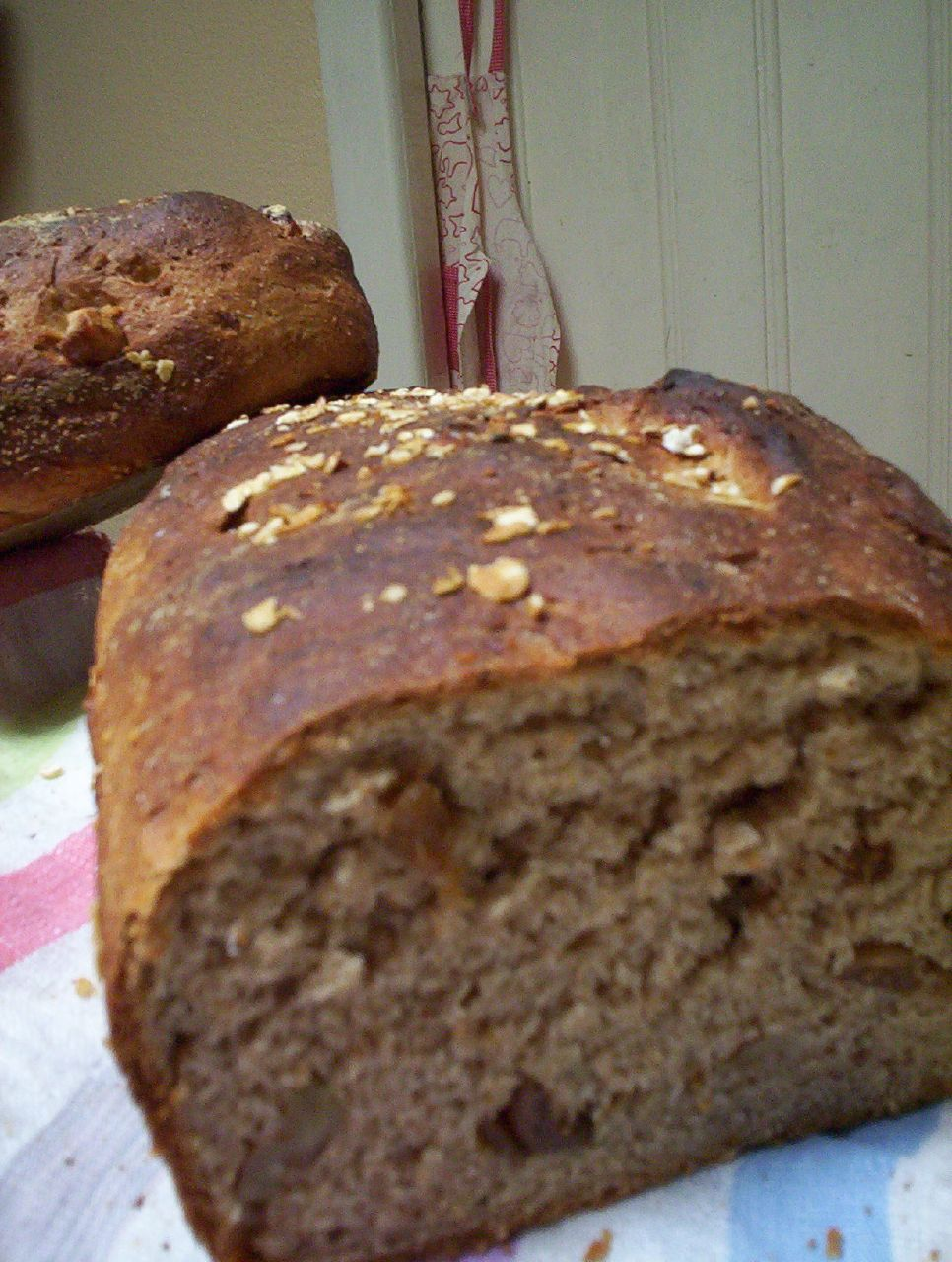
لوف الجوز والتمر، وهي كعكة تقليدية من بريطانية
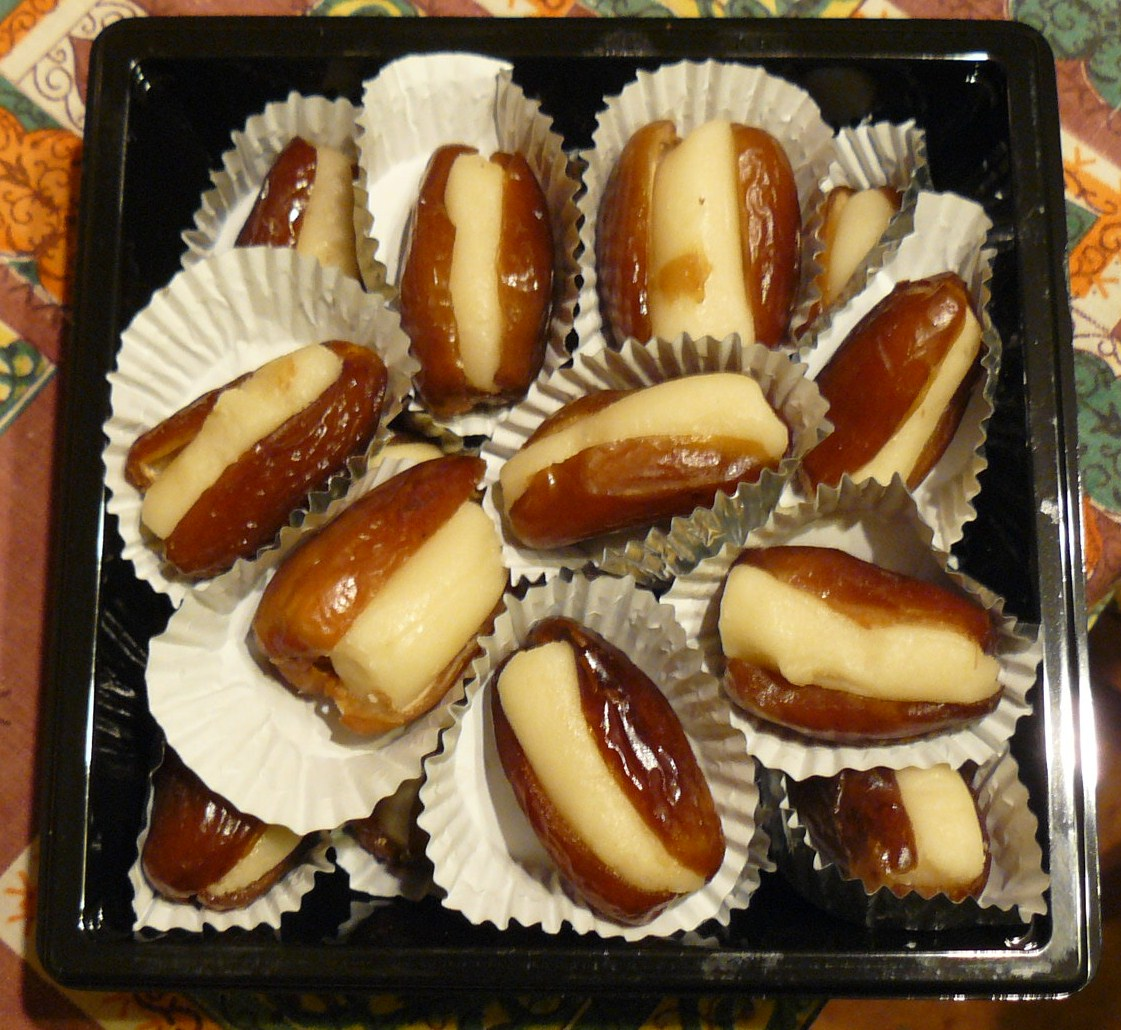
تمر محشو بالمرزبان، ألمانيا
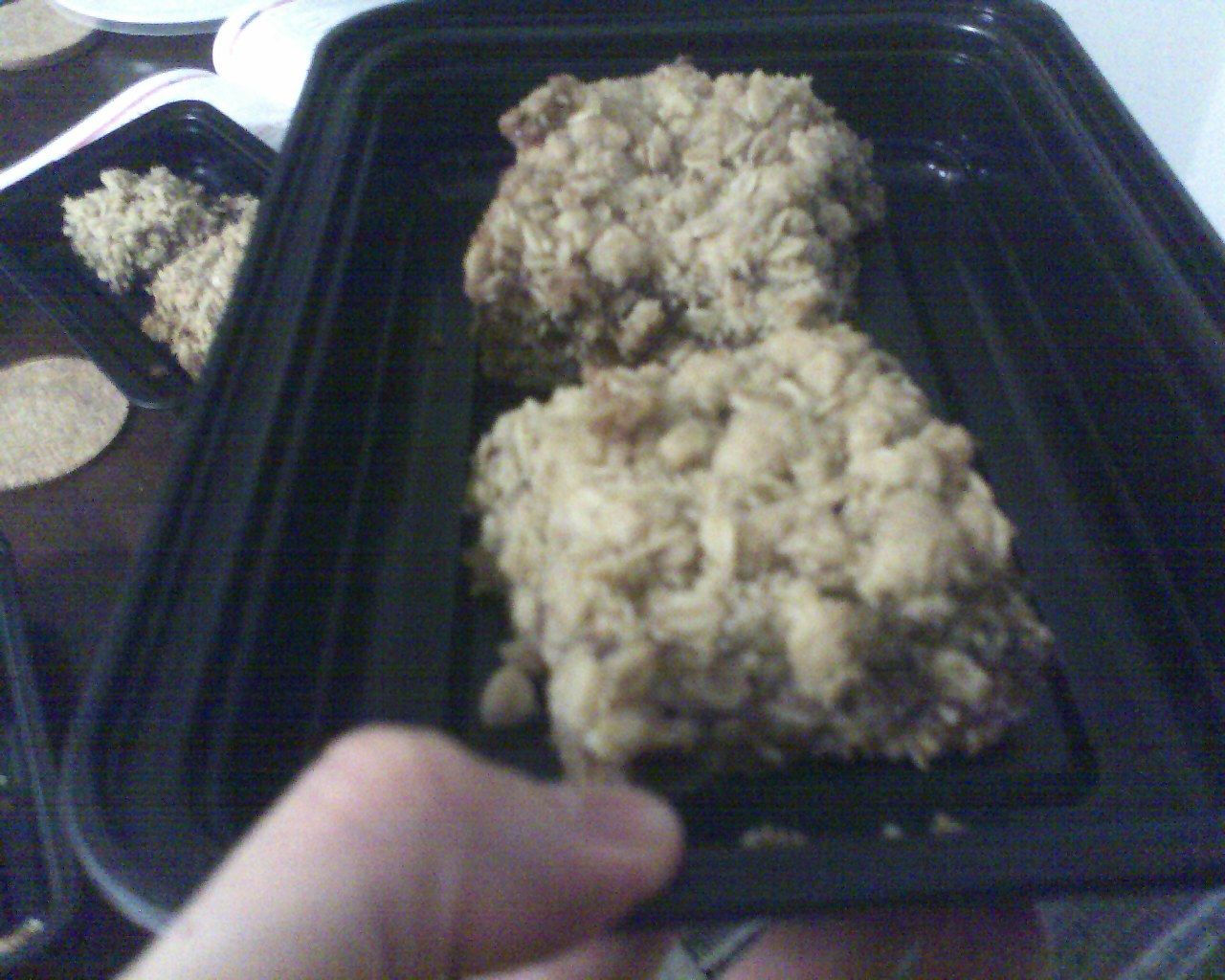
حلوى من التمر وتسمى (Date squares)
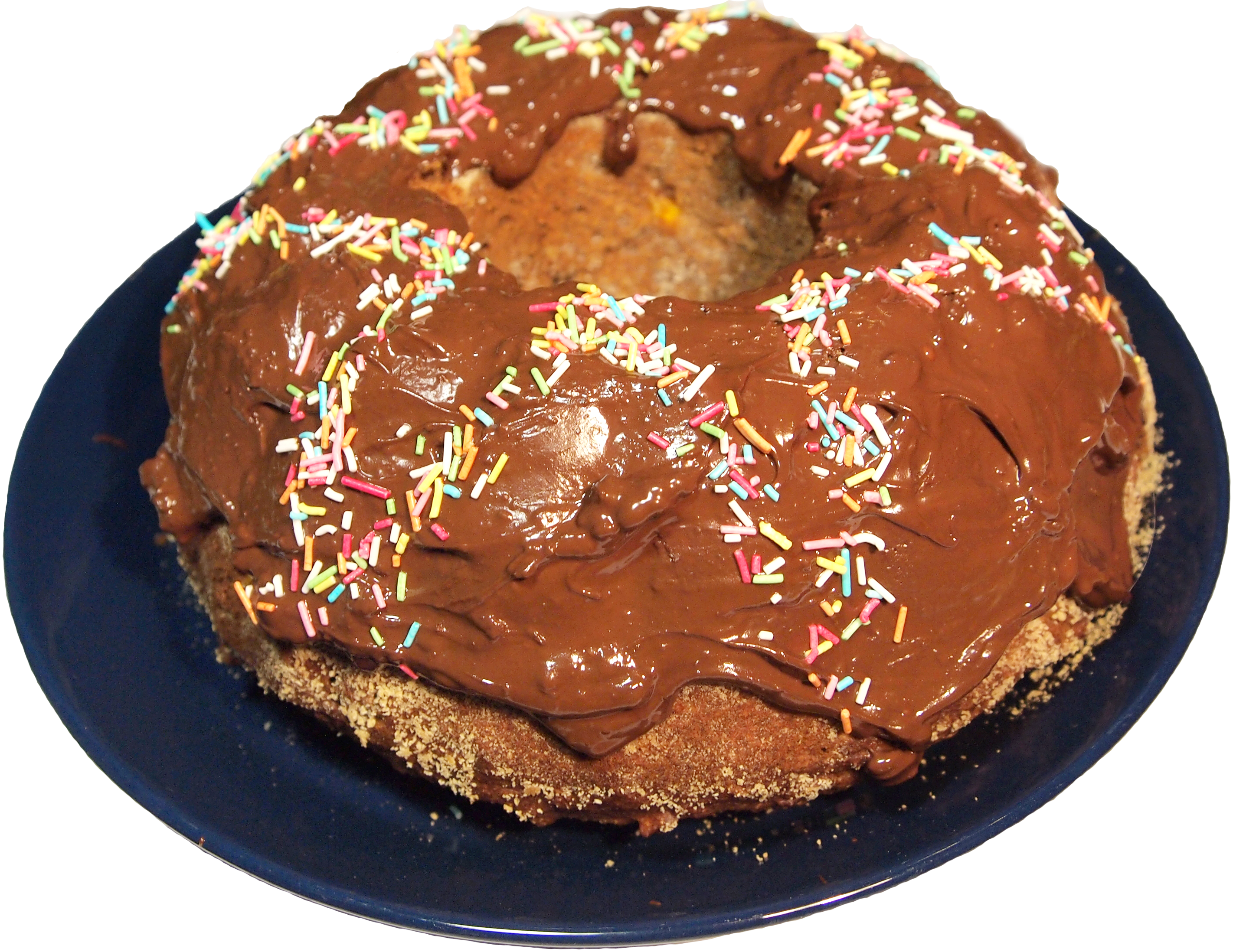
كعكة تمر
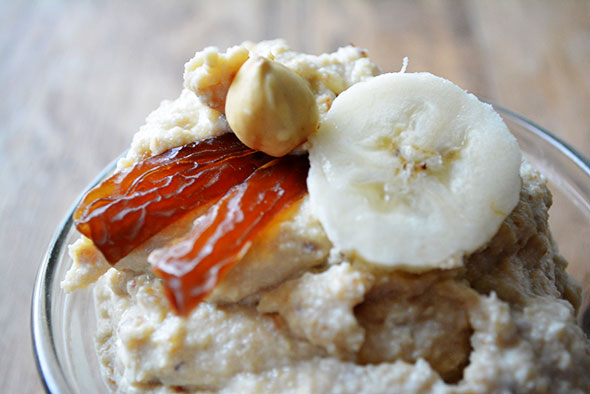
حلوى التوفو مع تمر
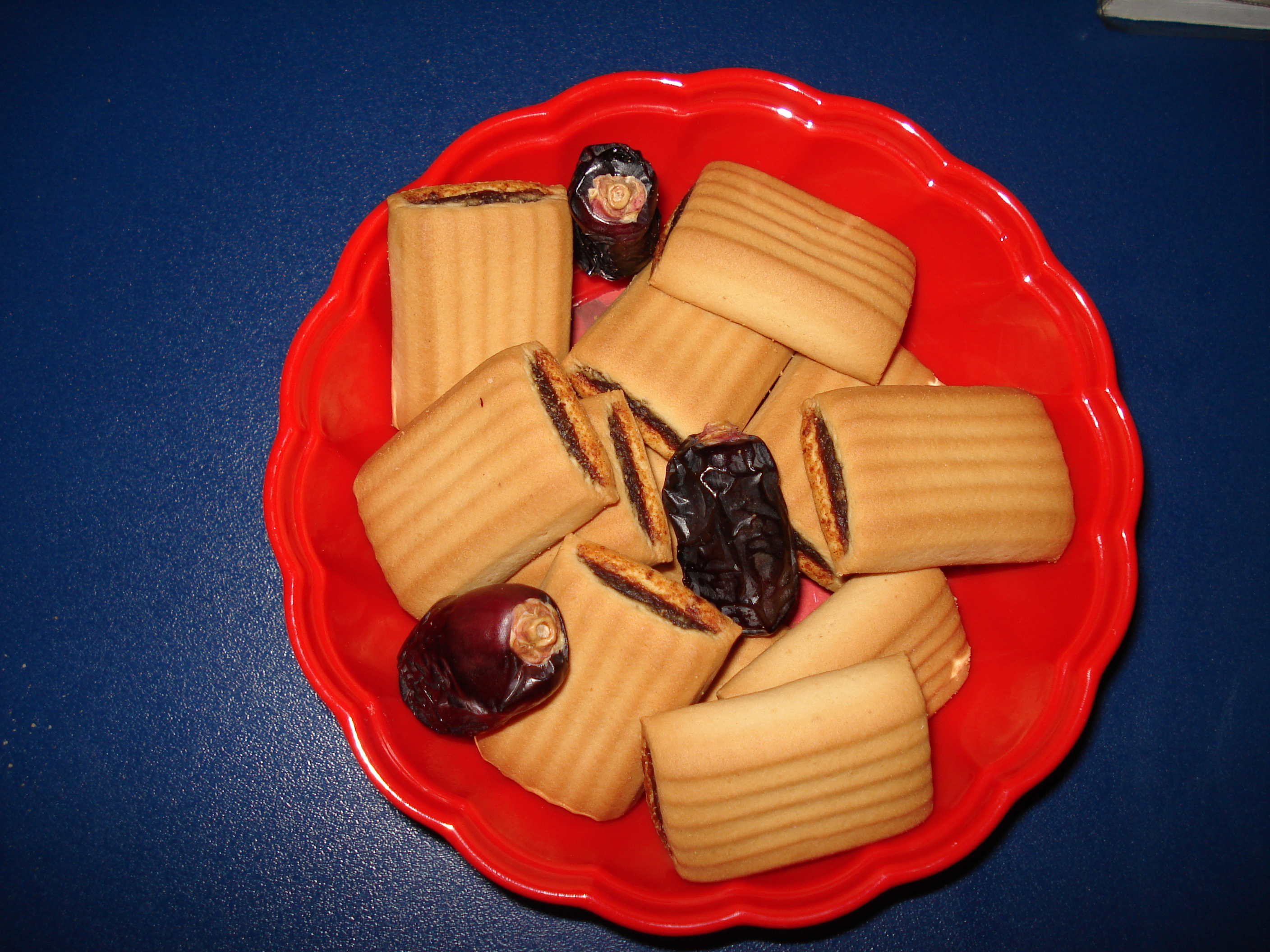
كليجة تمر من إربل (أربيل)، كردستان
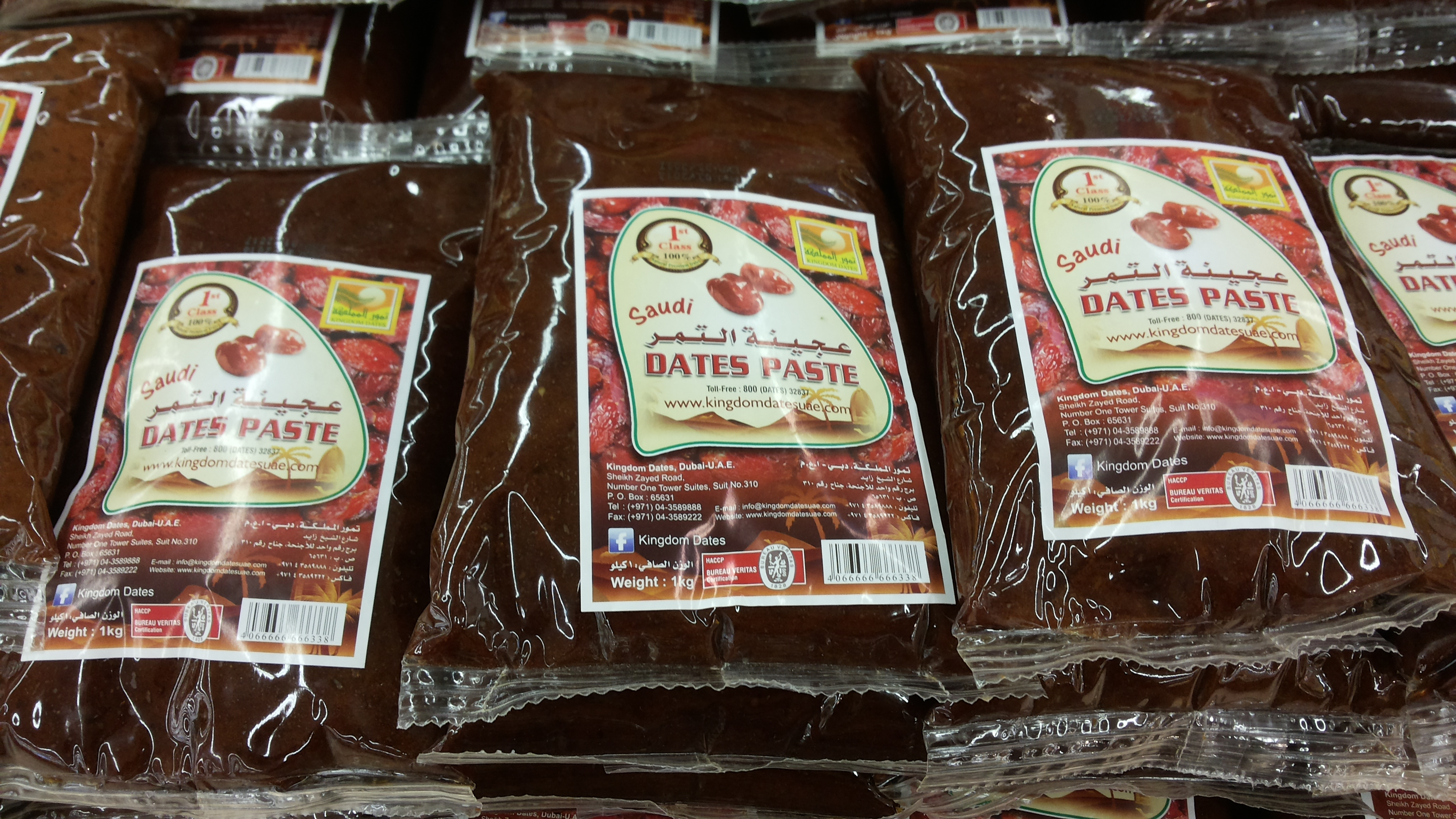
عجينة التمر
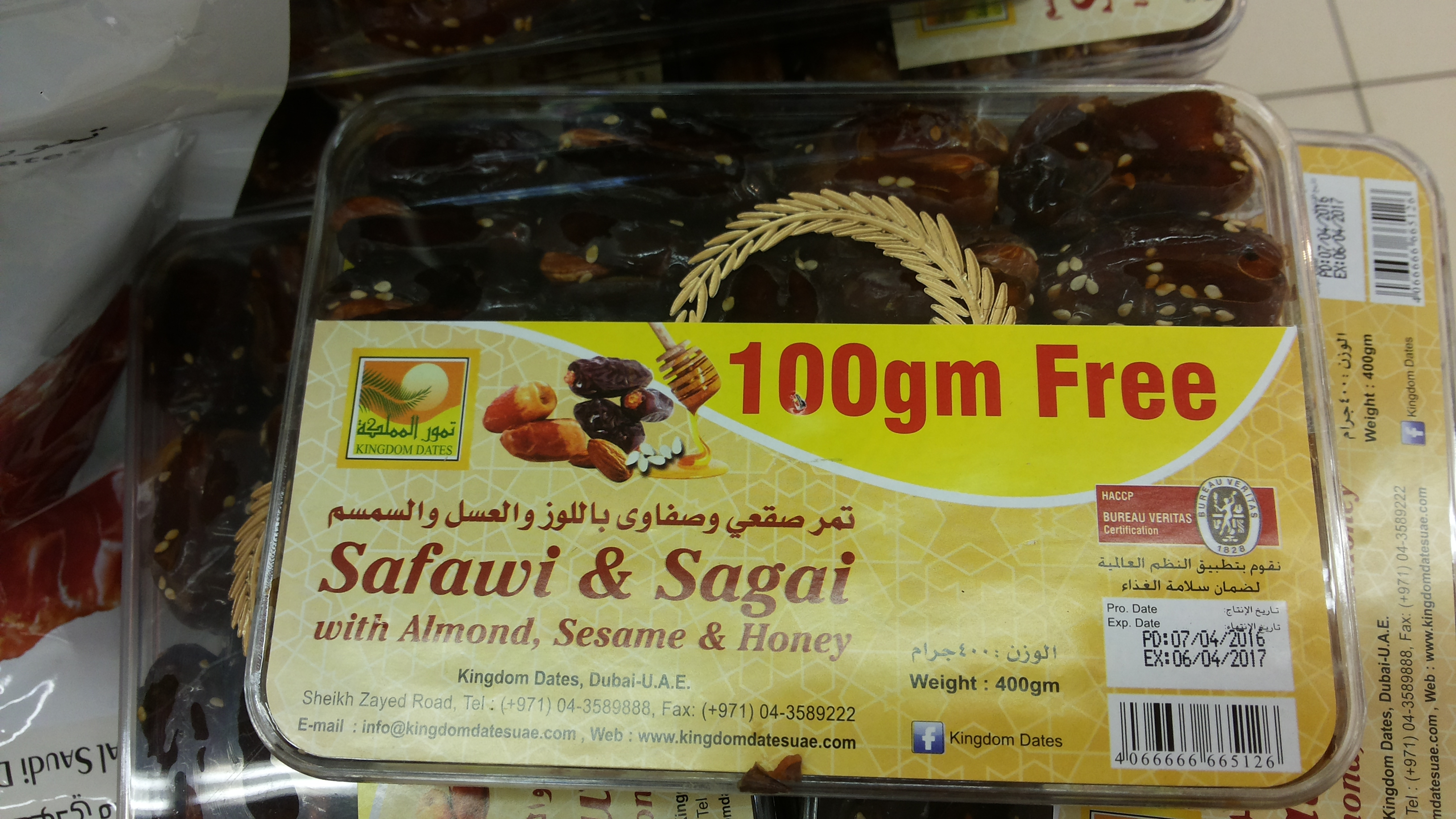
تمر صقعي وصفاوي باللوز والعسل والسمسم
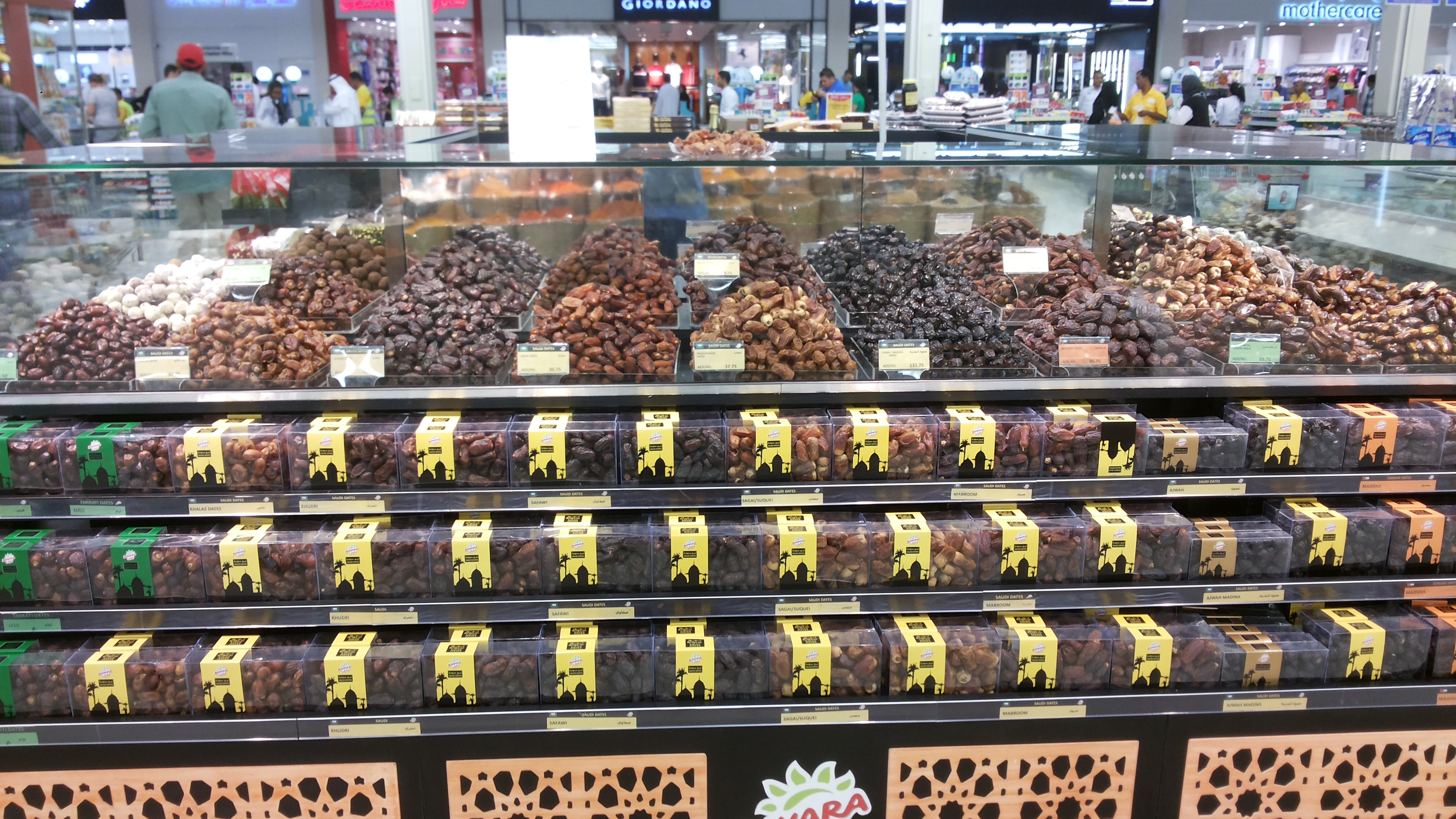
عدة أصناف من التمر في كارفور، الإمارات
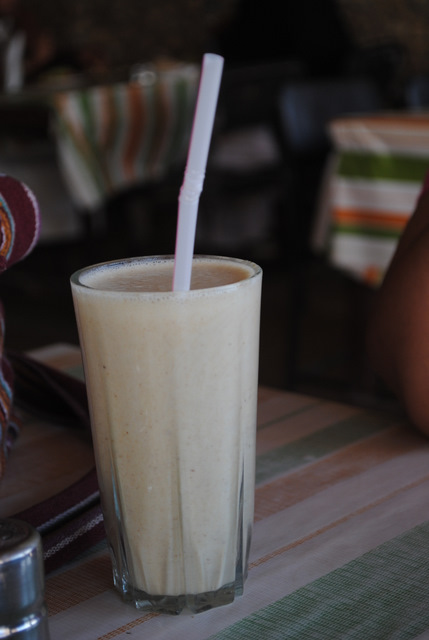
مخفوق الحليب بالتمر
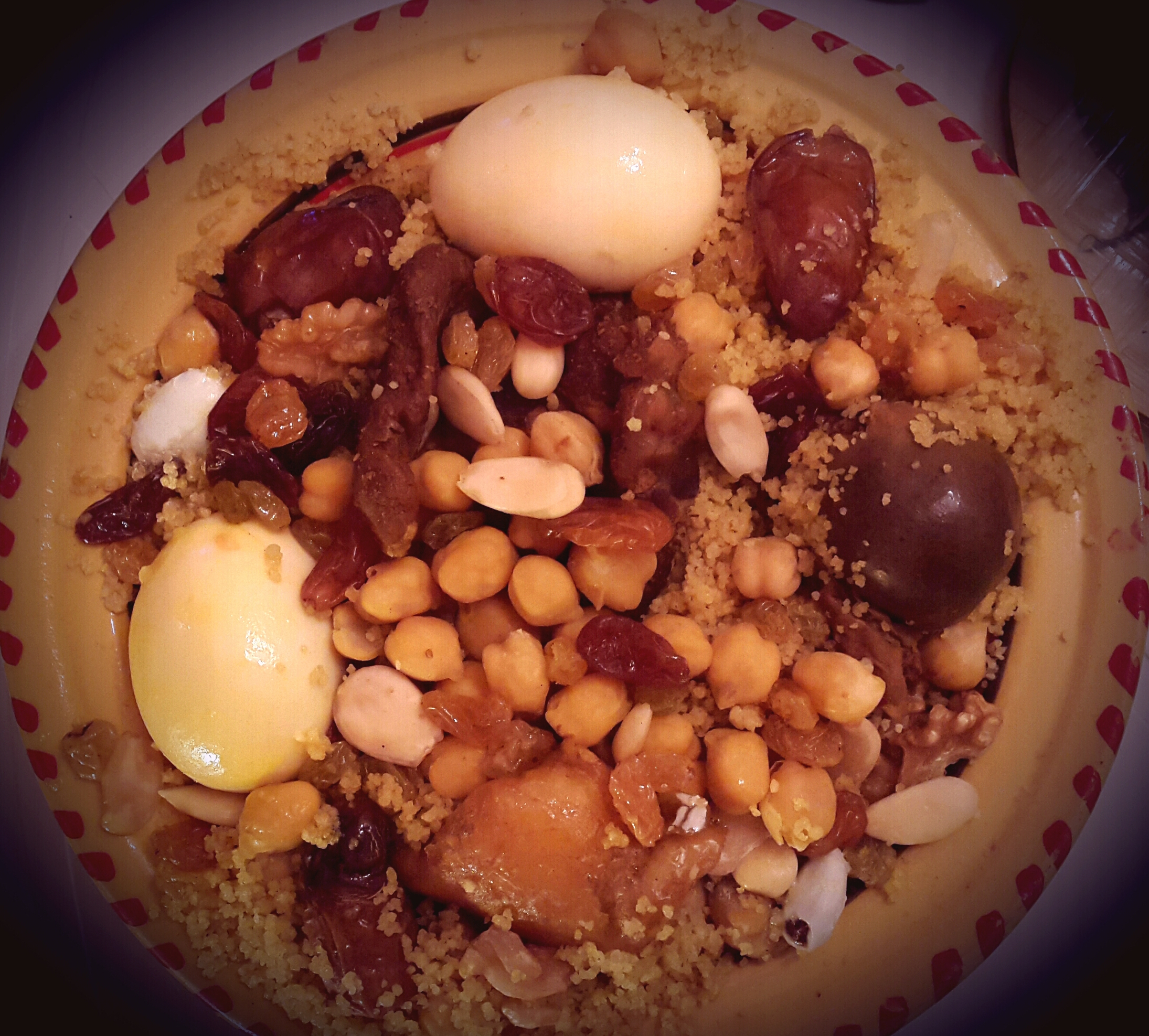
تمر في أكلة الكسكسي تونسيّة
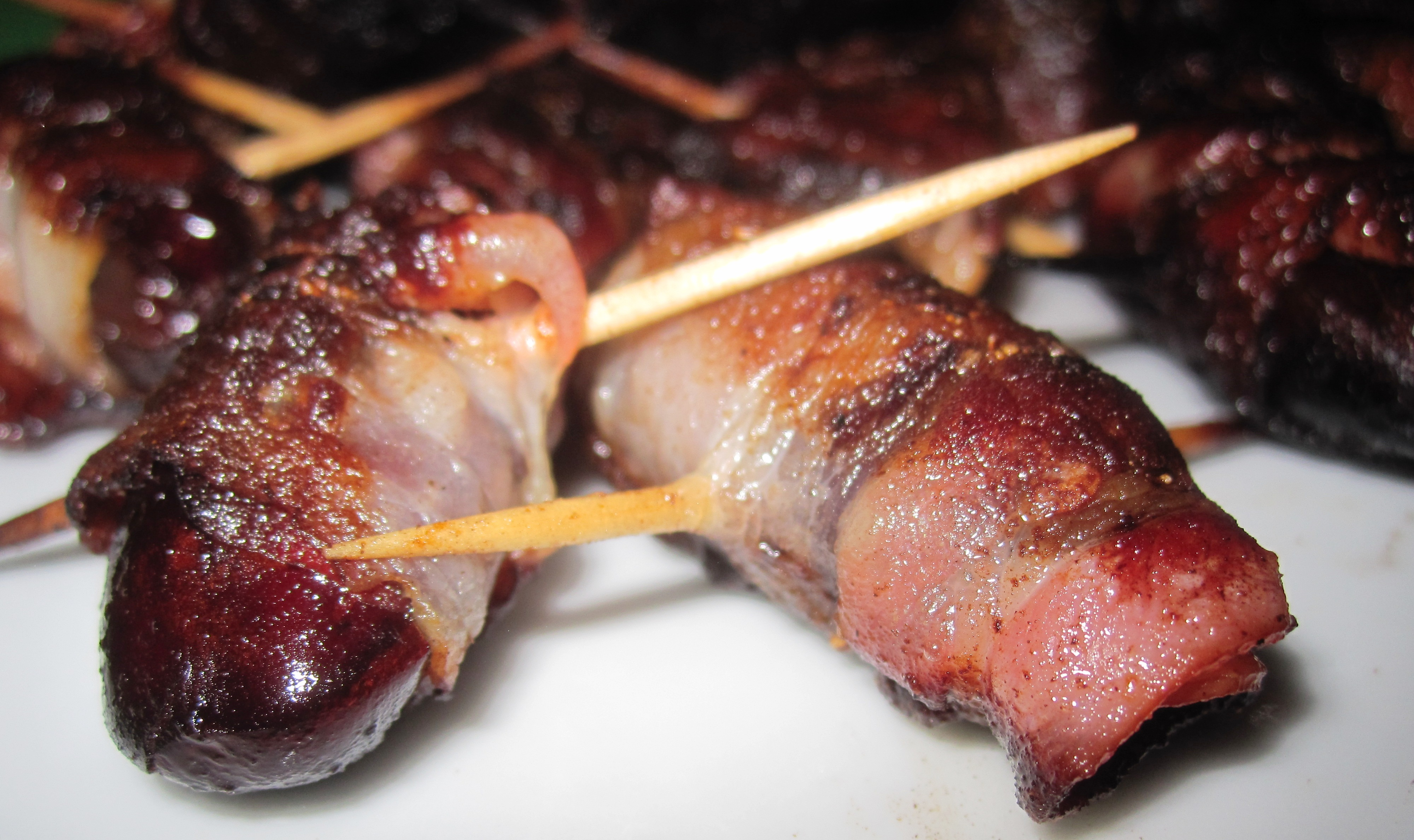
لحم الخنزير المقدد بالتمر، إسبانية
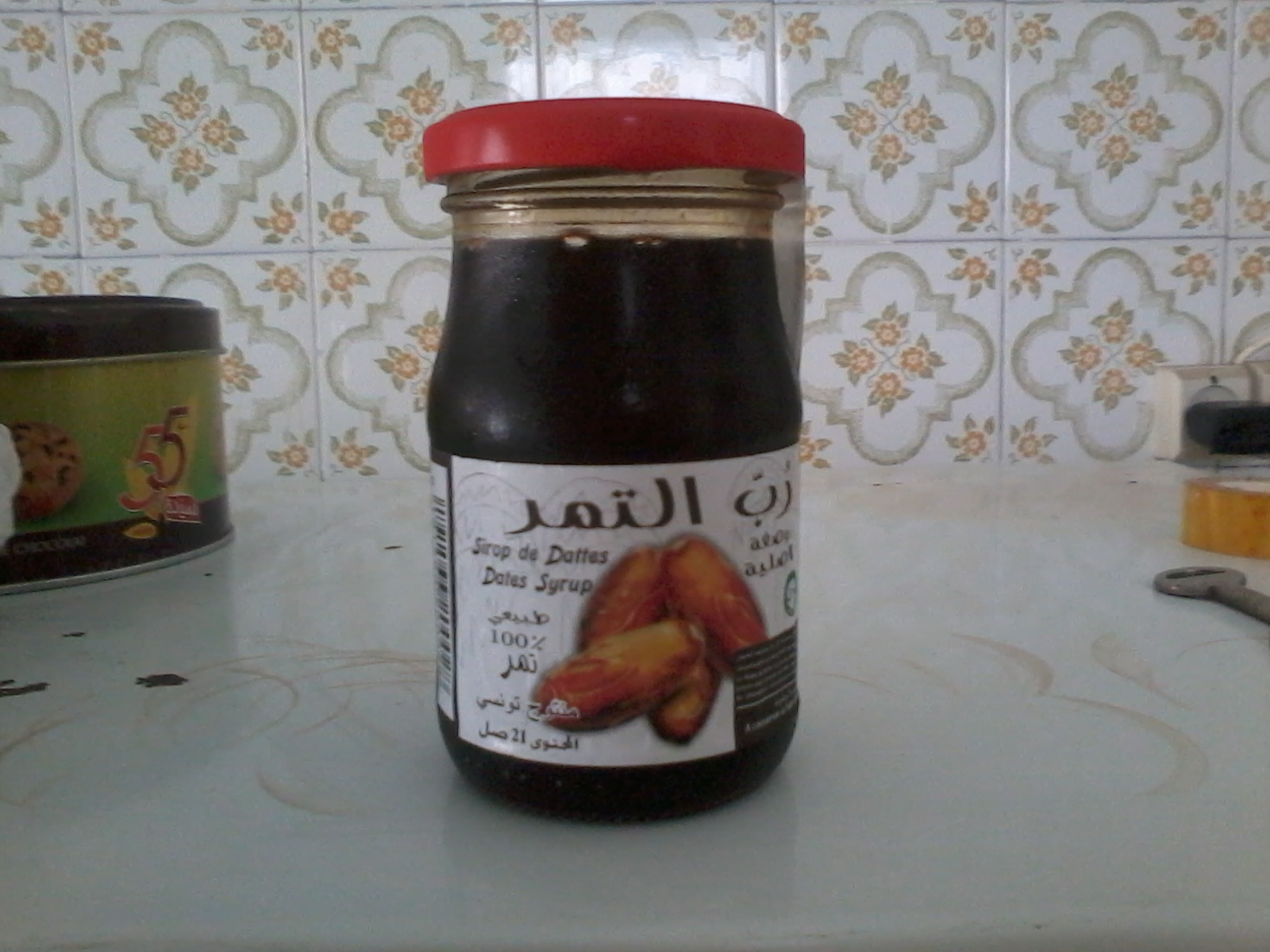
دبس التمر، تونس
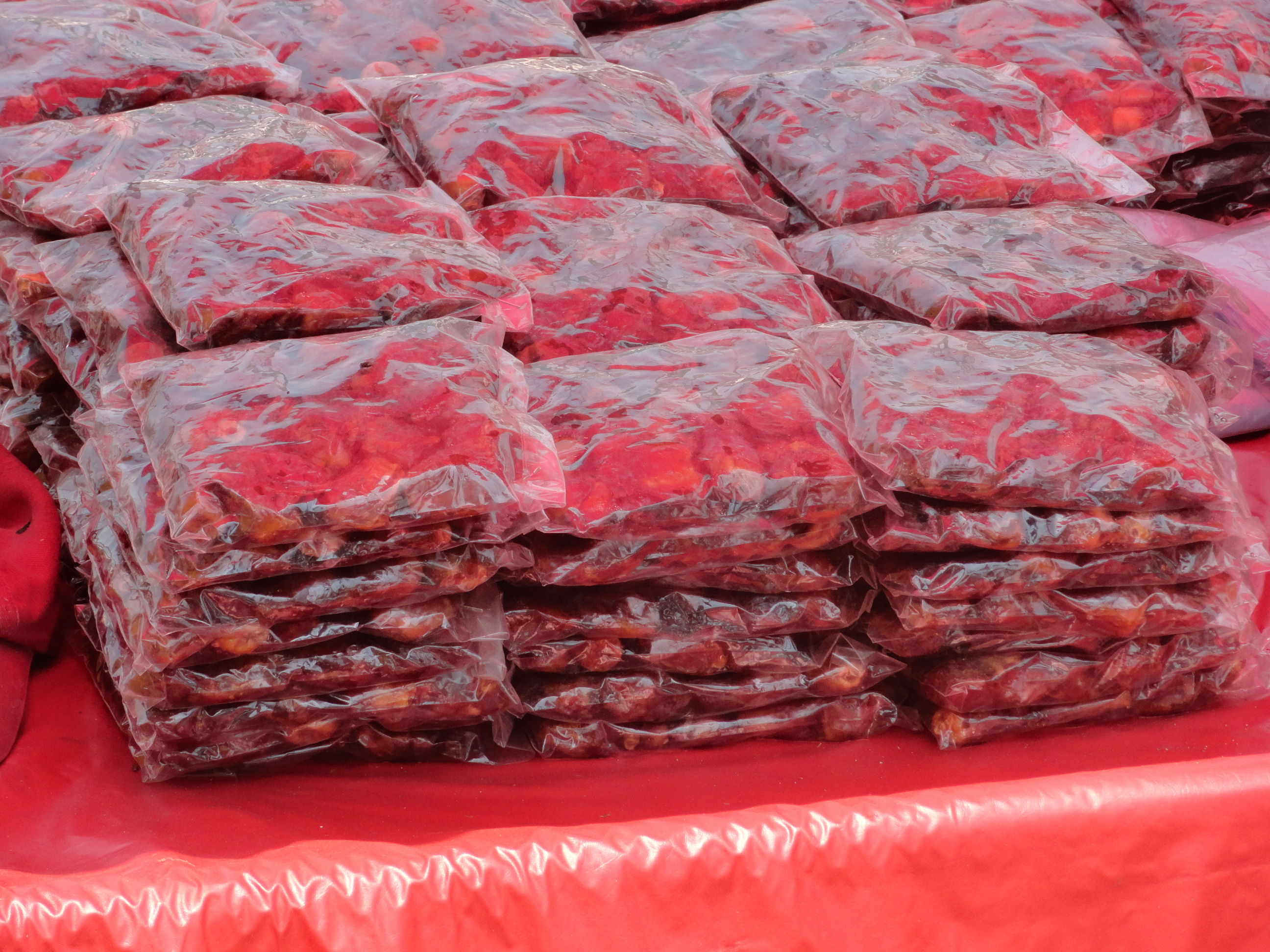
تمر بالأكياس في حيدرآباد
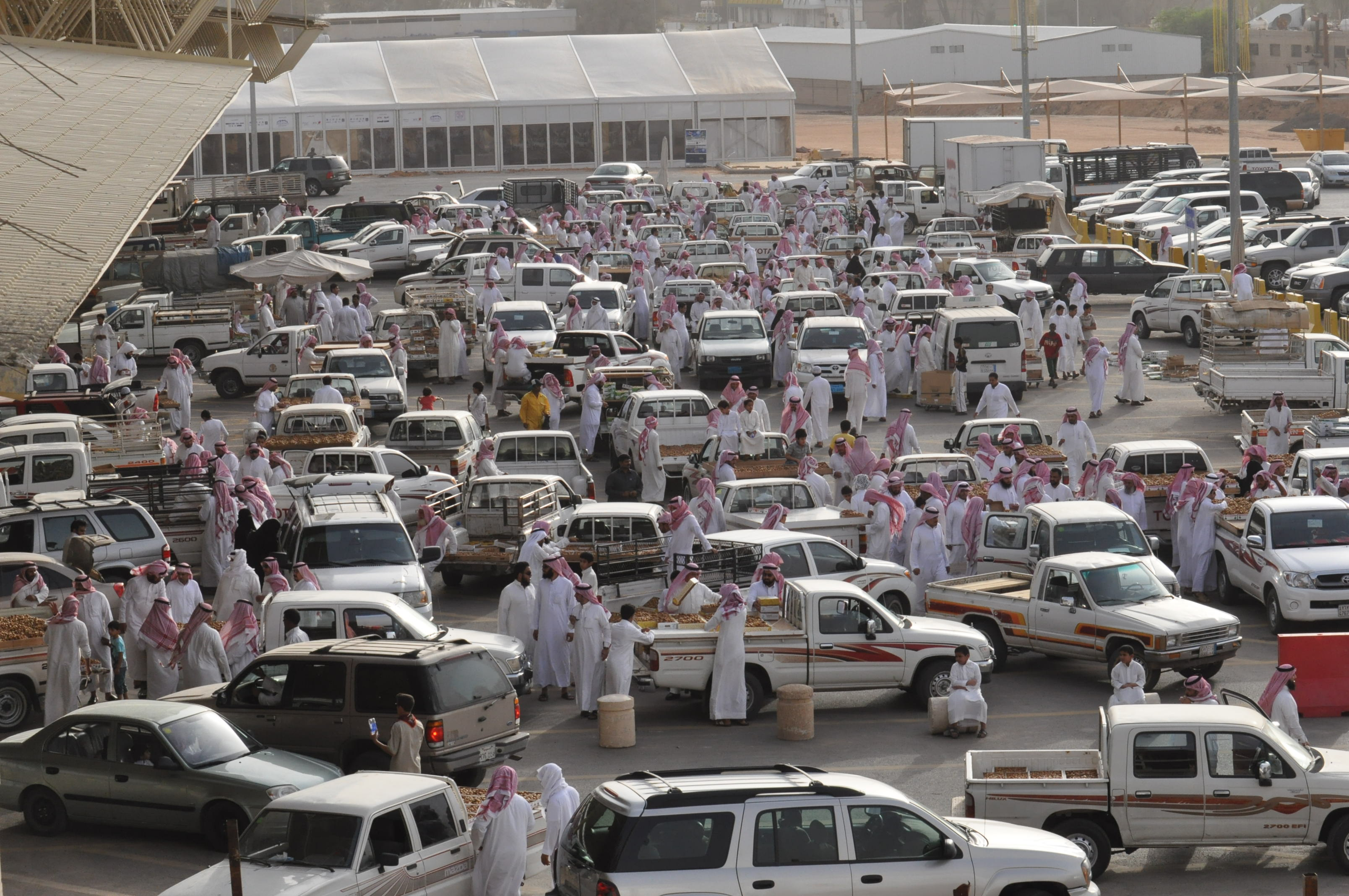
مدينة التمر بالبريدة، السعودية
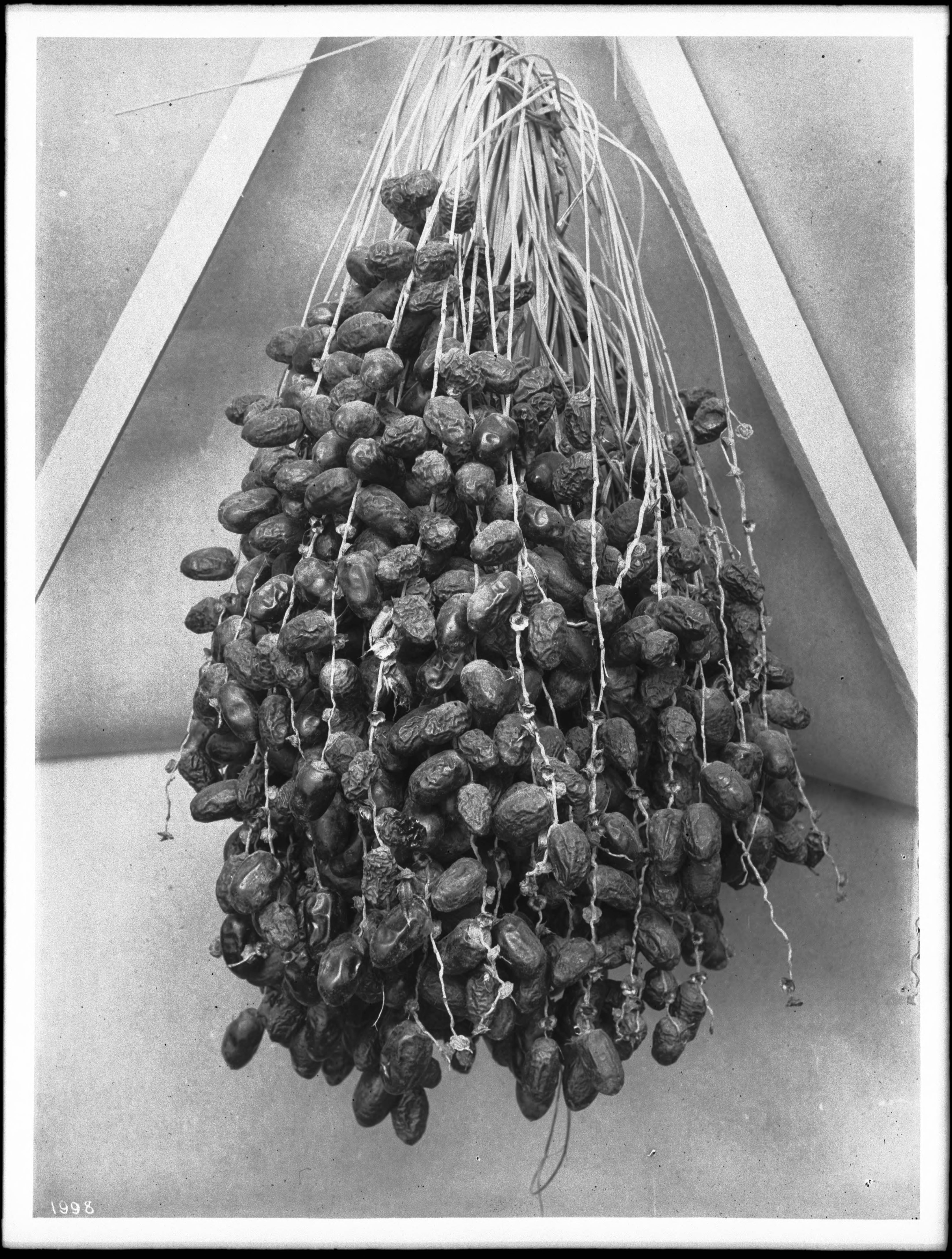
تمر من الوادي الإمبراطوريّ، الولايات المتحدة
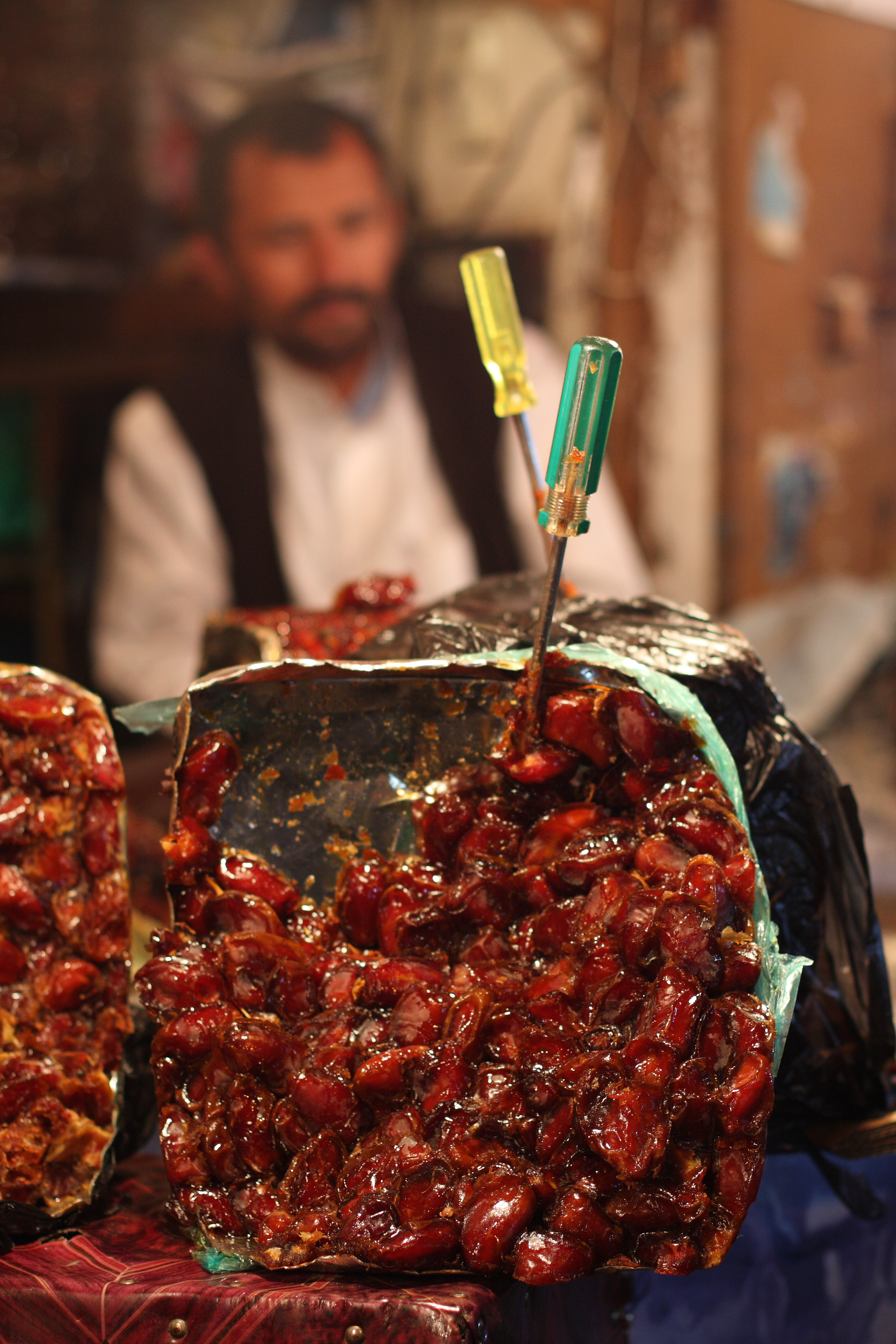
تمر مكبوس في سوق الملح، صنعاء، اليمن
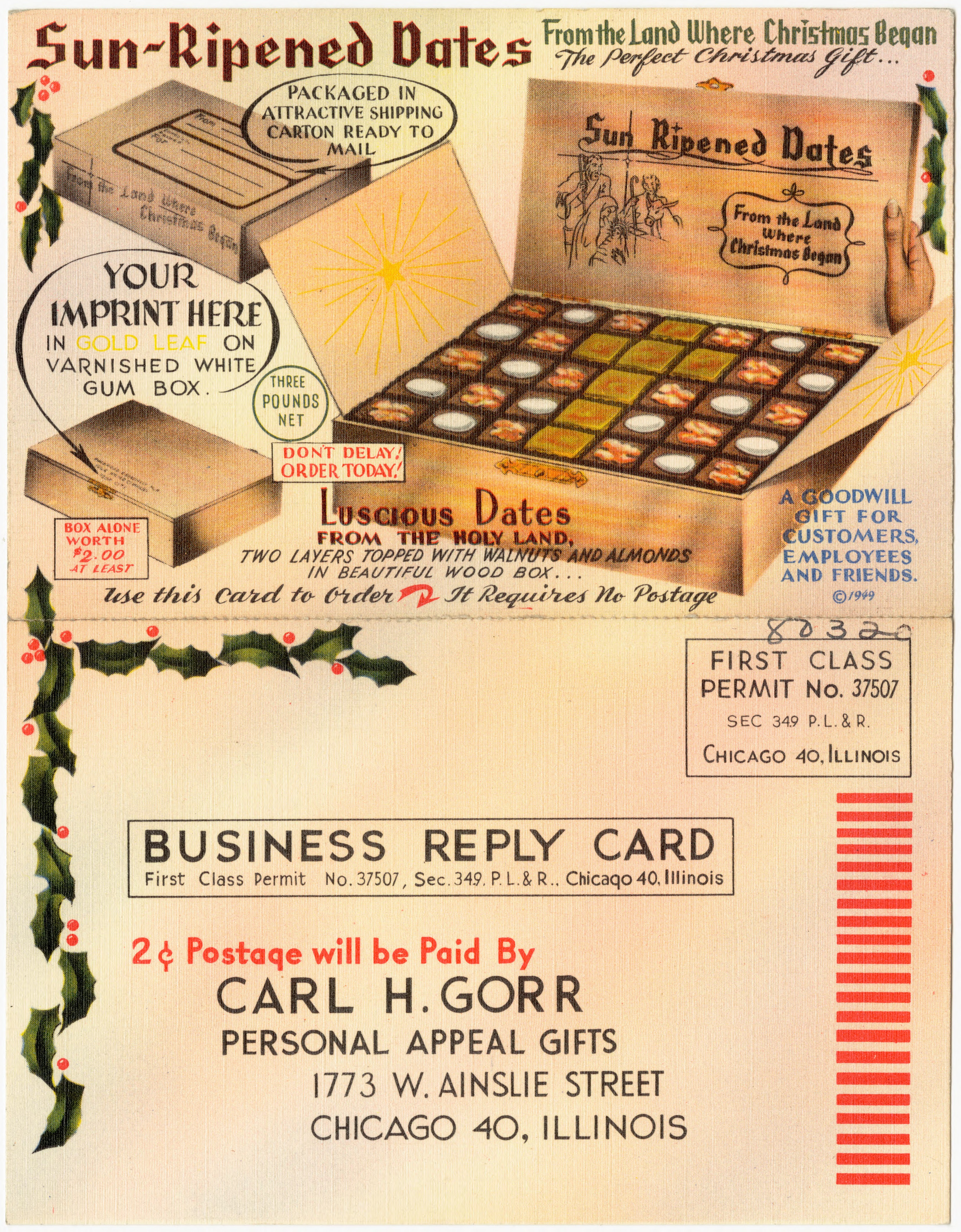
دعاية لتمر يالشوكولاته من إلينوي، شيكاغو
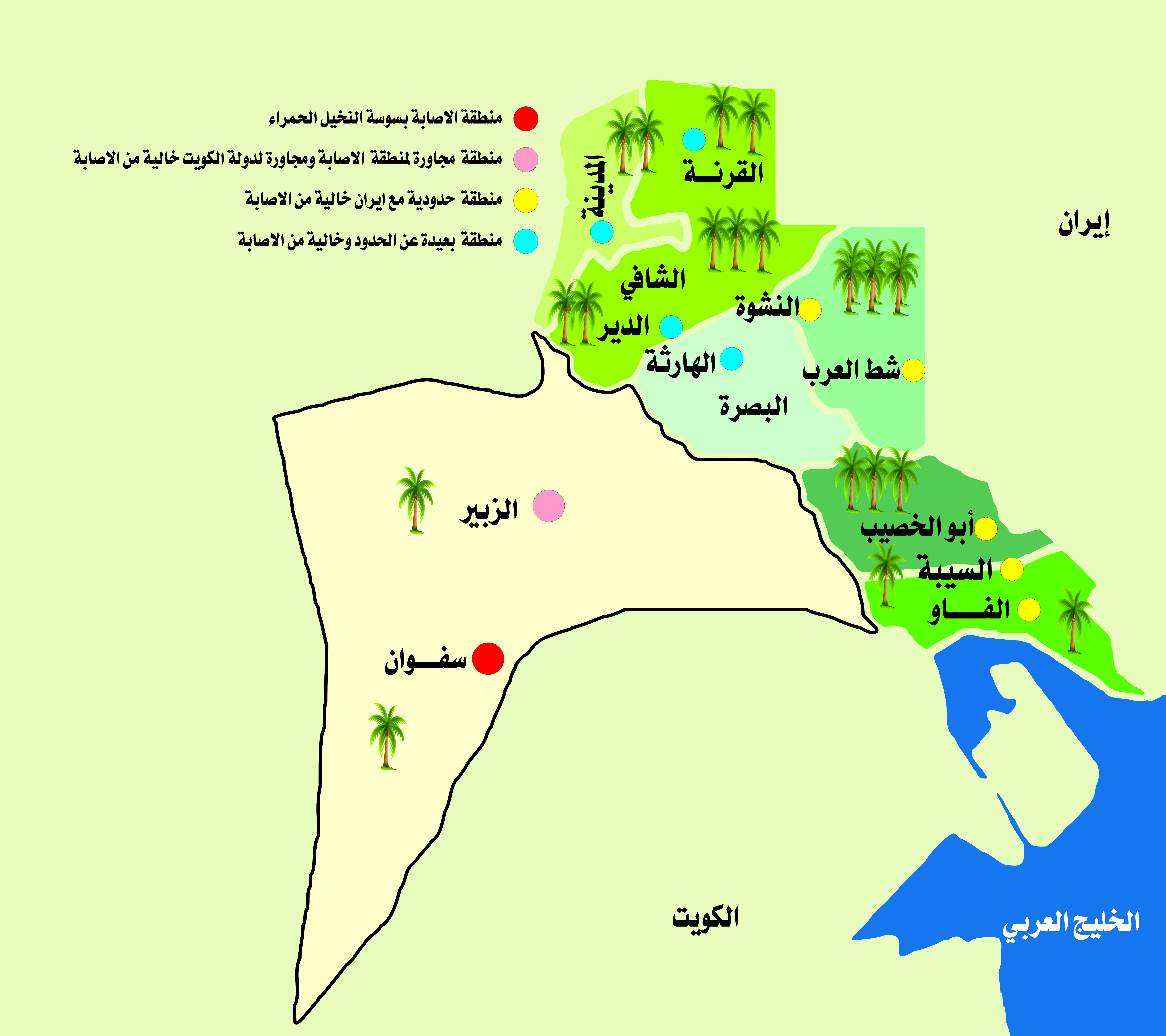
خريطة تبين تفشي سوسة النخل الحمراء بمحافظة البصرة، العراق
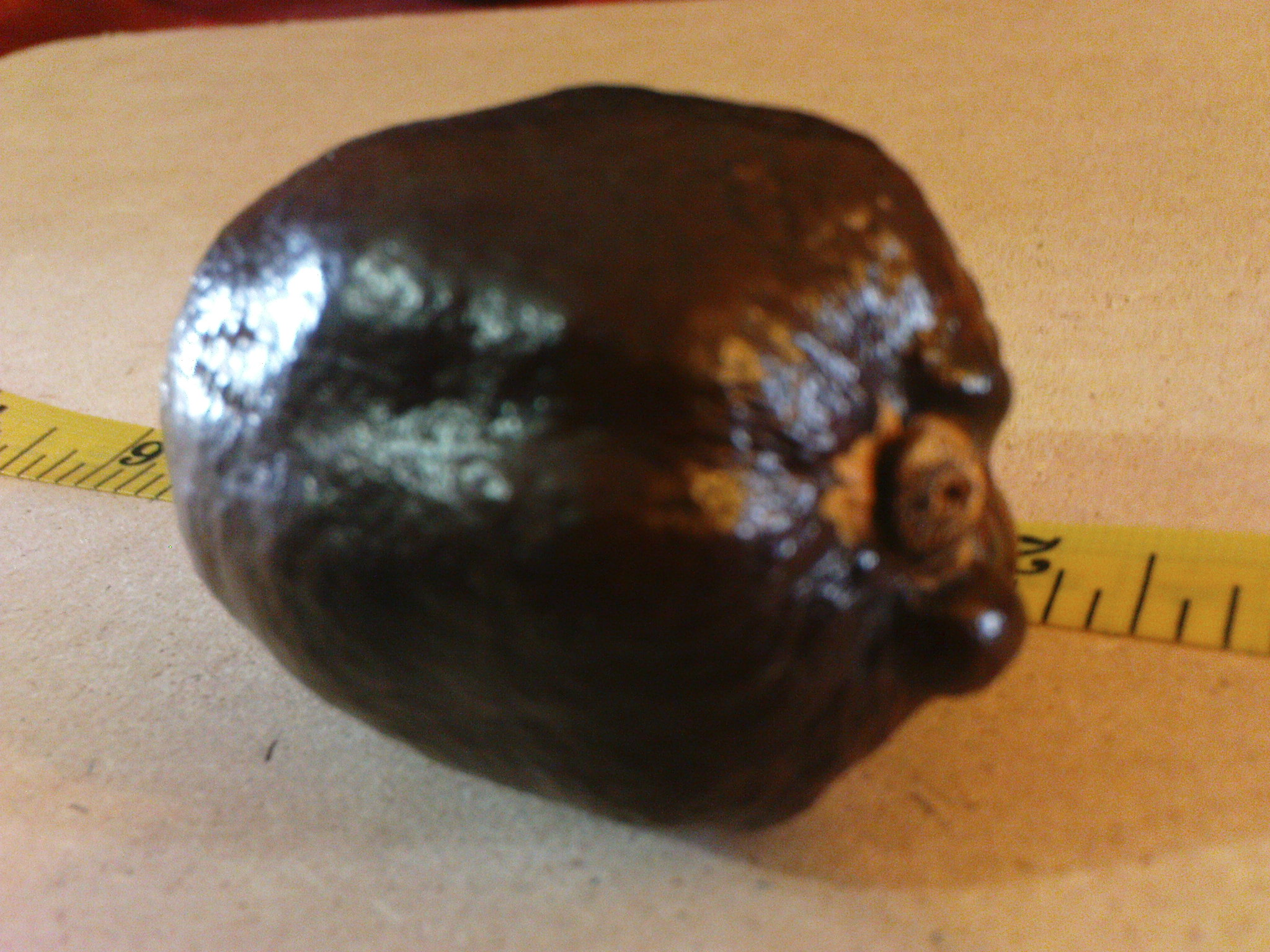
تمرة متحجرة
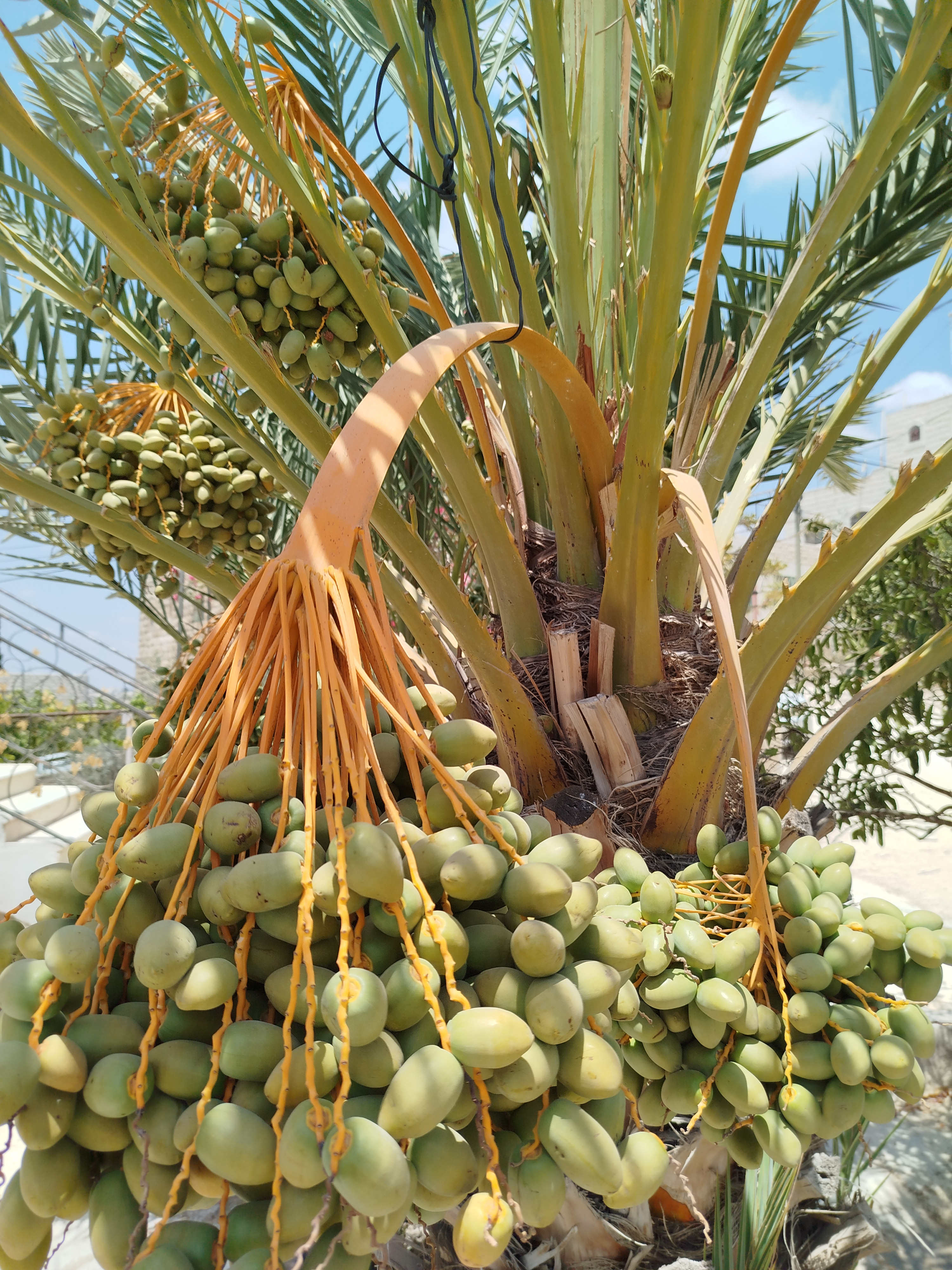
نخيل فلسطين ،أشجار النخيل في فلسطين ، الضفة الغربية